# Geschichte des Ruhrgebiets

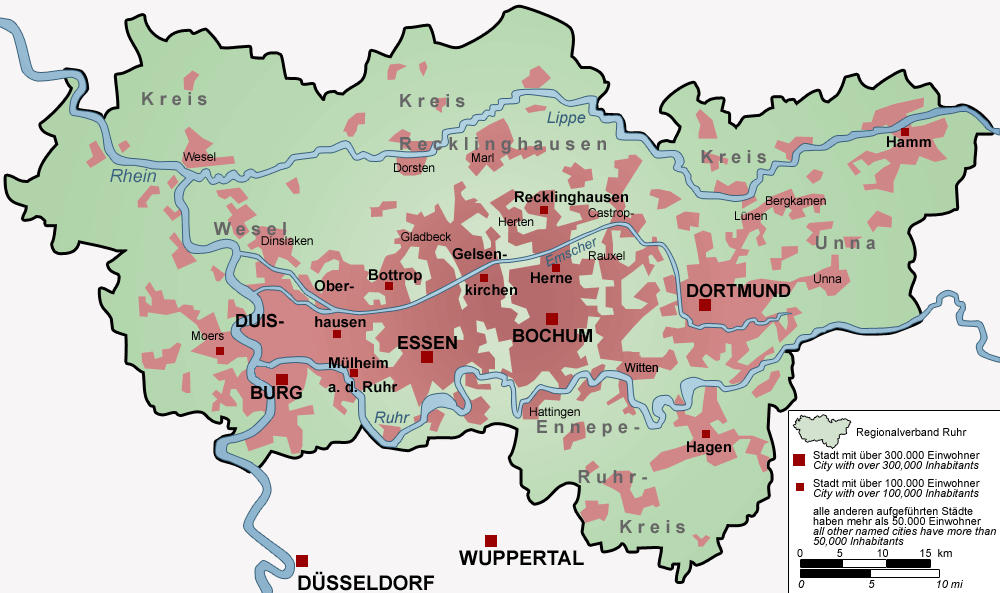
Übersichtskarte Ruhrgebiet

Die Geschichte des Ruhrgebiets umfasst die Entwicklungen auf dem Gebiet des Regionalverbandes Ruhr von der Urgeschichte bis zur Gegenwart. Zum Ruhrgebiet werden neben den kreisfreien Städten zwischen Ruhr und Emscher die Kreise Ennepe-Ruhr-Kreis, Recklinghausen, Unna und Wesel gezählt. Die Region galt bereits im Mittelalter als wichtiger Verkehrsknoten und erhielt im Zeitalter der Industrialisierung durch ihre Kohlevorkommen große Bedeutung.
Im Mittelalter bildeten sich in der Region Grafschaften heraus, wovon die wichtigsten die der Grafen von Berg, der Grafen von der Mark und der Grafen von Kleve waren. Mit dem Hellweg bestand eine durchgehende wirtschaftliche Verkehrsachse in der Region. Im Verlauf der Straße entwickelten sich wichtige Städte der Region. Seit Ende des 14. Jahrhunderts waren die Grafen von der Mark in Personalunion Grafen, später Herzöge von Kleve. Ab 1521 waren infolge der Klever Union von 1496 alle gräflichen Territorien im Gebiet der Vereinigten Herzogtümer unter einer gemeinsamen Herrschaft zusammengeführt.
Bereits 1609 fielen Kleve und Mark an das Kurfürstentum Brandenburg, womit der Beginn einer Entwicklung zur preußischen Herrschaft in der Region eingeleitet war. Bis zum Beginn des 19. Jahrhunderts übernahm Preußen auch die Herrschaft über einige kleinere Territorien der Ruhrregion, wie die geistlichen Territorien von Werden und Essen. Schlussendlich wurde auch das Gebiet der Grafschaft Dortmund unter preußische Herrschaft gebracht. Damit war die Vielzahl der aus dem Mittelalter überkommenen Territorien endgültig an einen Herrscher gefallen, die Entwicklung der Industrieregion in einem einheitlichen Rechtssystem war möglich geworden. Lediglich die preußischen Provinzgrenzen verliefen innerhalb des Ruhrgebiets. Als Regierungsbezirksgrenzen sind sie bis in die Gegenwart erhalten. 1946 wurde das Land Nordrhein-Westfalen um das Ruhrgebiet gebildet.
Das Ruhrgebiet galt als entscheidend für die Kontrolle der deutschen Wirtschaft der Wiederaufbauzeit und sollte vor französischem oder sowjetischem Zugriff geschützt werden. Die geplante Schaffung eines Regionalpräsidiums für das Ruhrgebiet wird die wirtschaftlich einheitliche Entwicklung der Region in einem reformierten Verwaltungssystem des Landes berücksichtigen.

## Erdgeschichte

### Devon
Vor 465 Millionen Jahren lag das Ruhrgebiet auf dem Kleinkontinent Avalonia, zu dem die Kerne von Norddeutschland, Belgien, Zentralengland, Zentralirland Neufundland und Nova Scotia gehörten. Im Unter-Devon kollidierte der Kleinkontinent mit Laurussia.

### Karbon

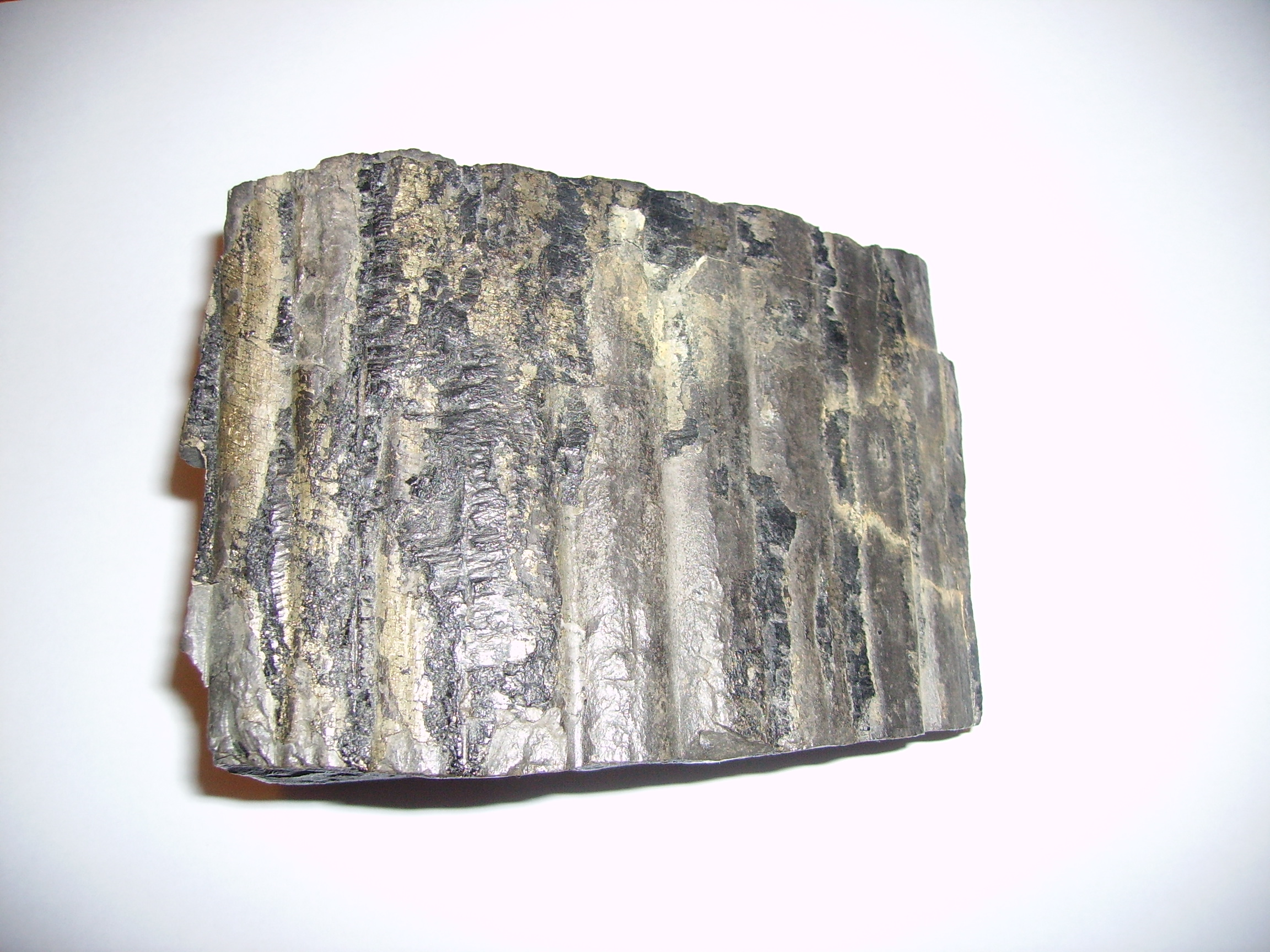
Entrindete Sigillarien, gefunden auf der Schachtanlage Nordstern, Flöz Zollverein 2/3 in 1000 m Tiefe

Im Karbon, einem erdgeschichtlichen Abschnitt des Paläozoikum, der vor 360 Millionen Jahren begann und vor 300 Millionen Jahren endete, bildeten sich Schichten mit Tonschiefer, Kohle und Sandstein. Vor 400 bis 300 Millionen Jahren entstanden in der Variszischen Orogenese neue Gebirge.
Im Westfalium wurden jene Schichten abgelagert, die im Laufe der Jahrmillionen zu Kohleflözen wurden. In dieser Periode der Erdgeschichte wechselten Sumpflandschaft und Überflutungen des Meeres einander ab, so dass die Ablagerungen aus pflanzlichen Materialien und Sedimenten des Meeres heute als eine Folge von Kohleschichten und dazwischen liegendem Gestein überliefert sind.
Die beherrschenden Vertreter der Flora in den Kohlesümpfen waren die Gattungen Lepidodendrales und Sigillaria, baumartige Pflanzen, die zur Pflanzenabteilung der Bärlapppflanzen (Lycopodiophyta) gezählt werden. Die Vertreter beider Gattungen erreichten Größen von bis zu 40 Metern bei einem Stammdurchmesser von über einem Meter.

### Kreidezeit

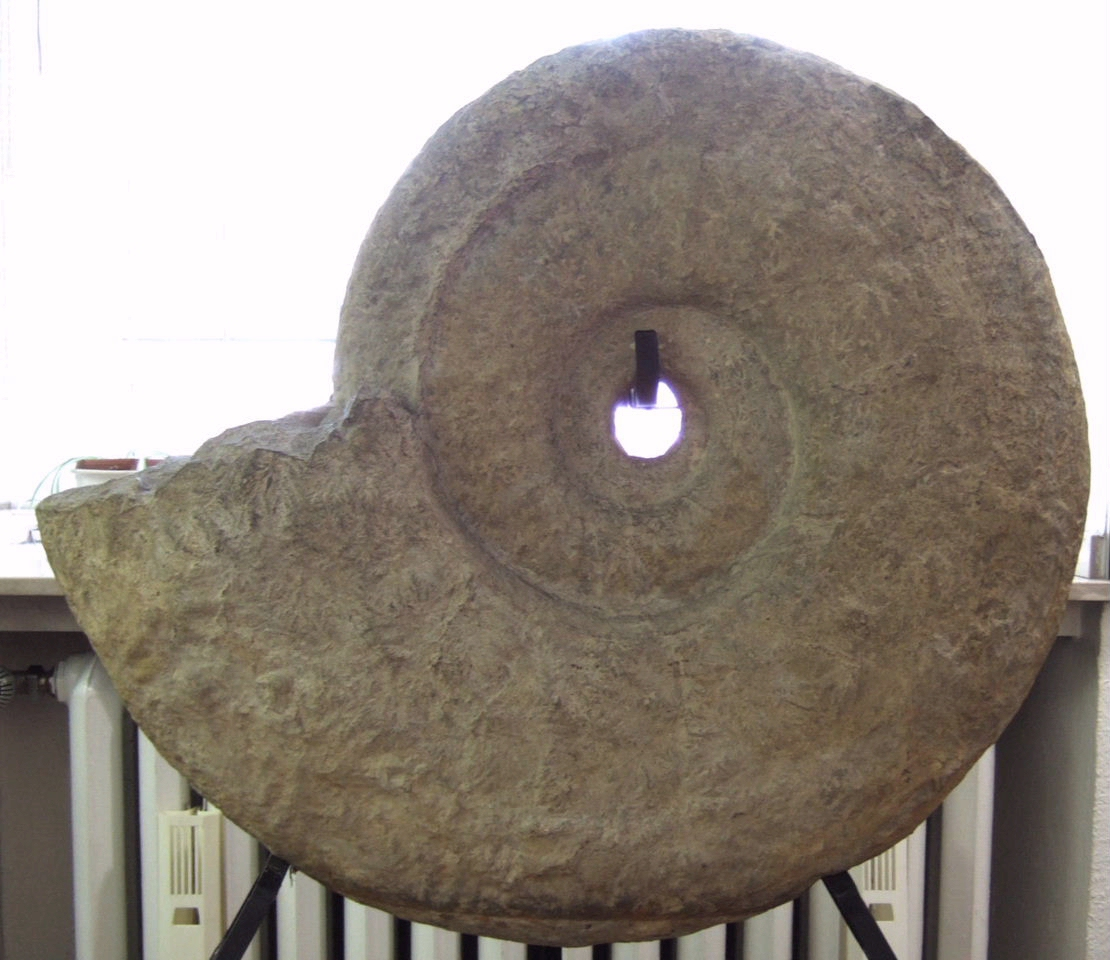
Riesenammonit aus dem Campanium, gefunden im Bereich des Kamener Kreuzes

In der Kreidezeit vor 135 Millionen Jahren bis vor etwa 65 Millionen bedeckte ein tropischer Ozean das Land. In seinem Wasser lebten Ammoniten. Am Grunde des Meeres bildete sich eine mächtige Mergelschicht. Die Sedimente lagerten sich über den Schichten des Karbons ab und konservierten auch die Schalen von Riesenammoniten.

### Eiszeitalter
Das Eiszeitalter brachte einen Wechsel von Warm- und Kaltzeiten. Während der Drenthestadien der Saale-Kaltzeit reichte die Vergletscherung Norddeutschlands bis an die vor dem Nordrand des Mittelgebirges liegende Ruhr heran. Die Morphologie des mittleren und unteren Ruhrtals wurde vom abfließenden Schmelzwasser und von der Kraft des Eises geformt. Die Schmelzwasser strömten durch das Ruhrtal nach Westen. Dort, wo heute Essen liegt, war der Abfluss zeitweilig von einer Barriere aus Eismassen und Geröll behindert, so dass ein gewaltiger eiszeitlicher See aufgestaut wurde, der das Tal bei Schwerte füllte.

## Vor- und Frühgeschichte

### Erste Menschenansiedlungen
80.000 v. Chr. – Die Region des heutigen Ruhrgebiets wurde bereits im Mittelpaläolithikum zur Zeit des Neandertalers vor rund 80.000 Jahren besiedelt. Beim Bau des Rhein-Herne-Kanals wurden 1911 in Herne Steinwerkzeuge und Lagerspuren mit Knochen von Wollnashorn, Wisenten und Mammuten gefunden. Auch an anderen Stellen lagerten Menschen im Emschertal. Weitere Funde aus den 1960ern belegen dies für das Boyetal (gespr. Beu) zwischen Bottrop und Gladbeck.
8700 v. Chr. – Die im November 1978 gemachten Funde steinzeitlicher Feuersteingeräte vom Duisburger Kaiserberg gehören in die Spätphase der letzten Eiszeit und können auf etwa 9000 bis 8000 Jahre v. Chr. datiert werden. Aus dem frühen Mesolithikum stammen die ältesten Überreste anatomisch moderner Menschen im Raum des heutigen Ballungsgebietes. Sie wurden im Frühjahr 2004 in der Blätterhöhle bei Hagen-Hohenlimburg entdeckt.
Mittel- und Jungsteinzeit 6000–4500 v. Chr. – Aus der La-Hoguette-Gruppe sind Funde von Keramik bekannt, die die Lippe als nördliche Verbreitungslinie erkennen lassen. Aus der Linearbandkeramischen Kultur und der Rössener Kultur sind mehrere Siedlungen im Umkreis von Bochum, Hagen und Dortmund bekannt. Im Frühjahr 2004 wurden in der Blätterhöhle bei Hagen-Hohenlimburg die Skelette von mehreren Menschen der Michelsberger Kultur entdeckt. Darunter befand sich auch das Skelett einer 17 bis 22 Jahre alten Frau. Diese Funde sind die einzigen geschlossenen Hinweise auf Bestattungen aus diesem Zeitabschnitt im Ballungsraum an Rhein und Ruhr.

### Landnahme der Germanen
Funde auf einem Gräberfeld in Oespel in der Nähe des Oespeler Baches lassen bereits auf eine Besiedlung in der frühen Bronzezeit schließen. In Zylindergruben am Rande des Gräberfeldes wurden große Mengen an verkohltem Getreide und Eicheln gefunden, die per Radiokarbonmethode auf das 17. bis 18. Jahrhundert v. Chr. datiert wurden. Mit den im Verhältnis zur Gräberzahl wenigen Kreisgräben setzt sich das Gräberfeld von Gladbeck von den bekannten jungbronzezeitlichen (1700 bis 1200 v. Chr.) Gräberfeldern im nördlichen und nordöstlichen Westfalen ab, auf denen es üblich war die Mehrzahl der Bestattungen einzuhegen.
Ab etwa 1100 v. Chr. wanderten Bevölkerungsgruppen, die der Urnenfelderkultur angehörten, ins Ruhrgebiet ein, das zu einem Randgebiet des Kulturkreises wurde. Mit dieser Einwanderung war ein erhebliches Ansteigen der Bevölkerung verbunden, was durch zahlreiche Gräberfunde belegt ist. Im Duisburger Raum wurden Friedhöfe der Urnenfelderleute in Wedau, Beeck, Obermeiderich, Hamborn, Marxloh, Bruckhausen, Wittfeld und Neumühl gefunden.
Die aus Süden eingewanderte proto-keltische Bevölkerung geriet ab etwa 800 v. Chr. zunehmend unter den Druck von Nordwesten ins Ruhrgebiet einwandernder Bevölkerungen, die auf Grund der Töpferware als Proto-Germanen identifiziert werden können. Zwischen 600 und 400 v. Chr. dürfte der Prozess der Landnahme der Germanen im Ruhrgebiet abgeschlossen gewesen sein.
Die germanischen Gruppen setzten auf die linke Rheinseite über und verdrängten die keltische Bevölkerung auch aus dem Bereich der heutigen Niederlande und Teilen des heutigen Belgien. Dieser Prozess liegt weitgehend historisch im Dunkel, schriftliche Quellen gibt es nicht, lediglich archäologische Zeugnisse geben Kunde davon.

## Altertum

### Auseinandersetzung der Germanen mit den Römern bis 13 v. Chr.
Während der Eroberung Galliens durch Gaius Iulius Caesar erhalten wir erstmals nähere Informationen über die im Ruhrgebiet siedelnden Germanen. Östlich des Rheins, südlich der Lippe bis ins Bergische Land hinein siedelten die Sugambrer, nördlich der Lippe am Rhein die Usipeter, östlich davon die Brukterer, östlich von Dortmund waren die Dörfer der Marser und südlich im Raum Köln lebten die Ubier und Tenkterer.
Erstmals kamen die im Ruhrgebiet siedelnden Germanen mit den Römern im Jahre 55 v. Chr. in Kontakt, als die Tenkterer und Usipeter in Gallien eindrangen, dort von Caesar besiegt wurden und nach der Niederlage zu den Sugambrern flohen und dort um Asyl baten. Die Sugambrer widersetzten sich Caesars Forderung, die Asylanten auszuliefern.
Etwa ab dem Jahr 50 v. Chr. war das linksrheinische Gebiet unter römischer Kontrolle und gehörte zur römischen Provinz „Gallia comata“. Im Jahr 16. v. Chr. drangen die Stämme der Sugambrer, Usipeter und Tenkterer in die römische Provinz ein. Das Heer des römischen Provinzstatthalters Marcus Lollius wurde von den Germanen vernichtend geschlagen, denen es gelang, den Legionsadler der 5. Legion zu erbeuten. Die Niederlage ging als „Clades Lolliana“ in die römische Geschichte ein. Unter dem Eindruck der Niederlage begab sich Augustus nach Gallien und blieb dort bis 13 v. Chr. Die Niederlage des Lollius wird in der Literatur häufig als Auslöser für den ab 12 v. Chr. beginnenden Versuch der Römer gesehen, Germanien zu erobern.

### Römischer Versuch der Eroberung Germaniens 12 v. Chr. bis 16 n. Chr.

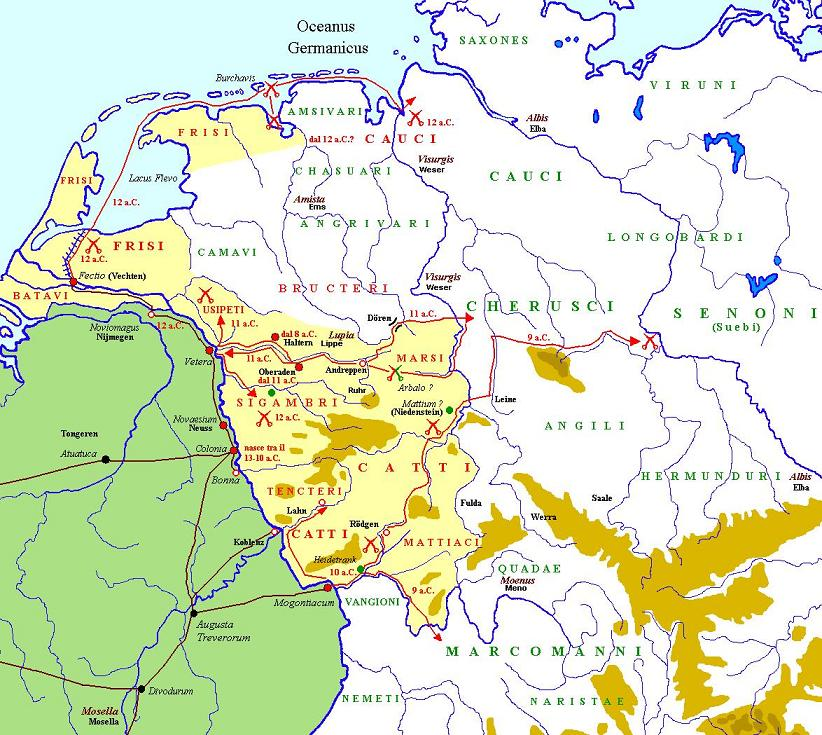
Die Feldzüge des Drusus in Germanien

Zwischen 12. v. Chr. und 16 n. Chr. versuchten die Römer durch zahlreiche Feldzüge in das Innere Germaniens, die freien germanischen Stämme zu unterwerfen und die Reichsgrenze vom Rhein an die Elbe zu verschieben.
Gleichzeitig wurde durch die Errichtung von römischen Militärlagern die Rheingrenze gesichert. Das wichtigste römische Heerlager Vetera bei Xanten wurde 13 bzw. 12 v. Chr. errichtet. In das Jahr 12 v. Chr. fielen auch der Bau des römischen Kastells Asciburgium an der Grenze des heutigen Moers an Duisburg sowie des Kastells Werthhausen im heutigen Duisburg-Rheinhausen. Ab dieser Zeit begannen die Römer, den Niedergermanischen Limes auszubauen.
Der 12 v. Chr. erste der bis 8 v. Chr. durchgeführten Feldzüge römischer Heere unter Drusus richtete sich – wohl unter dem Eindruck der römischen Niederlage im Jahre 16 v. Chr. – gegen die Usipeter und Sugambrer.
Während des zweiten Feldzugs, im Jahre 11 v. Chr., drangen die römischen Truppen unter Drusus entlang der Lippe ostwärts vor und erreichten die Weser. Zur Kontrolle der im Ruhrgebiet siedelnden Sugambrer ließ Drusus ein Heerlager bei Oberaden einrichten.

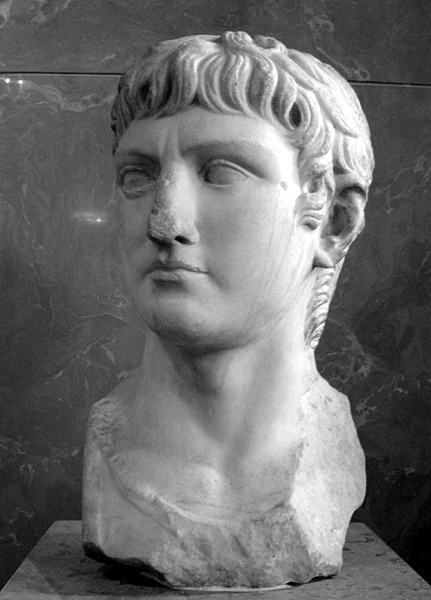
Germanicus (Marmorbüste)

Ein großer Teil der Sugrambrer wurde im Jahre 8 v. Chr. an den linken Niederrhein umgesiedelt, um den Stamm unter die Kontrolle des römischen Legionslagers Vetera zu bringen. Das Heerlager in Oberaden wurde daraufhin aufgegeben. Die rechtsrheinisch verbliebenen Sugambrer gingen in den Nachbarstämmen auf, die auf die linke Rheinseite umgesiedelten Sugambrer wurden später als Cugerner bezeichnet.
Um die Zeitenwende wurden römische Militärstützpunkte entlang der Lippe eingerichtet. Bekannt sind das Römerlager Holsterhausen das Römerlager Haltern, beide im Kreis Recklinghausen und das östlichste bisher entdeckte Lager in Anreppen im Kreis Paderborn. Das am besten erforschte Kastell ist Haltern, wo sich heute ein LWL-Römermuseum Haltern am See befindet.
Auch nach der Varusschlacht im Herbst 9 n. Chr. drangen die Römer in mehreren Feldzügen in das rechtsrheinische Germanien ein. Der das Ruhrgebiet tangierende Feldzug fand im Frühjahr 14 statt, als ein Heer unter Germanicus lippeaufwärts bis östlich Lünen zog und über den Hellweg zum Rhein zurück marschierte. Ab 17 fanden hier keine bedeutenderen Feldzüge mehr statt und die Römer zogen sich auf das linke Rheinufer zurück.

### Romanisierung und Grenzsicherung

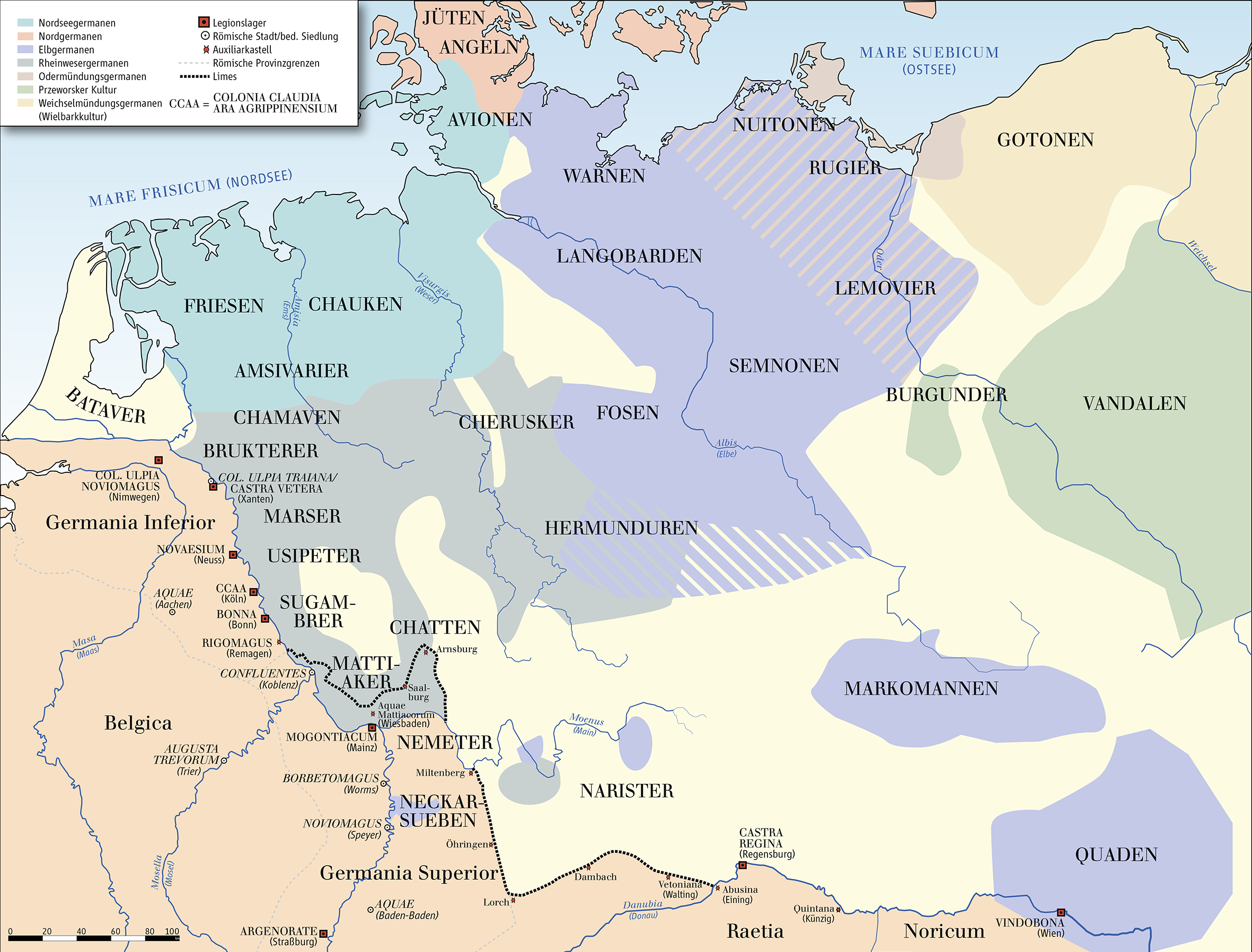
Germanenstämme in Mitteleuropa im 1. Jahrhundert n. Chr.

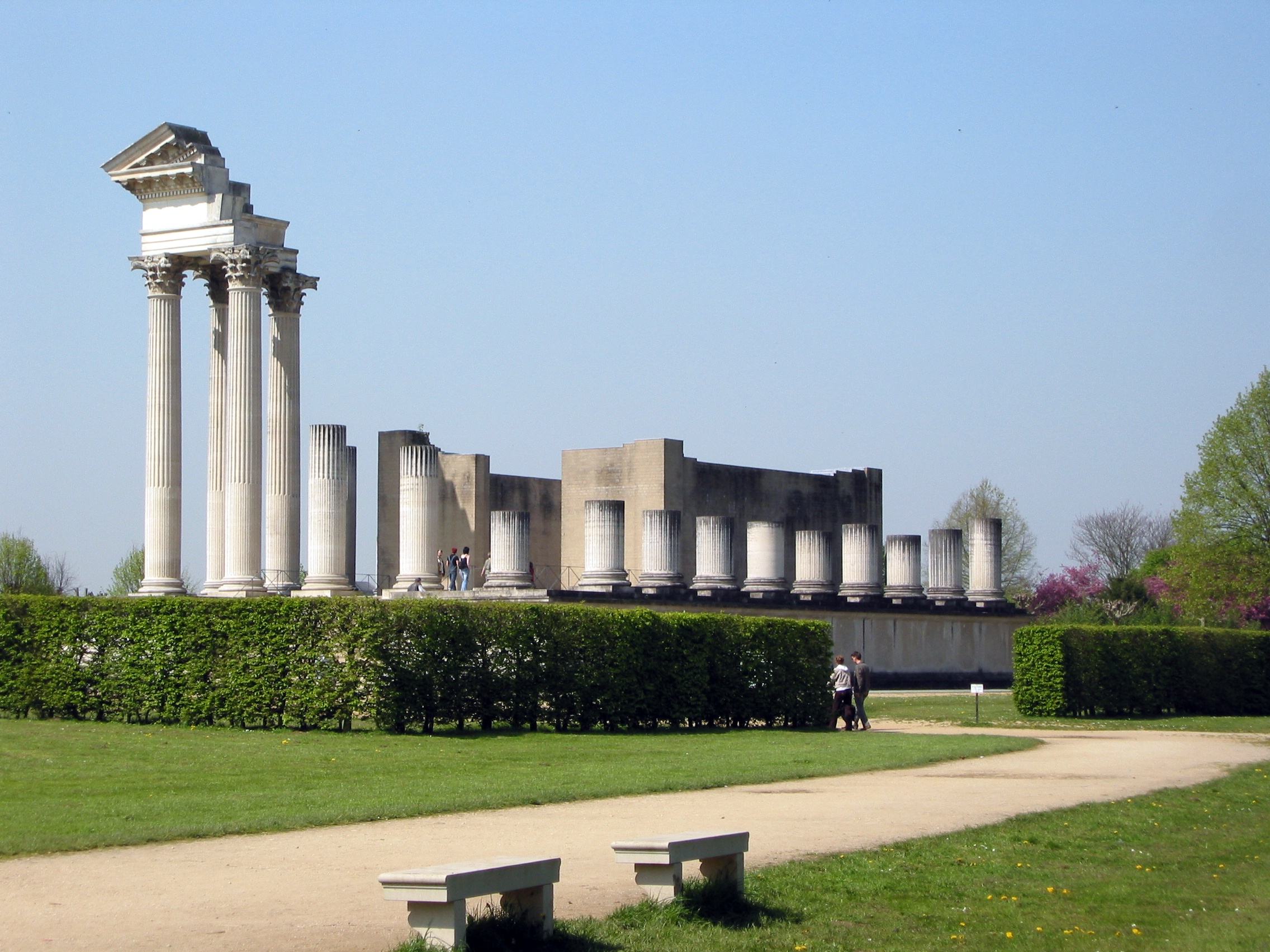
Der römische Hafentempel der Colonia Ulpia Traiana (LVR-Archäologischer Park Xanten)

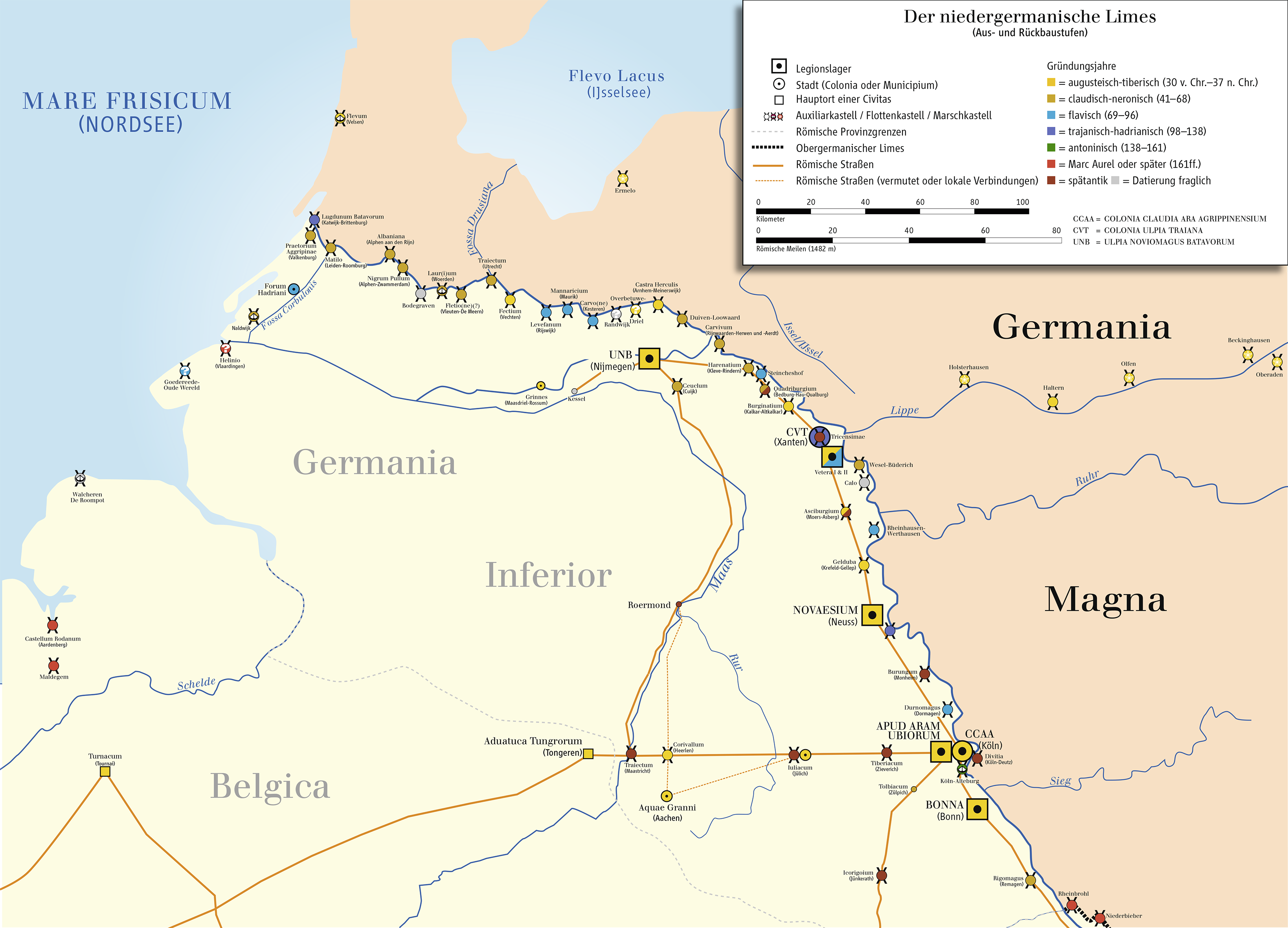
Der niedergermanische Limes

Im ersten Jahrhundert n. Chr. begann nach der Aufgabe der Expansionsbestrebungen mit dem Aufbau des niedergermanischen Limes die Phase der Grenzsicherung. Der Prozess der Romanisierung, der unter Augustus begonnen hatte, gewann in den ersten beiden Jahrhunderten eine zunehmende Dynamik, da zahlreiche ehemalige Soldaten, die aus allen Teilen des Römischen Reiches stammten, sich im Grenzgürtel am Rhein niederließen und so das Bevölkerungsbild Niedergermaniens mitprägten. Hinzu kamen die Soldaten der germanischen Hilfstruppen, die sich nach 25 Dienstjahren mit ihrem Entlassungsgeld als Kaufleute selbstständig machten oder Landwirtschaft betrieben. Aber auch das Wirtschaftsleben der einheimischen germanischen Bevölkerung blühte auf, da die am Rhein stationierten Truppen versorgt und ausgestattet werden mussten.
Vor dem Hintergrund des im Römischen Reich ausgefochtenen Bürgerkrieges und des Abzugs römischer Truppen von der Rheingrenze sollten die Bataver weitere Truppenkontingente stellen, was im Sommer 69 n. Chr. zum Bataveraufstand unter Iulius Civilis führte. Asciburgium und Vetera wurden zerstört. Bei Vetera kam es im Jahre 70 zu einer Schlacht, in der die römischen Truppen siegten. Die Legionslager wurden neu errichtet.
Im Jahre 85 wurde die Garnison von Asciburgium nach Duisburg-Werthausen verlegt, wo das Kleinkastell Werthausen zur Sicherung von Rheinübergang und Ruhrmündung errichtet wurde.
Um 90 kam es zu einer Neugliederung der römischen Verwaltung, indem der ober- und untergermanische Militärbezirk aus der Provinz Belgium ausgegliedert wurden und die Provinzen Ober- und Untergermanien gebildet wurden. Das linksrheinische Gebiet nördlich von Andernach gehörte fortan zu der Provinz Germania inferior.
Im Zusammenhang der von den Römern geförderten Urbanisierung ihrer niedergermanischen Provinz erhielt 110 die Colonia Ulpia Traiana, nahe dem heutigen Xanten, das römische Stadtrecht.

### Krise und Zusammenbruch der römischen Herrschaft am Rhein
Anfang des 3. Jahrhunderts schlossen sich mehrere rechtsrheinische Germanenstämme zum Stammesverband der Franken zusammen, die in zwei Gruppen unterteilt werden: die Oberfranken und die Niederfranken, die ihre Wohnsitze am rechten Niederrhein hatten und in die die Stämme der Sugambrer, salische Franken, Chamaver und Chattuarier aufgingen. Der Stammesname war bei den Römern ab der Mitte des 3. Jahrhunderts geläufig.
Nachdem es seit Anfang des 3. Jahrhunderts immer wieder Beutezüge kleinerer germanischer Gruppen in römisches Gebiet gegeben hatte, durchbrach eine größere Gruppe fränkischer Krieger im Winter 256/257 den niedergermanischen Limes und drang tief in die römische Provinz Gallien ein. Da die römischen Truppen am Limes konzentriert waren, stießen die Franken im Inneren der römischen Provinz kaum auf Widerstand. Ein Teil dieser fränkischen Kriegerschar drang sogar nach Spanien vor und eroberte Tarraco, das heutige Tarragona, an der spanischen Ostküste. In den Folgejahren kam es immer wieder zu Beutezügen fränkischer Kriegsscharen in römisches Gebiet.
Die Colonia Ulpia Traiana wurde 275 durch einen fränkischen Angriff stark zerstört. An ihrer Stelle entstand Anfang des 4. Jahrhunderts die gewaltige Festung Tricensimae.
Der bislang schwerste Überfall germanischer Gruppen in römisches Gebiet erfolgte im Frühjahr 276, als nicht nur die Alamannen in Süddeutschland in die römische Provinz eindrangen, sondern gleichzeitig fränkische Kriegsscharen den niedergermanischen Limes durchbrachen. Erstmals waren auch elbgermanische Stämme wie die Vandalen, Lugier und Burgunden am Einfall beteiligt. Etwa ein Jahr plünderten die Germanen die römische Provinz Gallien, bevor der römische Kaiser Probus in der Lage war, sie effektiv zu bekämpfen. Die Kämpfe gegen die germanischen Plünderer in Gallien dauerten bis 281.
Nachdem der römische Kaiser Maximian 291 nach schweren Kämpfen einen Sieg gegen die Niederfranken erringen konnte, siedelte er Teile des Stammes auf linksrheinischem, also römischem Gebiet an.
Für das 4. Jahrhundert sind immer wieder Kriege römischer Kaiser gegen die Niederfranken überliefert, so der Feldzug des Kaisers Constans in den Jahren 341 und 342. Im Jahre 355 eroberten die Franken die römische Festung Tricensimae in der Nähe des heutigen Xanten und zerstören die linksrheinischen Städte und Siedlungen. 356 gelang es Julian, das von Franken eroberte Köln zurückzugewinnen. Im folgenden Jahr kam es zu Kämpfen in der Gegend von Jülich, 358 errang er einen Sieg über die salischen Franken, ließ die Festung Tricensimae wieder errichten und führte 360 einen Feldzug gegen die rechtsrheinischen Franken. Im Winter 391 auf 392 überschritt ein römisches Heer den Rhein, um die Brukterer zu bekämpfen. Es gelang den Römern jedoch nicht, sich dauerhaft gegen die immer wiederkehrenden Raubzüge der Franken zu wehren, die auch im 5. Jahrhundert andauerten.
Diese zahlreichen fränkischen Angriffe auf römisches Gebiet und der Abzug römischer Truppen im Jahre 405 führten zu Beginn des 5. Jahrhunderts zum Verlust der römischen Grenzprovinz Germania Inferior, die von Franken besiedelt wurde. Als zur Jahreswende 406 auf 407 die Vandalen, Quaden und Alanen den Rhein überschritten und in Gallien einfielen, brach die römische Herrschaft am Rhein zusammen und die Römer mussten den Rhein als Grenze aufgeben. Im Verlauf der ersten Hälfte des 5. Jahrhunderts breiteten sich die Franken nach Westen aus, wenngleich für das Jahr 428 noch einmal ein Sieg des Aetius über die Franken überliefert ist, und beherrschten um 450 ein Gebiet, das etwa das heutige Belgien, das Moselgebiet und den Mittel- und Niederrhein umfasste.

## Frühmittelalter
Zu Beginn des 5. Jahrhunderts war das westliche Ruhrgebiet bereits relativ dicht besiedelt. In Duisburg sind bislang zehn fränkische Gräberfelder nachgewiesen. Auch in Dortmund-Asseln wurden Gräber aus dem 6. Jahrhundert gefunden.
Um 428 übernahm Chlodio die Herrschaft bei den Salfranken; er ist deren erster historisch fassbarer König. Nach der Überlieferung des Gregor von Tours soll er in einem Ort namens „Dispargum“ residiert haben, das in der älteren Literatur häufig mit Duisburg gleichgesetzt wurde.
Der Beginn der Kämpfe zwischen Franken und Sachsen lässt sich auf das Jahr 556 datieren.
Ende des 7. Jahrhunderts waren christliche Missionare aus dem Frankenreich im Gebiet der fränkischen Brukterer aktiv. Mit dem Vordringen sächsischer Siedler wurde die Bekehrung allerdings gestoppt. Ihre Widerspiegelung findet die gescheiterte Mission in der Heiligenlegende des schwarzen und weißen Ewalds, deren Missionstätigkeit 695 bei Aplerbeck ein gewaltsames Ende gefunden haben soll.
Der Königshof in Duisburg wurde vermutlich 740 angelegt. 775 eroberte das Heer der Franken unter der Führung Karls des Großen die Sigiburg und ein Jahr später auch die Eresburg bei Niedermarsberg. Es wurden Reichshöfe angelegt.
In Essen-Werden begann 796 der Missionar Liudger (~742–809) mit dem Bau einer Kirche auf einem Werth, d. h. überschwemmungsfreien Terrassenstück, an der Ruhr. Später wurde dieser Kirche ein Benediktinerkloster, das Kloster Werden, angeschlossen, in dessen Umfeld sich die Stadt Werden entwickelte.
Die Normannen überwinterten 863 auf der Bislicher Insel bei Xanten und zerstörten die Kirche des Ortes. 880 brandschatzten die Normannen Birten.
870 wurde das vom sächsischen Adligen Altfrid begründete Damenstift (Stiftskirche in Essen) geweiht.
Regino von Prüm berichtete aus dem Jahr 883, dass Normannen in Duisburg, dem oppidum diusburh, überwinterten, nachdem sie es erobert hatten. Wahrscheinlich als Reaktion auf die wiederholten Wikingereinfälle wurde die Burg Broich in Mülheim an der Ruhr errichtet. Sie sicherte auch die Furt des Hellwegs durch die Ruhr.

## Hochmittelalter

### Königsaufenthalte im Ruhrgebiet

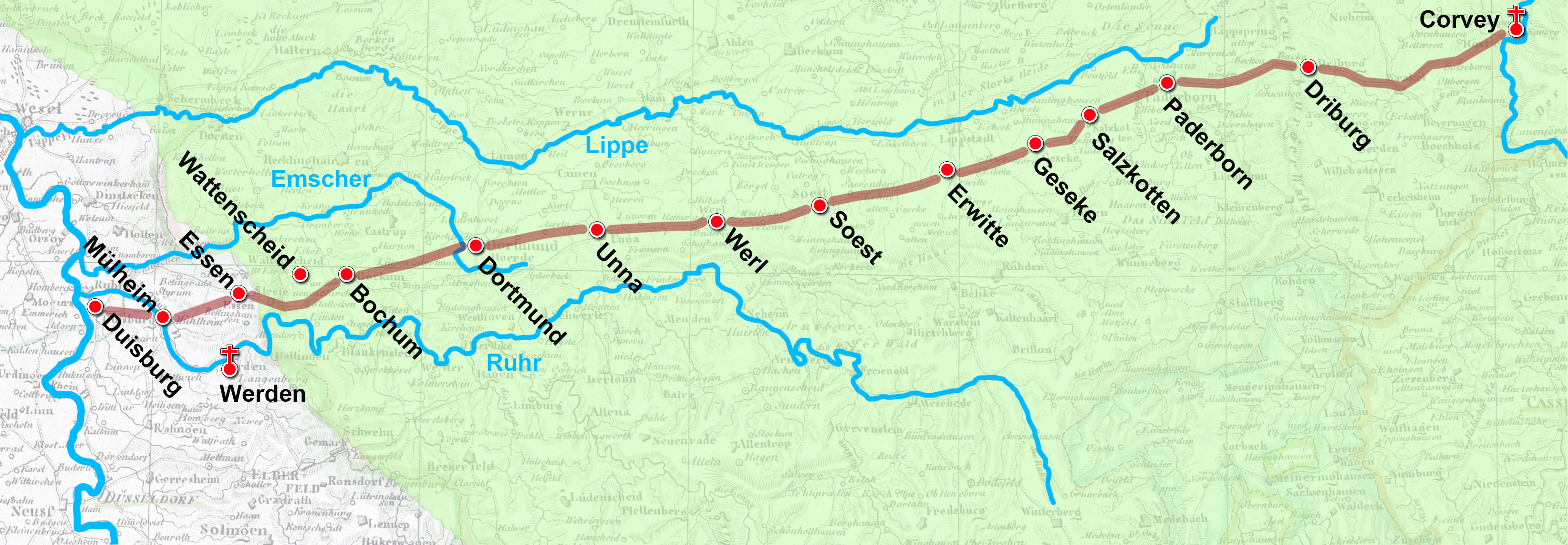
Strecke des westfälischen Hellwegs und die Städte an seiner Route

Das Ostfränkische bzw. Deutsche Reich war im Mittelalter ein „Reich ohne Hauptstadt“, d. h. die Könige reisten mit Gefolge in ihrem Reich. Der Hellweg war eine wichtige Verbindungsstraße des ottonischen Reisekönigtums. Entlang dieser Reise- und Handelsroute liegen Dortmund und andere alte Städte des Ruhrgebiets, wie Duisburg oder Essen. Auch der Königshof in Duisburg wurde zu einer Königspfalz ausgebaut.
König Heinrich I. verbrachte im Jahr 928 das Osterfest in Dortmund. Bereits im folgenden Jahr fand die erste christliche Reichssynode in Duisburg statt. Zwischen 922 und 1016 sind 18 Königsaufenthalte in Duisburg urkundlich belegt.
Im Mai 938 hielt der deutsche König Otto I. (der Große) einen Hoftag in Steele ab. Drei Jahre später 941 hielt sich Otto I. erstmals in Dortmund auf. Einige Jahre später feierte er auch das Osterfest in der Pfalz. Die häufige Nutzung als Festtagspfalz unterstreicht ihre Bedeutung.
Der Beschluss zum Frankreichfeldzug wurde bei der Reichsversammlung Ottos II. in Dortmund 978 gefasst.
Am 7. Mai 992 empfing der junge Otto III. in Duisburg Gesandte des Westfränkischen Königs.
Eine Reichsversammlung Ottos III. fand in Dortmund im Jahre 993 statt. Unter anderem wurde dabei ein Streit des Bischofs Dodo von Münster mit dem Kloster Mettelen zu Gunsten des Klosters entschieden.
Heinrich II. erhielt in Duisburg 1002 seine Huldigung durch lothringische Bischöfe und den Erzbischof von Lüttich. Es folgte 1005 die Synode König Heinrich II. in Dortmund.
König Heinrich II. übergab um 1011 den Königshof Duisburg seinem Verwandten, dem lothringischen Pfalzgrafen Ezzo. Die Ezzonen schufen im 11. und 12. Jahrhundert einen Machtbereich zwischen der Maas und dem Ruhrgau, der keiner herzoglichen Gewalt mehr unterstand. Als sich der Machtbereich der Ezzonen mehr an den Mittelrhein verlagerte und Duisburg ihr nördlichster Außenposten wurde, verlor die Stadt an politischer Relevanz, was sich darin niederschlug, dass zwischen 1016 und 1125 kein deutscher König mehr Duisburg aufsuchte.

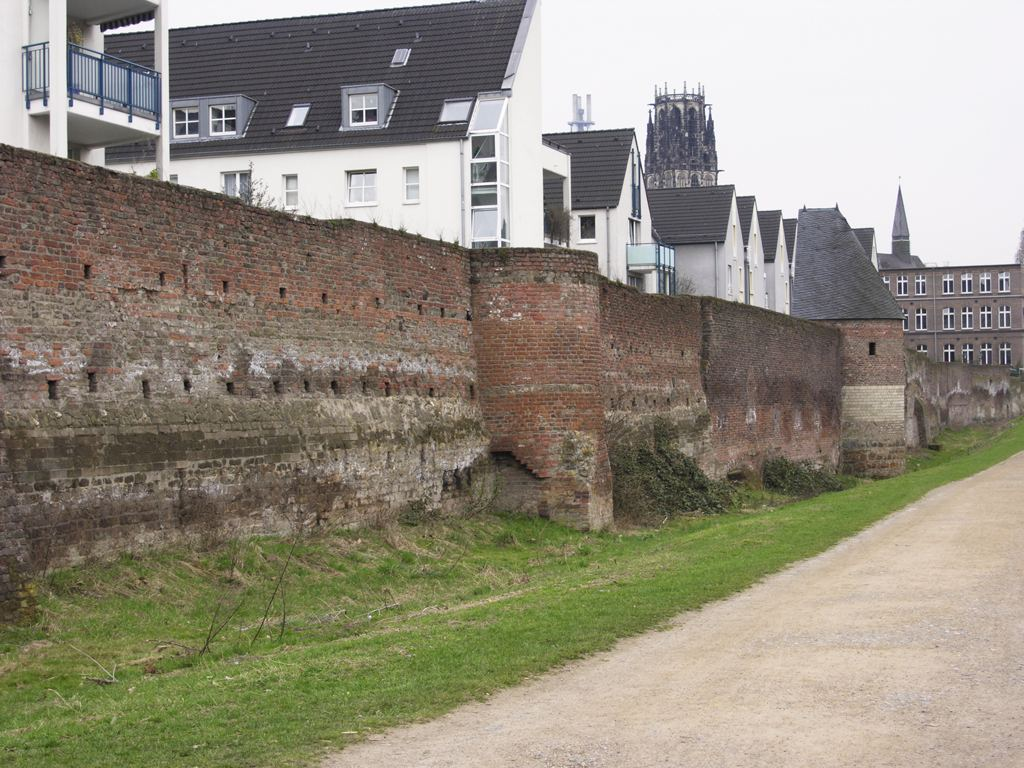
Teil der erhaltenen Duisburger Stadtmauer

Duisburg – Bei seinem Aufenthalt in Duisburg 1129 entschied der deutsche König Lothar einen Streit zwischen den Duisburger Bürgern und ihrem Reichsvogt Herzog Walram III. von Limburg, den Steinbruch im Duisburger Wald betreffend, im Interesse der Duisburger Bürger und gegen den Herzog von Limburg, dessen Nachfolger bis 1279 die Vogtei über die Reichsstadt Duisburg innehatten. Ab 1129 nutzten die Duisburger den aus dem Steinbruch gebrochenen Kohlensandstein zur Errichtung einer Stadtmauer. Die höheren und damit späteren Teile der Stadtmauer wurden aus Tuff errichtet, der aus der Eifel herangeschafft wurde. Spätere Umbauten der Stadtmauer bestehen aus Ziegeln, die vor Ort gebrannt wurden.
Wenige Monate nach seiner Wahl zum König hielt Friedrich I. von Staufen 1152 Hoftag in Dortmund. Schon zwei Jahre später hielt sich der König abermals mit großem Gefolge in der Pfalz auf. Beide Male war auch Heinrich der Löwe, mächtiger Herzog Sachsens, anwesend.

### Die Stifte Essen und Werden
Das Stift Essen wurde 947 durch Papst Agapitus II. exemt, das heißt aus dem Erzbistum Köln herausgenommen und dem Papst direkt unterstellt. Damit war das Stift dem Einfluss des kölnischen Erzbischofs entzogen. In der – in ihrer Echtheit umstrittenen – Urkunde König Ottos I. vom Januar 947 erhielt das Stift Immunitätsrechte, das Recht auf Wahl der Äbtissin durch den Konvent und die Zusicherung des Besitzstandes.

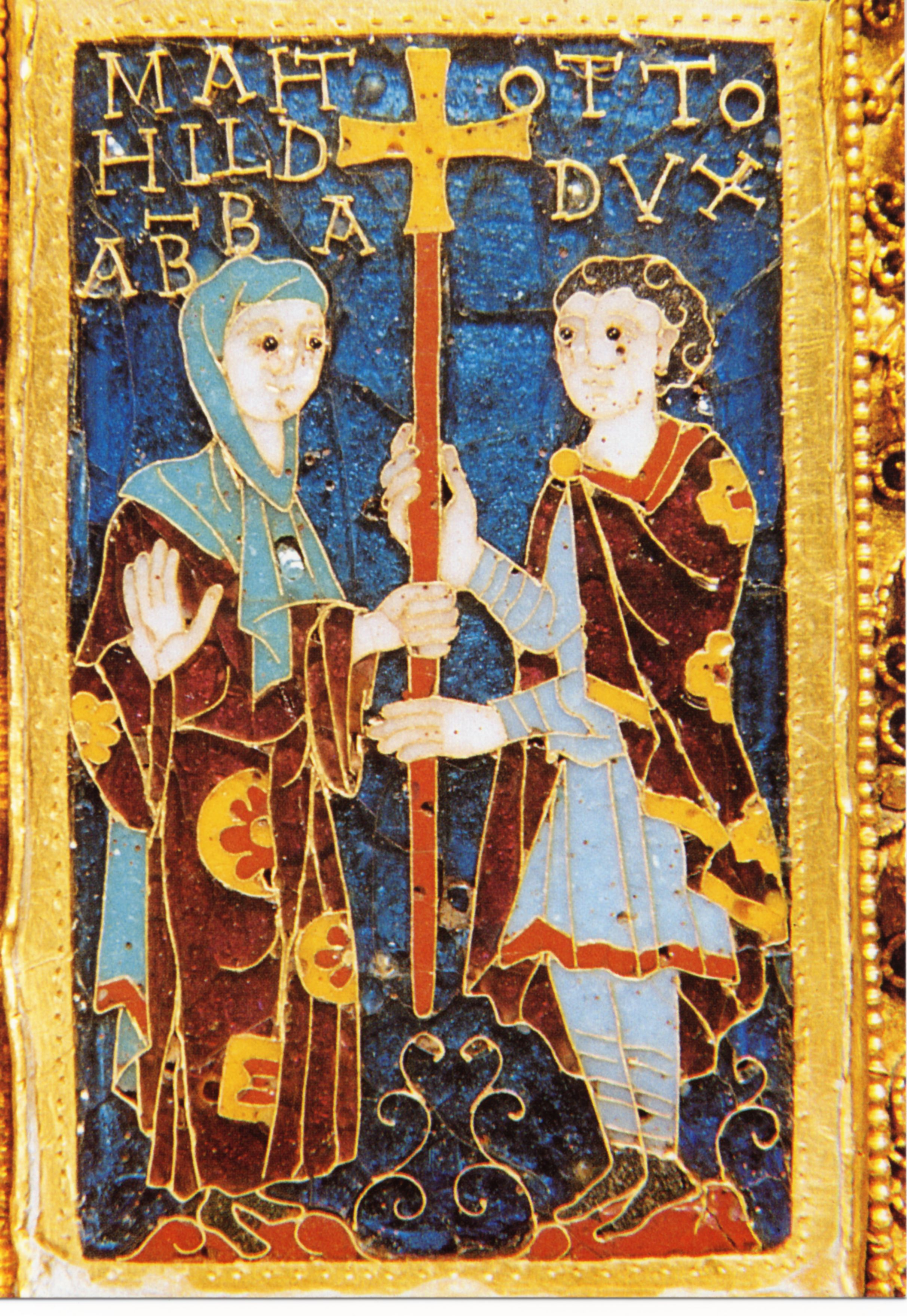
Äbtissin Mathilde II. von Essen mit ihrem Bruder Otto

Im Alter von 22 Jahren wurde Mathilde II., die Enkelin Ottos I., im Jahr 971 Äbtissin in Essen, nachdem sie siebzehnjährig in das Stift eingetreten war. Mathilde war vierzig Jahre lang, von 971 bis 1011, Äbtissin.
In einer Urkunde des Stifts Essen wird der Reichshof Hatneggen (Hattingen) im Jahr 990 mit seiner Kapelle erstmals erwähnt.
Sophia, Tochter Otto II., wurde 1011 Äbtissin von Essen und damit die Nachfolgerin von Mathilde II.
Die Benediktinerabtei Werden erhielt von König Konrad II. 1033 das Regal der Schifffahrt auf der Ruhr von der Mündung bis Werden verliehen.
Anlässlich seines Aufenthaltes in Essen verlieh König Heinrich III. 1041 dem Stift Essen ein eingeschränktes Marktrecht, wonach je drei Tage vor und nach dem 27. September, dem Fest der Schutzpatrone Cosmas und Damian, ein Jahrmarkt abgehalten werden durfte.
Die Essener Äbtissin Suanhild ließ im Jahr 1073 auf dem Stoppenberg eine Pfarrkapelle errichten; diese ist ab dem 12. Jahrhundert Stiftskirche eines Konvents von Prämonstratenserinnen.
Die Gemeinschaft der Ministerialen des Stifts und die Bürger der Stadt Essen ließen gemeinsam die Essener Stadtmauer 1244 errichten.

### Kirchenbauten und Klostergründungen
Ab dem Jahr 1000 erfolgte die erste Baustufe romanischer Kirchen wie zum Beispiel die Dorfkirche Stiepel oder die St.-Vinzentius-Kirche.
Graf Gottfried von Cappenberg gründete 1122 das erste Prämonstratenserstift im deutschsprachigen Raum, das Kloster Cappenberg in Selm. Er übergab dazu seine Burg und sein Vermögen der noch jungen Ordensgemeinschaft. Gottfried war damit der letzte der mächtigen Grafen von Cappenberg. Sein jüngerer Bruder Otto von Cappenberg war Taufpate Friedrichs I. von Staufen. Von dem eben gekrönten König erhielt Otto um 1155 das berühmte Cappenberger Kopfreliquiar mit dem Bildnis Friedrichs zum Geschenk.

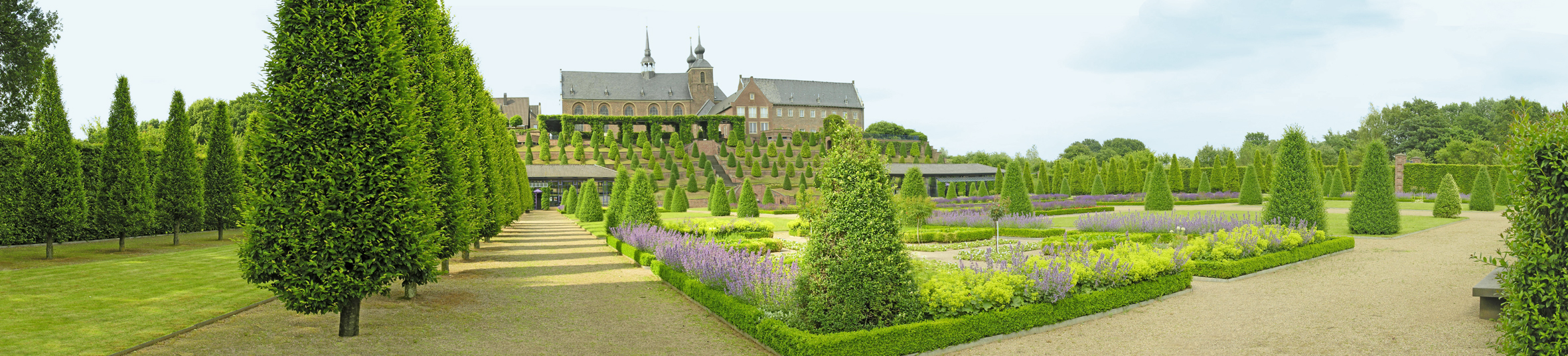
Kloster Kamp

Das 1123 gegründete Kloster Kamp war das erste Zisterzienserkloster im deutschen Sprachraum.

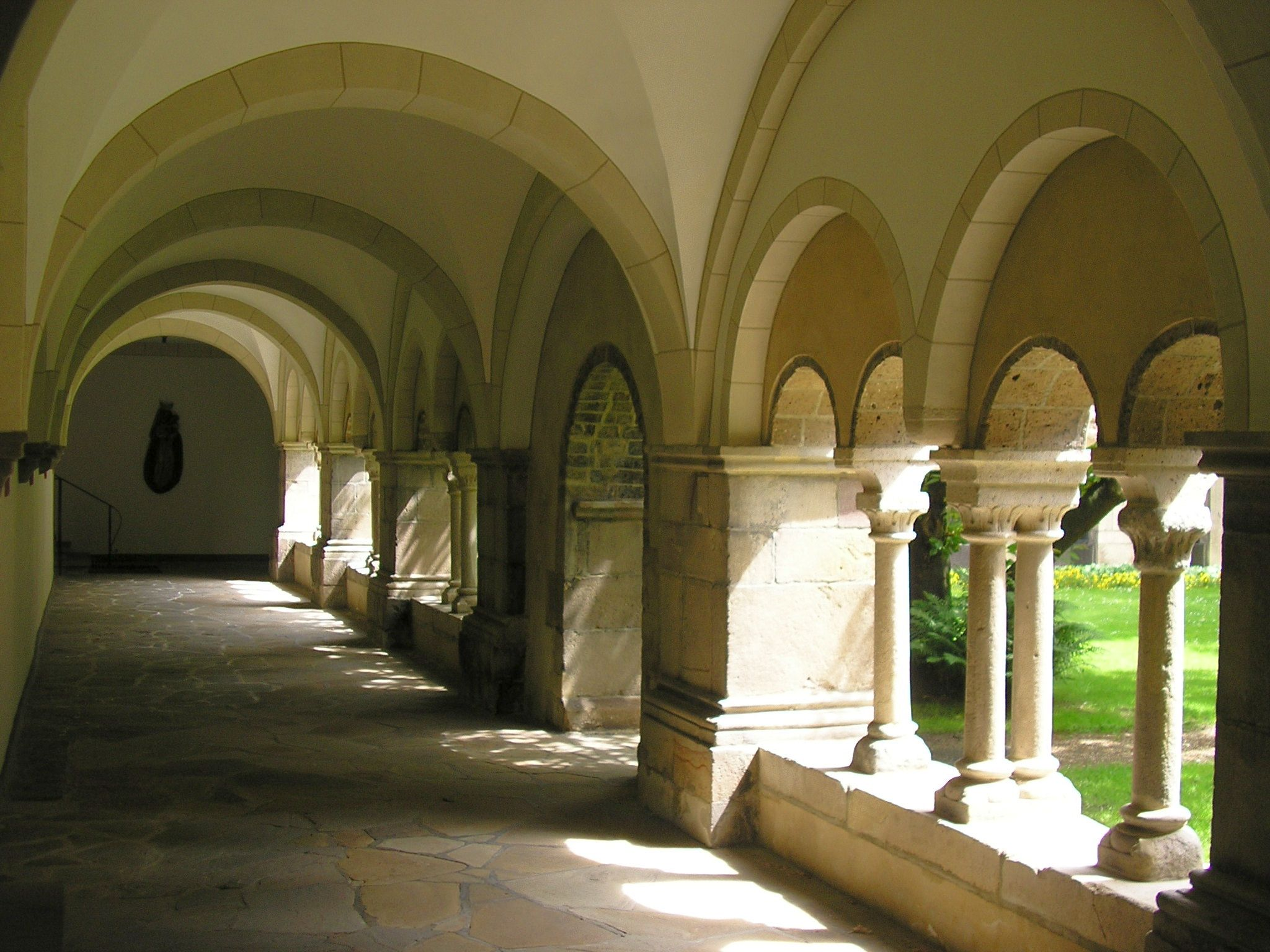
Kreuzgang des Klosters Hamborn

1136 verschenkte Gerhard von Hochstaden seine Hamborner Besitztümer an den Erzbischof von Köln unter der Voraussetzung, dass an der Stelle der Pfarrkirche ein Kloster der Prämonstratenser errichtet werden sollte. 1139 verfügte Erzbischof Arnold I. von Köln, dass das Stift Hamborn keine Abgaben zu zahlen habe und unterstellte es direkt dem Kölner Erzbischof. Am 11. November 1157 nahm Papst Hadrian IV. das Stift unter seinen Schutz. Nach dem Umbau der Pfarrkirche zur Klosterkirche und der Erbauung des Kreuzganges und des eigentlichen Klosters wurde die Klosteranlage 1170 geweiht und vor 1200 zur Abtei.
Der Johanniterorden gründete 1145 seine erste Niederlassung auf deutschem Boden vor den Mauern der Stadt Duisburg und ließ die dortige Marienkirche errichten.
In Saarn wurde 1214 das erste Zisterzienserinnenkloster des Ruhrgebietes gegründet, bis heute herrscht keine Klarheit darüber, wer der Stifter des Klosters war.
1234 wurde vom Kloster Kamp ausgehend in Duissern ein Nonnenkloster der Zisterzienser gegründet, das im November 1234 vom Kölner Erzbischof unter seinen Schutz genommen wurde. Durch Schenkungen wurde es ein wohlhabendes Kloster mit Einkünften aus rechts- und linksrheinischem Besitz.
Die ehemalige Äbtissin des Klosters Duissern Regenwidis erwirkte 1240 vom Kölner Erzbischof die Erlaubnis, ein Zisterzienserinnenkloster auf ihren Besitzungen in Bottrop-Grafenwald zu errichten. 1255 zogen die Nonnen um in das damals neu errichtete Kloster Sterkrade.

### Territoriale Entwicklungen

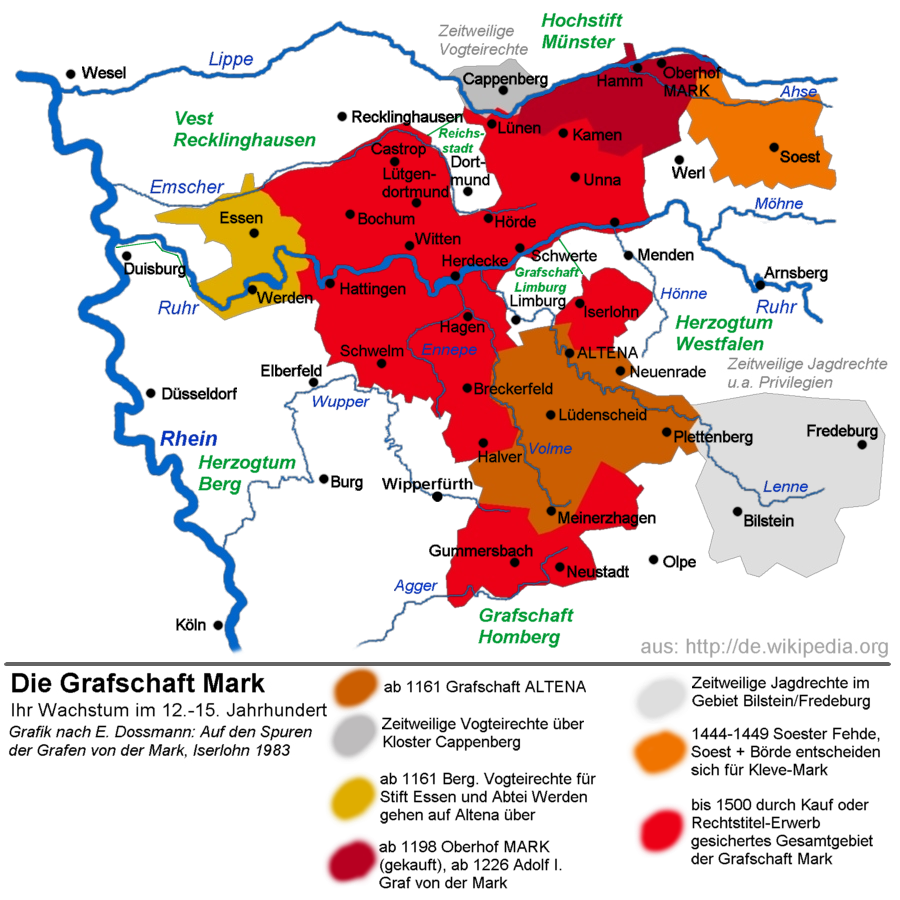
Territoriale Entwicklung der Grafschaft Mark

Durch Erbteilung des Territoriums der Grafen von Berg entstand im Jahr 1160 die Grafschaft Altena.
Um 1180 entstand durch Erbteilung des Hauses Berg-Altena, die Linie der Grafen von Altena-Isenberg – auch Isenberg oder de Novus Ponte, bzw. Nienbrügge genannt – und die Linie der Grafen von Altena-Mark – später nennt sich die Linie nur Mark, nach ihrem Besitz Mark im heutigen Hamm. Siehe Burg Mark.
Die Isenburg bei Hattingen wurde 1199 als neues Machtzentrum der Grafschaft Isenberg an der Ruhr fertiggestellt.

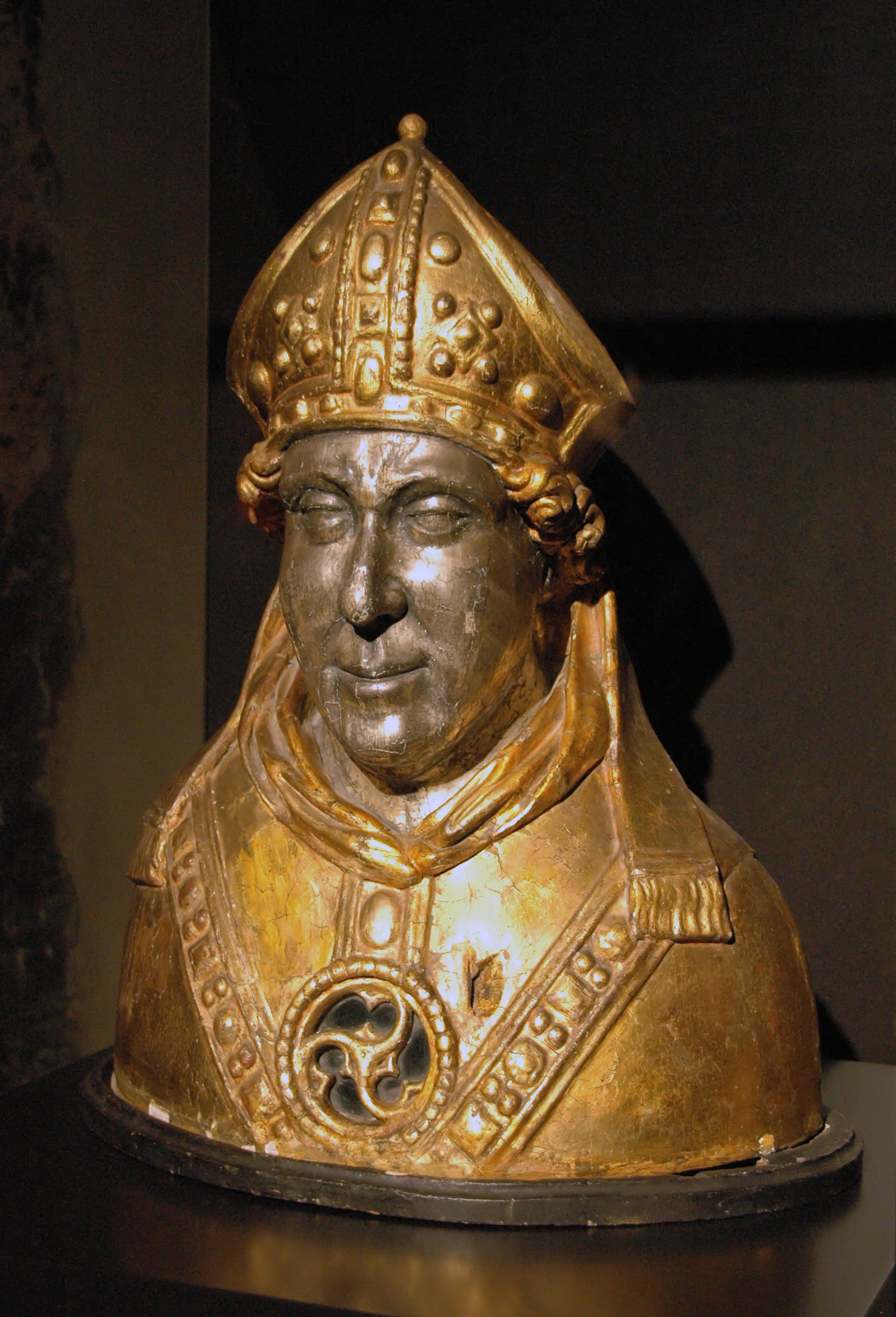
Reliquienbüste des Erzbischofs Engelbert I. von Köln

1225 wurde der Kölner Erzbischofs Engelbert I. von Köln durch Friedrich von Isenberg ermordet. Friedrich wurde hingerichtet, der größte Teil der Grafschaft Isenberg an der Ruhr fiel an seine Verwandten, die Grafen von der Mark. Die Isenburg und Burg und Stadt Nienbrügge wurden geschleift. Die Stammlinie des alten Hauses Berg erlosch im Mannesstamm, nur die Isenbergischen und Märkischen Seitenlinien bestanden weiter. Berg fiel an Heinrich von Limburg, den Ehegatten der Irmgard von Berg.
Im Ham zwischen Ahse und Lippe wurden die Bürger des zerstörten Nienbrügge durch Graf Adolf von der Mark ab 1225 angesiedelt und erhielten von ihm 1226 das Stadtrecht. Die alte sächsische Flurbezeichnung Ham – sie bedeutet Winkel, bzw. bezeichnet den Raum zwischen den Armen, die den Winkel bilden – steht in Hamm für die Landzunge zwischen den Flüssen Lippe und Ahse. Das auf vielen alten Karten noch zu findende Ham wandelte sich mit der Zeit schließlich zum heutigen Stadtnamen Hamm. Die Stadt war von Beginn an Sitz eines gräflichen Gerichts für die Grafschaft Mark, deren Residenz und auch später noch Hauptort der Grafschaft.
Die Kölner Erzbischöfe übernahmen 1228 die Herrschaft im Vest Recklinghausen.
Während der Isenberger Wirren kämpften von 1233 bis 1243 Dietrich von Altena-Isenberg und Verwandte, vor allem die Grafen von Berg aus dem Haus Limburg und die Herzöge von Limburg, gegen den Grafen Adolf I. von der Mark, Altena und Krieckenbeck, sowie dessen Söhne und Mitregenten.
Im Zusammenhang mit einer Fehde zwischen Köln und Kleve wurde erstmals 1243 die Wasserburg Strünkede in Herne genannt. Seit dem 12. Jahrhundert waren die dort ansässigen Ritter als Ministeriale der Grafen von Kleve Garanten des klevischen Einflusses an der mittleren Emscher. Das Herrschaftsgebiet der Strünkeder erstreckte sich zeitweilig von Buer im Westen über Herne und Castrop bis nach Mengede im Osten.
Adolf I. Graf von der Mark, Altena und Krickenbeck verkaufte im selben Jahr Krieckenbeck an seinen Schwager und Verbündeten Otto II. Graf von Geldern. Im Friedensvertrag zwischen Adolf I. Graf von der Mark und Altena und seinen Gegnern Dietrich von Isenberg, seinen Verwandten u. a. dem Grafen von Berg und den Herzögen von Limburg wurde dem Sohn Friedrichs von Isenberg der Besitz der Grafschaft Limburg und der Krummen Grafschaft bestätigt und die Isenberger Wirren fanden nach 10 Jahren Krieg ihr Ende. Graf Adolf konnte seine Positionen im ehemaligen Isenbergischen Besitz weitestgehend halten und langfristig Dietrich von Isenberg und seine Nachkommen auf eine sehr kleine Grafschaft beschränken.

### Die Entwicklung der Städte
Mülheim an der Ruhr wurde erstmals 1093 in einer Urkunde erwähnt.
Duisburg – Kaiser Friedrich Barbarossa gewährte Duisburg 1173 das Recht, jährlich zwei vierzehntägige Messen abzuhalten, auf denen abgabefrei Waren verkauft werden durften. Diese Märkte wurden vor allem von den flandrischen Tuchhändlern genutzt.
In Dortmund wurde im Jahr 1200 ein großer Mauerring um die Stadt errichtet. Sein Verlauf ist in Form der „Wälle“ im Innenstadtbereich erhalten.
Recklinghausen erhielt die vollen Stadtrechte im Jahr 1236.
Der Dortmunder Rat erwarb 1240 ein Haus am Markt vom Grafen von Dortmund. Es wird für Jahrhunderte das Rathaus der Reichsstadt. Stark beschädigt durch Luftangriffe im Zweiten Weltkrieg 1944 und 1945, wurde das Rathaus 1955 abgerissen.
Wesel wurde im September 1241 zur Stadt erhoben. Dies war mit Privilegien für die Bürger Wesels verbunden, darunter freie Erbschaft und Zollfreiheit an allen landesherrlichen Zollstätten. Dietrich von Kleve bestimmte auch, dass die Bürger Wesels ihre Streitfälle, die dort nicht zu entscheiden waren, in Dortmund auf dem Rathaus vortragen sollten für eine endgültige Regelung.
1248 schlossen sich die Reichsstädte Dortmund und Duisburg dem Gegenkönig Wilhelm von Holland an.

## Der Ausbau der Territorien im Spätmittelalter

### Erstarken der Städte
Auf einer Lippebrücke in Werne gründeten die Städte Dortmund, Soest, Ahlen, Beckum, Münster und Lippstadt am 17. Juli 1253 den Werner Bund, dem am 12. September 1268 auch die Stadt Osnabrück beitrat. Dieser Städtebund war ein Vorläufer der Städtehanse. Dortmund übernahm bald eine Führungsrolle als Vorort aller westfälischen Städte in der Hanse.
Dinslaken bekam 1273 von Dietrich VII. Graf von Kleve die Stadtrechte verliehen. Fünf Jahre später 1278 bekam Unna vom Grafen von der Mark das Stadtrecht verliehen, und 1279 wurde Lünen als „oppidum“ (Stadt) bezeichnet.
Das Stadtsiegel von Kamen erschien 1284 erstmals auf einer Urkunde. Städtische Rechte hatte es durch Graf Engelbert I. von der Mark (1247–1277) erhalten. Die Rechte der Kamener waren angelehnt an die Stadtrechte von Dortmund und Hamm.
König Rudolf v. Habsburg verpfändete 1290 die Stadt Duisburg an den Grafen von Kleve. Da das Pfand nicht mehr eingelöst wurde, war Duisburg keine reichsunmittelbare Stadt mehr.
Graf Engelbert II. von der Mark verlieh 1321 Bochum die Stadtrechte.
1340 verlieh Konrad von der Mark, Herr von Hörde, mit Zustimmung seines Neffen Adolf II. Graf von der Mark seinem Dorf Hörde die Stadtrechte.
Wattenscheid besaß ab 1417 die stadtähnlichen Rechte einer Freiheit.
Durch eine Feuersbrunst brannte im September 1438 etwa die Hälfte der Stadt Essen nieder; das Hospital wurde zerstört, Marktkirche und Münster beschädigt.
Buer erhielt am 18. April 1448 die Rechte einer Freiheit, unter anderem des Baus einer Befestigung und der Bewachung der Tore.
Johann II., Herzog von Kleve und Graf von der Mark, stellte 1484 den Bürgern von Castrop einen Freiheitsbrief aus. Er beinhaltete u. a. Bürgerrechte, Selbstverwaltung und die Abhaltung von Jahrmärkten. Der Ort war mit Wall, Graben und drei Toren befestigt.

### Einflüsse Kur-Kölns auf das Ruhrgebiet
In Brechten bei Dortmund fand 1254 die Schlacht auf dem Wülferichskamp zwischen dem Hochstift Paderborn und Kurköln statt.
Der Kölner Erzbischof Konrad von Hochstaden rief 1259 einen Landfrieden aus, dem sich unter anderem die Grafschaften Kleve, Jülich und Berg anschließen mussten.
Die Truppen des Erzbischofs von Köln, Dietrich II. von Moers, und seiner Verbündeten, des Herzogs von Jülich-Berg und des Grafen von Sayn, begannen am 2. September 1443 die Belagerung von Schloss Broich in Mülheim-Broich, welches nach achtzehn Tagen kapitulieren musste.

### Limburger Erbfolgestreit 1283–1289
Nach dem Tode Herzog Walrams V. von Limburg, ein Bruder von Adolf IV. von Berg, im Jahre 1280 hinterließ er keine männlichen Nachkommen und da seine Tochter Irmgard von Limburg 1283 verstarb, die das Lehen im Vorjahr von König Rudolf übergeben bekommen hatte, erwuchs daraus der Limburger Erbfolgestreit um das Herzogtum Limburg. Anwärter auf das Erbe waren die Herrscher von Berg und die von Geldern. Der Graf von Berg verkaufte jedoch dem Herzog von Brabant seine Ansprüche am Herzogtum Limburg, der diese nun mit Gewalt gegen die Geldrischen durchzusetzen begann.

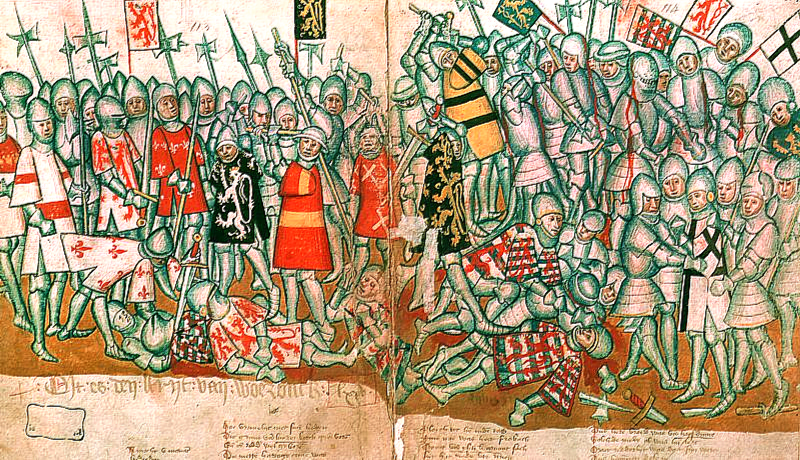
Die Schlacht von Worringen, Illustration von etwa 1440/50 aus einer Handschrift der Brabantsche Yeesten von Jan van Boendale

Am Streit beteiligt waren auf der Seite von Rainald I. Graf von Geldern: Siegfried von Westerburg Erzbischof von Köln, Heinrich VI. Graf von Luxemburg und Johann IV. von Flandern Bischof von Lüttich sowie deren Getreue. Auf der Gegenseite stand Johann I. Herzog von Brabant mit seinen Verbündeten Engelbert I. Graf von der Mark, Walram Graf von Jülich, Adolf V. von Limburg Graf von Berg und Otto IV. Graf von Tecklenburg, sowie die Bürger der Stadt Köln.
1288 fand die Schlacht von Worringen statt. Die Schlacht von Worringen stellte das kriegerische Finale im zuvor bereits sechs Jahre währenden Limburger Erbfolgestreit dar. Hauptkontrahenten des Konflikts waren Siegfried von Westerburg, Erzbischof von Köln, und Herzog Johann I. von Brabant. Der Ausgang der Schlacht veränderte das Machtgefüge im gesamten Nordwesten Mitteleuropas.
Nach der Niederlage Gelderns und seiner Verbündeten in der Schlacht von Worringen 1288 nördlich von Köln fiel das Herzogtum Limburg dem Herzog von Brabant zu. Die Niederlage seines Verbündeten Kurköln einer Schwächung der Macht des Erzbistums Köln und der mit ihm verbundenen Herzogsgewalt in Westfalen, bei gleichzeitiger Stärkung der Machtposition gräflicher Territorialherren. In der Ruhrregion galt dies insbesondere für die direkt am Konflikt beteiligten Grafen von Berg und von der Mark, mittelbar aber auch für den in der Fehde auf der Gegenseite kämpfenden Grafen von Kleve.

### Pest und Judenpogrom
Die mittelalterliche Pestwelle erreichte 1350 die Ruhrregion. Im selben Jahr kam es zu einem Pogrom gegen die jüdische Bevölkerung. In Dortmund wurde diese aus der Stadt vertrieben und der Besitz wurde von der Stadt eingezogen; in anderen Städten wurde die jüdische Bevölkerung verbrannt.

### Beginn der Steinkohlenförderung
Zwar muss davon ausgegangen werden, dass Steinkohle schon vorher im Ruhrgebiet abgebaut wurde, der erste urkundliche Beleg für Kohlebergbau in Dortmund stammt aus dem Jahre 1296, auf 1302 datiert die erste urkundliche Erwähnung des Kohlebergbaus in Schüren.
Herzog Wilhelm von Jülich forderte am 24. November 1374 als Abgabe den Zehnten auf die im Bereich Werden geförderte Steinkohle.

### Duisburg

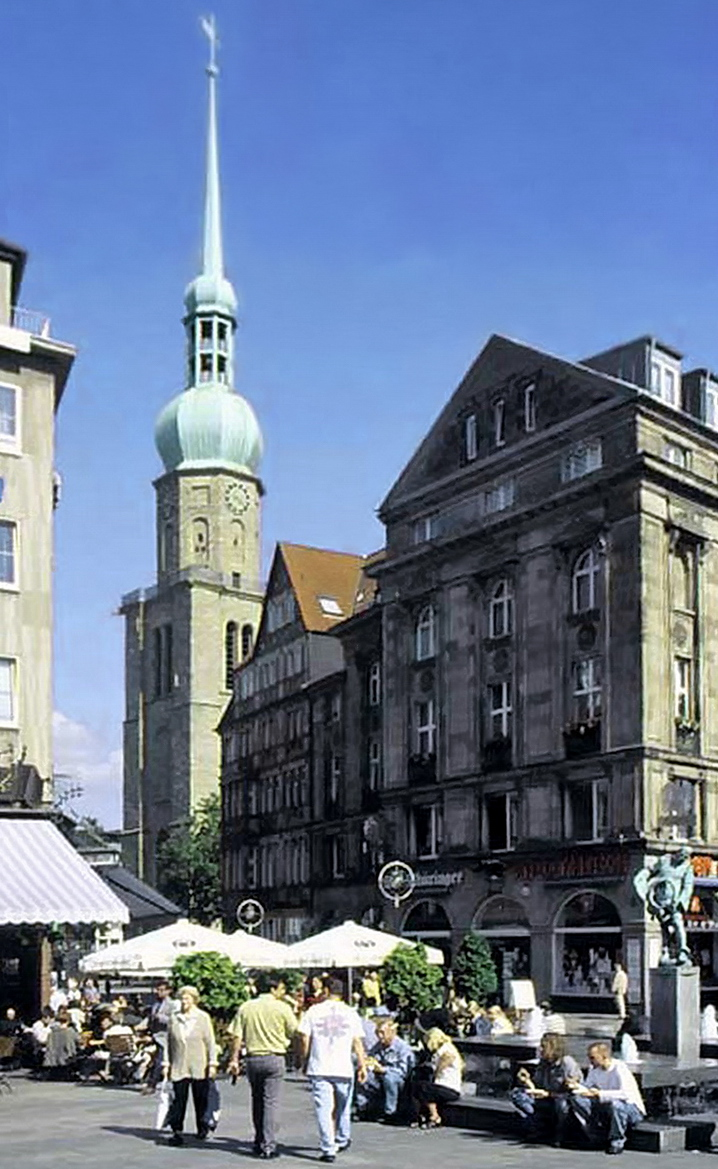
„Historisches Pflaster“ – In Dortmund am Alten Markt treffen sich beim Turm der Reinoldikirche zwei mittelalterliche Handelswege

Nachdem um 1200 der Rhein seinen Lauf geändert hatte, war Duisburg nur noch über einen Altrheinarm, der im Laufe des folgenden Jahrhunderts zunehmend verlandete, mit dem Hauptstrom verbunden. Zwar scheint diese Veränderung des Rheinlaufes im 13. Jahrhundert noch keine große Beeinträchtigung des Duisburger Handels bewirkt zu haben, auch noch im Jahre 1306 wurden an einer rheinischen Zollstelle über 400 Duisburger Rheinschiffe gezählt, jedoch ist den Stadtrechnungen nach der Rheinhandel gegen Ende des 14. Jahrhunderts zum Erliegen gekommen.
Am 29. April 1248 verpfändete Wilhelm von Holland die Reichsstadt Duisburg an Walram V. von Limburg, bestätigte aber am 1. Mai in einer Urkunde die Privilegien der Stadt. Unter der Herrschaft Walrams erlebte die Stadt eine Phase weitgehender Selbstständigkeit, auch schenkte Walram der Stadt 1277 und 1278 im Umfeld der Stadt liegende Gebiete, was zu einer Erweiterung des Stadtgebietes führte.
Durch eine Urkunde vom 6. April 1280 ist die Existenz einer Höheren Schule in Duisburg belegt. Das in der Tradition dieser Schule stehende Landfermann-Gymnasium ist damit eines der ältesten Gymnasien des Ruhrgebiets.
1290 wurde Duisburg vom deutschen König Rudolf von Habsburg an Graf Diedrich von Kleve verpfändet. Da das Pfand nie mehr eingelöst wurde, ging Duisburg in den Besitz der Grafen von Kleve über und verlor damit de facto ihre Reichsunmittelbarkeit als freie Reichsstadt.
1351 nahm die Stadt Duisburg in der Auseinandersetzung zwischen Herzog Reinald III. von Geldern und seinem aufständischen Bruder Eduard Partei für die Aufständischen und bekam nach dem Sieg Eduards über seinen Bruder wichtige Privilegien für Schifffahrt und Handel im Herzogtum Geldern.
Um Ärger mit den umliegenden Grundherren zu vermeiden, galt in Duisburg die Regelung „Stadtluft macht frei“ nicht, denn die Stadt nahm nur Bürger auf, die Freie waren. Als freie Nichtbürger duldete man nur diejenigen in der Stadt, die zu arm waren, um die Aufnahmegebühr in die Bürgerschaft zu bezahlen (z. B. Tagelöhner) und einzelne Privilegierte wie den klevischen Kanzler Oligschleger, der mehrere Häuser in der Stadt besaß. Nichtbürger, die auch kein Bürgerrecht erwerben konnten, waren Geistliche und Juden, wobei ab 1350 Juden in Duisburg grundsätzlich nicht mehr geduldet wurden.
Zwar hatte Kaiser Karl IV. noch 1362 die Erklärung abgegeben, er wolle Duisburg „ewiglich“ als freie Reichsstadt dem Reiche erhalten, doch befand sich bereits Anfang 1363 Graf Johann von Kleve im Besitz aller kaiserlichen Rechte über die Stadt Duisburg, was zu einer Auseinandersetzung zwischen der Stadt Duisburg und Johann von Kleve führte, da die Stadt zunächst die Rechte Johanns nicht anerkannte. Dieser verlegte daraufhin den Rheinzoll nach Orsoy, um der Stadt wirtschaftlich zu schaden. Ende 1366 kam es zu einer Einigung zwischen der Stadt und dem Grafen: Johann behielt die nominelle Oberhoheit über Duisburg, das Gerichtswesen und die Zollhoheit.
Die Genehmigung zur Errichtung einer Zollstelle durch Kaiser Karl IV. auf dem Homberger Werth am 28. April 1371 gilt als Gründung der späteren Stadt Ruhrort. Im Herbst 1373 war die Zollstelle errichtet. In einer Urkunde vom 28. Februar 1379 des deutschen Königs Wenzel tauchte erstmals die Bezeichnung „Ruhrort“ für die Zollstelle am Homberger Werth auf.

### Dortmund
Einen besonders schwierigen Stand hatte die Reichsstadt Dortmund, deren Gebiet fast vollständig von märkischem Besitz umgeben war, so dass die Grafen von Mark alle nach Dortmund führenden Straßen beherrschten und seit 1328 von der Stadt ein jährlich zu zahlendes Wegegeld kassierten, um Händler nach Dortmund hinein und wieder heraus zu lassen. Durch die Gründung der Städte Hörde (1340) und Lünen (1341) erhöhten die Grafen von Mark den Druck auf Dortmund, das in der zweiten Hälfte des 14. Jahrhunderts sich wiederholt Angriffen durch die Grafen von Mark erwehren musste. 1352 überstand Dortmund eine Belagerung durch märkische Truppen und den Versuch eines nächtlichen Überraschungsangriffs. 1377 misslang der Versuch des Grafen Wilhelm von Berg, die Stadt durch Beschießung und Belagerung zu erobern. 1378 scheiterte der Versuch eines nächtlichen Angriffs auf Dortmund, bei dem Sympathisanten des Grafen von Mark, die in der Stadt waren, die Stadttore hätten öffnen sollen. Im gleichen Jahr hielten Kaiser Karl IV. und seine Frau Elisabeth von Pommern Einzug in die Reichsstadt Dortmund.
Ebenfalls Interesse am Besitz Dortmunds hatte das Erzbistum Köln, an das 1346 und 1376 Dortmund durch den jeweiligen deutschen König verpfändet worden war, ohne dass es Köln gelang, die erworbenen Rechte gegenüber der Stadt durchzusetzen. Als sich Graf Engelbert III. von Mark mit dem Kölner Erzbischof Friedrich III. von Saarwerden gegen Dortmund verbündete, war die Unabhängigkeit der Stadt bedroht. Mit dem Eintreffen des Fehdebriefes des Kölner Erzbischofs am 21. Februar 1388 – einen Tag später folgte der Fehdebrief des Grafen von Mark – begann die Große Dortmunder Fehde. Dem kurkölnisch-märkischen Bündnis schlossen sich in der Folgezeit 47 Reichsfürsten an, die jedoch zumeist nicht aktiv in die Kampfhandlungen eingriffen.
Kurkölnische und märkische Truppen begannen unmittelbar nach Eintreffen der Fehdebriefe mit der Belagerung der Stadt, jedoch hatte sich Dortmund auf eine längere Belagerung vorbereitet und große Getreidevorräte angelegt. Eine Beschießung der Stadt vom 17. April bis 10. Juli 1388 musste abgebrochen werden, weil Dortmund mittlerweile moderne Pulverkanonen gebaut hatte und damit die gegnerischen Stellungen beschoss, so dass der Belagerungsring sich aus der Reichweite der Geschütze zurückziehen musste. Zeitgenössischen Quellen zufolge geht man davon aus, dass zwischen dem 29. Mai 1388 und dem 8. November 1389 etwa 110 Ausfälle von Dortmunder Truppen stattfanden, bei denen vor allem die auf märkischem Gebiet liegenden Dörfer und Bauernhöfe geplündert wurden. Auf Vermittlung der Stadt Soest schloss man am 22. November 1389 Frieden. Gegen ein sogenanntes „freiwilliges Geschenk“ von je 7000 Gulden an Kurköln und den Grafen von der Mark gaben diese alle Ansprüche und Forderungen Dortmund gegenüber auf.
Von den hohen Kosten der Kriegsführung – man schätzt insgesamt 60.000 Gulden – konnte sich Dortmund relativ schnell erholen, wie an der Errichtung des Ratschores an der Reinoldi Kirche 1421 ebenso zu sehen ist wie an der Tatsache, dass Dortmund bereits 1422 in der Lage war, seinen Beitrag als Reichsstadt an der Finanzierung des Hussitenfeldzugs zu leisten.

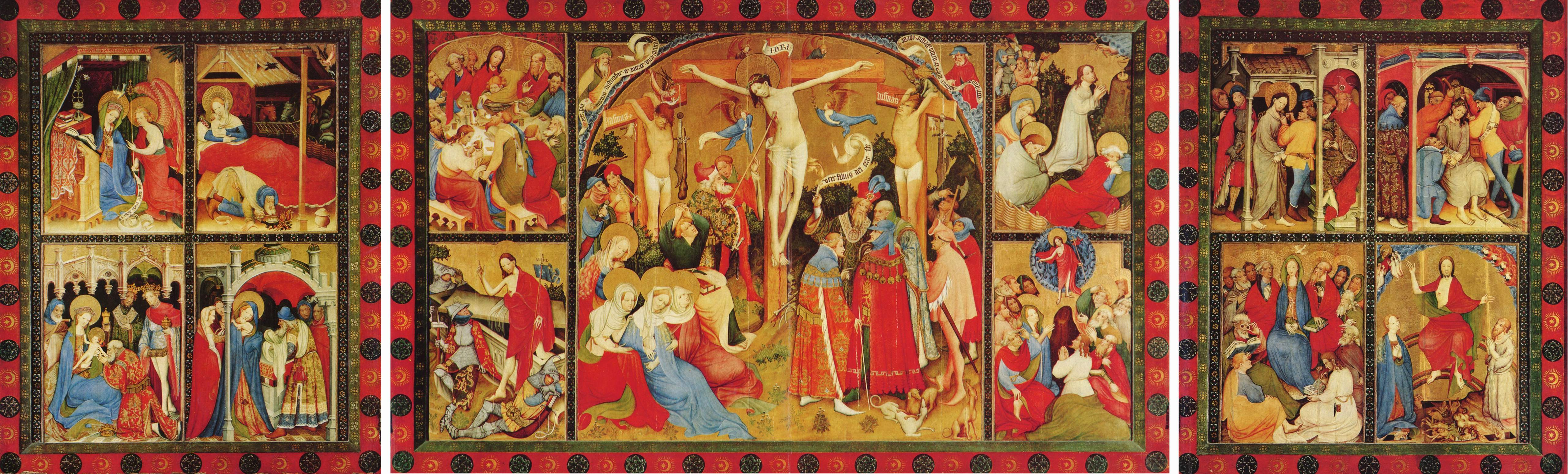
Wildungen-Altar

Mit dem Wildungener Altar war 1403 das erste erhaltene Retabel des Dortmunder Malers Conrad von Soest vollendet.

### Sonstige Städte
In einer Urkunde des Grafen Engelbert III. von der Mark wurden 1389 erstmals die Sälzer zu Brockhausen erwähnt. Es ist der erste Beleg für hauptberufliche Salzgewinnung im heutigen Unna.
Hamm verlor 1391 die Residenz an die Stadt Kleve, nachdem die Grafschaft Mark mit der Grafschaft Kleve in Personalunion vereint wurde. Die Stadtburg in Hamm und der Stammsitz des Grafenhauses Burg Mark waren nun nur noch Sitz der gräflichen Burgmannen, Drosten und Amtmänner. Die Herrscher aus dem Haus Mark regierten nun von Kleve aus beide Länder.
1396 ist der älteste schriftliche Nachweis für wilde Pferde in der Emscherniederung erhalten. Die Nutzung der im Emscherbruch zwischen Waltrop und Bottrop vorkommenden Bestände war ein begehrtes Adelsprivileg.
Hattingen schloss mit Dietrich II. Graf von der Mark einen Befestigungsvertrag.
Die Schlacht von Kleverhamm festigte 1397 die Position der Grafen von der Mark. Im selben Jahr verlieh Graf Dietrich II. von der Mark Schwerte das volle Stadtrecht.

### Märkischer Bruderstreit 1409–1430

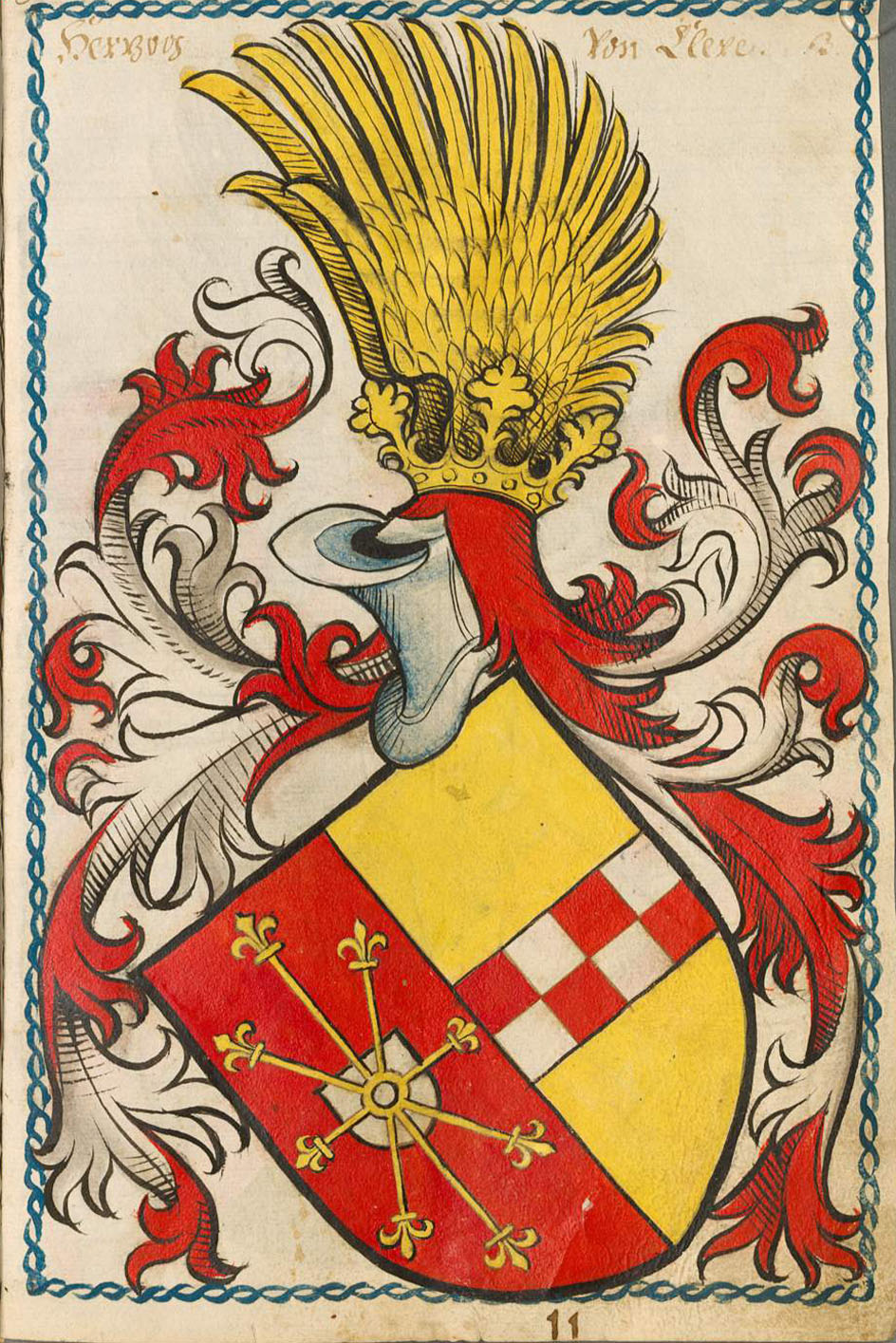
Wappen der vereinigten Grafschaften Kleve und Mark

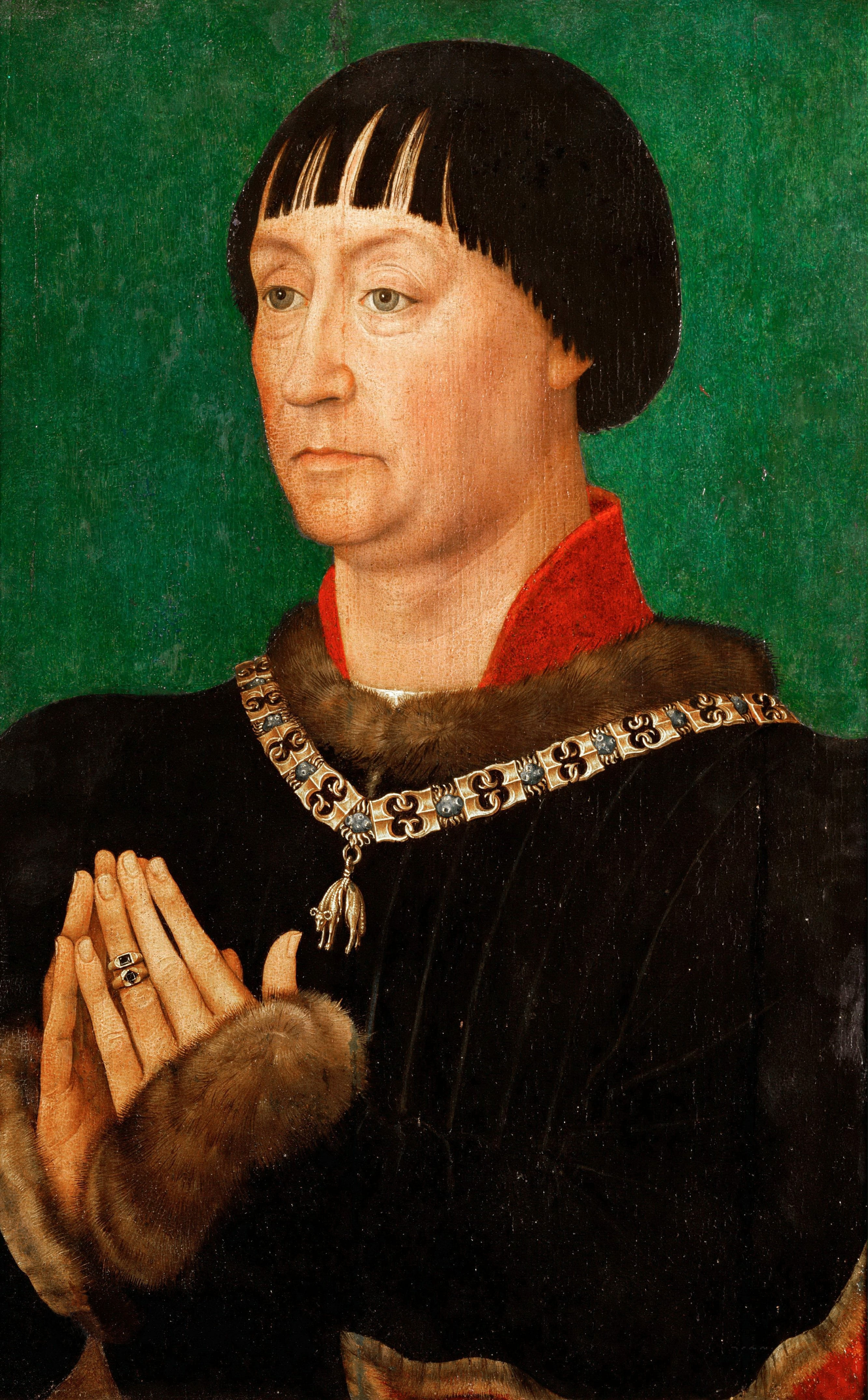
Herzog Johann I. von Kleve-Mark

1409 beanspruchte Gerhard von der Mark erstmals einen Teil des väterlichen Erbes von seinem Bruder Adolf, Graf von der Mark und Kleve. Er erhielt zunächst die Herrschaft Liemers, 1413 Teile des märkischen Sauerlandes.
Im Jahr 1417 wurde Adolf IV. Graf von der Mark und als Adolf II. Graf von Kleve von Kaiser Sigismund zum ersten Herzog von Kleve erhoben. Als Herzog wird er auch Adolf I. von Kleve bzw. von Kleve-Mark genannt.
Bereits im folgenden Jahr 1418 erklärte Adolf von der Mark, Herzog von Kleve und Graf von der Mark, die Erbunteilbarkeit seiner Länder Kleve und Mark. Darüber kam es 1419 zur Fehde zwischen ihm und seinem Bruder Gerhard von der Mark, der bis 1417 Propst des Xantener Viktorstifts gewesen war. Die Stadt Duisburg weigerte sich, die Erbregelung Adolfs anzuerkennen, und schloss ein Bündnis mit Gerhard. Daraufhin sagten Herzog Adolf und über hundert andere Adelige der Stadt Duisburg die Fehde an. Die militärischen Auseinandersetzungen 1419 und 1420 beschränkten sich jedoch weitgehend auf gegenseitige Raub- und Plünderungszüge, so zum Beispiel der Duisburger Truppen gegen Orsoy und Saarn. Durch einen Vergleich im Herbst 1420 wurde die Fehde beendet.
Im Verlauf der kriegerischen Auseinandersetzungen in der Fehde zwischen den beiden Brüdern Adolf und Gerhard von der Mark wurde Hattingen 1424 bis auf zwei Häuser bei der Eroberung durch bergische Truppen vollständig abgebrannt. Die Stadt musste neu aufgebaut werden. 1429 erkannten die märkischen Stände Gerhard als rechtmäßigen Herrn der Grafschaft Mark an.
1430 schloss Gerhard von der Mark Frieden mit seinem Bruder Adolf von der Mark, Herzog von Kleve und Graf von der Mark. Er erhielt die Herrschaft über den nördlichen Teil der Grafschaft Mark; einige wichtige Landesburgen wie Blankenstein, Fredeburg, Bilstein und Volmarstein blieben jedoch in der Hand Herzog Adolfs. Gerhard durfte den Titel eines Grafen zur Mark tragen, sein Bruder behielt sich den Titel von der Mark vor. Hamm wurde bis zum Tode von Gerhard von der Mark, Graf zur Mark, wieder Residenz.
Die Grafschaft Mark unter Gerhard von der Mark bis 1461
Am 5. März 1455 stiftete Gerhard von der Mark, Graf zur Mark, das Franziskanerkloster Hamm.
Ab 1456 teilten sich Gerhard und sein Neffe Johann von Kleve die Herrschaft über die Grafschaft Mark.
1461 starb Gerhard von der Mark, Graf zur Mark, und wurde in seiner Klostergründung Hamm in der Kapelle des Klosters St. Agnes bestattet. Die prachtvollen Messinggrabplatten gingen zwischen 1939 und 1945 verloren; es ist nur eine Zeichnung davon erhalten. Da Gerhard kinderlos verstarb, wurden die Grafschaft Mark und das Herzogtum Kleve endgültig unter der Regentschaft seines Neffen Johann von Kleve vereinigt.

### Soester Fehde 1444–1449
Schon 1440 hatte der Kölner Erzbischof Dietrich II. von Moers versucht, seine Herrschaft über die Stadt Soest zu festigen. 1441 ging die Stadt daraufhin ein Bündnis mit Kleve-Mark ein. Als Soest am 25. Juni 1444 dem Herzog Johann I. von Kleve-Mark huldigte und damit die kurkölnische Oberhoheit ablehnte, kam es zum Krieg zwischen dem Kurfürstentum Köln und dem Herzogtum Kleve-Mark. In diesem Krieg ging es weniger um die Stadt Soest, als vielmehr um den Streit zwischen Kurköln und Kleve-Mark um die Vorherrschaft in Westfalen. Kurköln wurde unterstützt vom Bistum Münster, dem Hochstift Paderborn und der freien Reichsstadt Dortmund. Die vestischen Städte Dorsten und Recklinghausen waren Basen der kölnischen Streitmacht.
In der Nacht vom 11. auf den 12. März 1445 rückte der Kölner Erzbischof mit einem Heer gegen die Stadt Duisburg und hoffte, in einem nächtlichen Überraschungsangriff die Stadt erobern zu können. Die herannahenden Truppen wurden bemerkt und das kurkölnische Heer musste sich zurückziehen.
Das Vest Recklinghausen wurde vom Kölner Erzbischof 1446 zur Finanzierung der Soester Fehde an die Herren von WGemen verpfändet.
Im gleichen Jahr wurde bei Auseinandersetzungen auf dem Territorium Dortmunds der Steinerne Turm belagert und beschädigt, zahlreiche Dortmunder gerieten in märkische Gefangenschaft.
Im Juli 1447 belagerte der Kölner Erzbischof erfolglos mit seinem um 8000 hussitische Söldner verstärkten Heer die Stadt Soest. Nach einer vierzehntägigen Beschießung der Stadt versuchte das kurkölnische Heer am 19. Juli 1447 die Stadtmauern von Soest zu stürmen; jedoch brachen die Söldner den Angriff ab, bevor es zu ernsthaften Gefechten gekommen war, da es auf kurkölnischer Seite 50 Gefallene gab; die Stadt Soest beklagte 10 Tote. Als der Sold für die hussitischen Söldner – mit 200.000 Gulden war der Erzbischof mittlerweile in Verzug – auch nach dem Sturmangriff nicht gezahlt wurde, zogen die Söldner am 21. Juli ab und ließen den Erzbischof mit einem Restheer von 4000 Mann zurück, der daraufhin die Belagerung abbrechen musste. Nach diesem Misserfolg war Erzbischof Dietrich von Moers zu Friedensverhandlungen bereit.
Am 27. April 1449 wurde mit dem Schiedsspruch von Maastricht auf Vermittlung des burgundischen Herzogs die Soester Fehde auf der Basis des Status quo beendet. Soest und Xanten kamen an Kleve-Mark; Kurköln erhielt die Zollstätte Kaiserswerth und die von kurkölnischen Truppen 1444 und 1445 eroberten Herrschaften Fredeburg und Bilstein im Sauerland. Durch dieses Ergebnis der Soester Fehde wurde eine Vormachtstellung des Kurfürstentums Köln in Westfalen verhindert.
Zwei Landtage zu Wickede beschlossen im Frühjahr 1486 eine außerordentliche Steuer in der Grafschaft Mark für den Landesherrn Johann, Graf von der Mark und Herzog von Kleve. Das dazu erstellte Schatzbuch, das Schatboick in Mark, enthielt ein Verzeichnis aller Steuerpflichtigen und listete damit viele Details zu einzelnen Orten auf.

### Auseinandersetzung zwischen der Stadt Essen und dem Stift Essen
Im Oktober 1495 musste die Äbtissin Meyna von Daun-Oberstein ihren Stiftsvogt Johann II., Herzog von Kleve und Graf von Mark um Hilfe bitten, da ihr die Kontrolle über Essen entglitten war. Zwar hatten die Grafen von Mark bereits seit Jahrzehnten die Vogtei des Stiftes Essen inne, jedoch wurde der Vogt nur für einen bestimmten Zeitraum gewählt. Johann II. nutzte die Situation aus und zwang Äbtissin Meyna und ihr Kapitel, ihn und seine Erben als Stiftsvögte einzusetzen. In dem Vertrag vom 21. Oktober 1495 wurde Essen faktisch in den Herrschaftsbereich von Kleve-Mark eingegliedert: Der Äbtissin blieben die Rechte der Gerichtsbarkeit und der Verwaltung, die militärische und politische Macht ging in die Hände von Kleve-Mark über.

## Frühe Neuzeit

### Entwicklung der Städte
Schwelm erhielt 1496 die Stadtrechte.
Brandkatastrophen in Recklinghausen und Bochum
Am 4. April 1500 zerstörte eine Feuersbrunst in Recklinghausen neben der Petruskirche, Schule und Rathaus rund 350 Wohnhäuser, also etwa die Hälfte der Stadt.
Die Stadt Bochum brannte am 25. April 1517 völlig ab. Ein Feuer, das im Haus des Johann Schrivers ausgebrochen war, griff auf die umstehenden mit Stroh gedeckten Fachwerkhäuser über und zerstörte innerhalb einer Nacht alle Gebäude der Stadt. Das Vermögen Schrivers, das beschlagnahmt worden war, reichte bei weitem nicht aus, die zerstörte Kirche und das Rathaus wieder aufzubauen. Der Wiederaufbau des Rathauses zog sich über sieben Jahre hin. Zwar konnte die Kirche ab 1521 behelfsmäßig wieder genutzt werden, ihr Wiederaufbau dauerte jedoch über Jahrzehnte bis zum Ende des Jahrhunderts.
Dortmund
Bereits seit der Mitte des 13. Jahrhunderts hatte die Stadt Dortmund den Grafen von Dortmund zunehmend Rechtstitel abgekauft. 1320 erwarb die Stadt von Graf Konrad Stecke die Hälfte der Grafschaft Dortmund. Nach dem Tode von Johann Stecke, dem letzten Grafen von Dortmund, im Jahr 1504 ging die kleine Grafschaft in den Besitz der Stadt Dortmund über. Am 12. Oktober 1504 belehnte der römisch-deutsche König und spätere Kaiser Maximilian I. die Stadt Dortmund mit der Grafschaft Dortmund, die etwa 6000 Hektar umfasste und zu der u. a. die Dörfer Brechten, Körne, Eving, Holthausen und Altenmengede gehörten. Da die Stadt damit Landesherr über die Grafschaft Dortmund wurde, bekamen die Einwohner der Grafschaft nicht das Dortmunder Bürgerrecht, sondern blieben Untertanen.
1508 trat erstmals die „Franzosenkrankheit“, die Syphilis, in Dortmund auf, von der die gesamte Bevölkerung, einschließlich der Kinder, stark betroffen war. Die Geschlechtskrankheit verdankt ihren altertümlichen Namen dem Umstand, dass sie seit 1498 vielfach durch französische Söldner in Europa verbreitet wurde.

### Territoriale Entwicklung im 16. Jahrhundert
Die Zeit von 1500 bis 1618 war geprägt durch ein erhebliches Bevölkerungswachstum, das weniger den Städten als vielmehr den ländlichen Gebieten zugutekam. Da die bestehenden Bauernhöfe ungeteilt an den ältesten Sohn vererbt wurden, blieb die Zahl der Höfe konstant. Aufgrund der wachsenden Bevölkerung kam es im Ruhrgebiet zu einer Hochphase der Kottenbildung, d. h. Kötter mussten in der unkultivierten Mark ein Stück Land urbar machen und bebauen. Da die etablierten Bauern kein Interesse an einer Urbarmachung der Mark hatten, versuchten sie, die einzelnen Kottenstellen möglichst klein zu halten, was dazu führte, dass ein Großteil der Kotten nicht lebensfähig war und die Kötter sich zusätzlich als Tagelöhner auf den großen Bauernhöfen verdingen mussten. Im Laufe des 16. Jahrhunderts kam die Hollandgängerei auf, d. h. Kötter arbeiteten im Sommer in den wirtschaftlich aufstrebenden Niederlanden im Bereich von Landwirtschaft und Schiffsbau, um mit dem dort verdienten Geld ihre Familien zu ernähren.
Entstehung der Vereinigten Herzogtümer 1511/1521

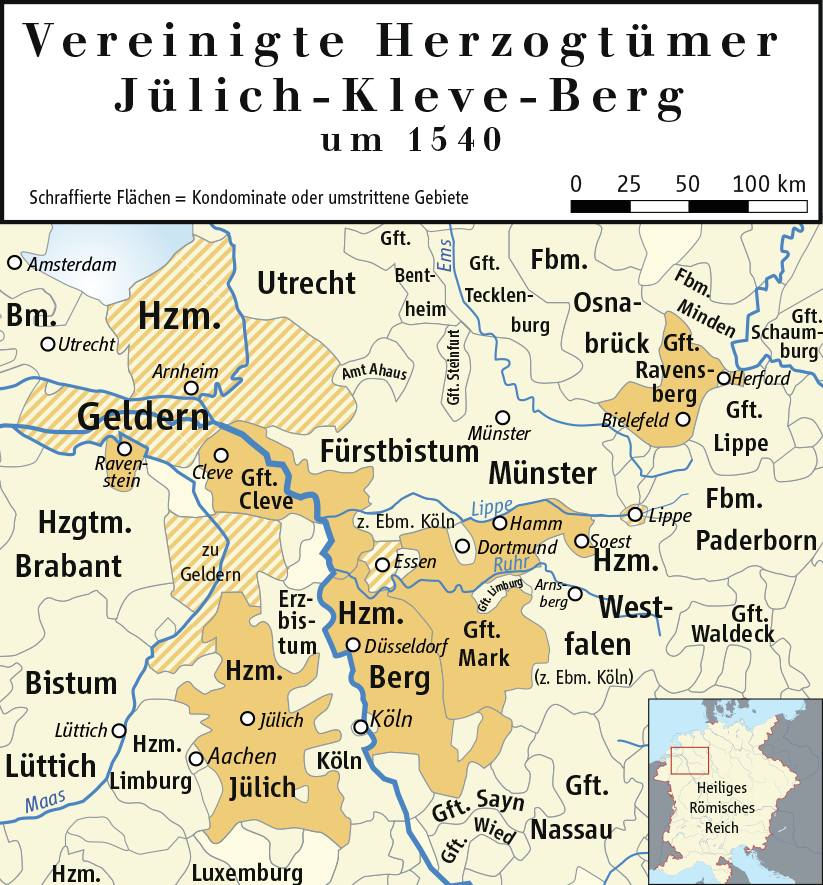
Die Vereinigten Herzogtümer

Nach dem Tode des letzten jülichschen Herzogs Wilhelms IV. 1511 trat sein Schwiegersohn, der Erbprinz von Kleve-Mark Johann von der Mark, der die Erbtochter Wilhelms geheiratet hatte, die Nachfolge in den Herzogtümern Jülich und Berg sowie der Grafschaft Ravensberg an. Als 1521 der Vater Johanns starb, erbte dieser das Herzogtum Kleve und die Grafschaft Mark, wodurch der Flächenstaat Vereinigte Herzogtümer Jülich-Kleve-Berg entstand.
Der Pfandbesitz der Grafen von Holstein-Schaumburg-Gemen am Vest Recklinghausen endete 1576 nach 130 Jahren.

### Ära des Umbruchs: Humanismus und Reformation
Die Reformation in den Vereinigten Herzogtümern
Zwar hatte Johann III. von Jülich-Kleve-Berg das Wormser Edikt von 1521, das die Ächtung Luthers und das Verbot seiner Schriften verfügte, in seinem Herrschaftsgebiet nicht veröffentlichen lassen; er legte jedoch am 26. März 1525 fest, dass die Pastoren in seinen Ländern die Lehren Luthers nicht verbreiten dürften, sondern in ihren Predigten zu verkünden hätten, dass diese Lehren ketzerisch seien. Er ordnete an, dass alle Anhänger der lutherischen Lehre zu verhaften und zu bestrafen seien. Trotzdem stand er den Missständen in der katholischen Kirche kritisch gegenüber; denn am 3. Juli 1525 verfügte er in einem Erlass u. a., dass die Pastoren seiner Länder ihren Pflichten nachzukommen hätten, für kirchliche Amtshandlungen kein Geld nehmen dürften, in der zuständigen Gemeinde zu wohnen hätten; er verbot, um die Entstehung von Aberglauben zu verhindern, Heiligenbilder bei Prozessionen mitzuführen, verbot jegliche Form kirchlicher Gerichtsbarkeit, verbot den Immobilienerwerb durch Mönche und verbot Mönchen, in seinen Ländern zu betteln.
Gegenüber der allgemeinen Entwicklung im Reich und vor allem auf den Reichstagen, auf denen Johann III. sich jeweils von Graf Wirich VI. von Daun-Falkenstein vertreten ließ, versuchte der Herzog eine neutrale Religionspolitik durchzuhalten. Unter dem Einfluss des Erasmus von Rotterdam erließ Johann III. am 18. Juli und am 24. Oktober 1530 zwei Verordnungen zur Religionspolitik in den Vereinigten Herzogtümern, die sich gegen die Missstände in der katholischen Kirche wandten, eine umfassende Reformation aber ablehnten. In der Oktoberfassung, die diese Position noch einmal unterstrich, wurde als Grund der Missstände besonders der niedrige Bildungsstand der Geistlichen angeführt.
Am 11. Januar 1532 erließ Herzog Johann III. eine Kirchenordnung für die Herzogtümer, die diese neutrale Haltung in Religionsfragen widerspiegelte. Diese Kirchenordnung wurde jedoch von beiden Konfessionen kritisiert, den Protestanten gingen die Reformen nicht weit genug, die Katholiken kritisierten die „Verwässerung“ der katholischen Lehre „im neugläubigen Sinne“.
Genau ein Jahr später, am 11. Januar 1533, erließ Johann III. eine „Declaratio“ als Ergänzung zur Kirchenordnung, die am 18. April 1533 veröffentlicht wurde. Hierbei kam er den Protestanten weiter entgegen, wahrte aber grundsätzlich religiöse Neutralität. Der Herzog war bemüht, in seinen Ländern eine gegenseitige Tolerierung beider Konfessionen zu erreichen und drohende konfessionelle Auseinandersetzungen zu verhindern.
In Mülheim an der Ruhr soll drei Tage nach Ostern im Jahr 1555 die gesamte Gemeinde zum reformierten Glauben übergetreten sein, nachdem – nach einem Predigerverzeichnis aus dem Jahr 1744 – im Jahr 1554 mit Johann Kremer der erste reformierte Prediger in Mülheim tätig geworden war. Der erste – historisch sicher nachgewiesene – evangelische Prediger war der im Jahr 1599 verstorbene Johann Schöltgen. Die Herrschaft Styrum blieb weiterhin katholisch.
Die Reformation in Dortmund
1518/19 kam es in Dortmund zwischen Bürgerschaft und Stadtklerus zu einem Konflikt über Privilegien des Klerus. In Dortmund gab es im 15. Jahrhundert wiederholt Streitigkeiten zwischen den Handel- und Gewerbetreibenden und dem Klerus, dessen Handelsaktivitäten eingeschränkt werden sollten. Bereits 1487 hatte der Rat der Stadt Dortmund den Geistlichen die Einfuhr von Malz und Korn nur noch für den Eigenbedarf gestattet. Im Dezember 1518 verbot der Rat den Verkauf von Ablassbriefen in Dortmund. Im Verlauf der daraufhin entstandenen Auseinandersetzung zwischen Rat und Klerus verbot der Rat den Kirchen, Handel und Gewerbe zu betreiben. Im Gegenzug schlossen die Kirchen alle Dortmunder Bürger von der Teilhabe an den Sakramenten aus. Ostern 1519 wurde der Bann der Bürger durch Kardinal Thomas Cajetan aufgehoben.
Die Auseinandersetzungen zwischen den Dortmunder Bürgern und dem Stadtklerus setzten sich ab 1523 fort, als Bürger forderten, man möge Geistlichen die Teilnahme an Hochzeitsfeiern und Kindtaufen verbieten. Ein Kompromiss des Rates von 1525 war nur von kurzer Dauer, denn 1527 forderten die Gilden von der Stadt die Einstellung lutherischer Prediger; jedoch gelang es dem Rat, die Gilden vom Übertritt zum Protestantismus abzuhalten.
1538 wurde die kleine Gemeinde der Täufer auf Veranlassung des Rates zerschlagen. Zwei Dortmunder Bürger wurden verhaftet. Als einer der beiden Prediger, Peter von Rulsem, sich weigerte, die Lehre der sogenannten Wiedertäufer zu widerrufen, wurde er am 21. Januar 1538 enthauptet.

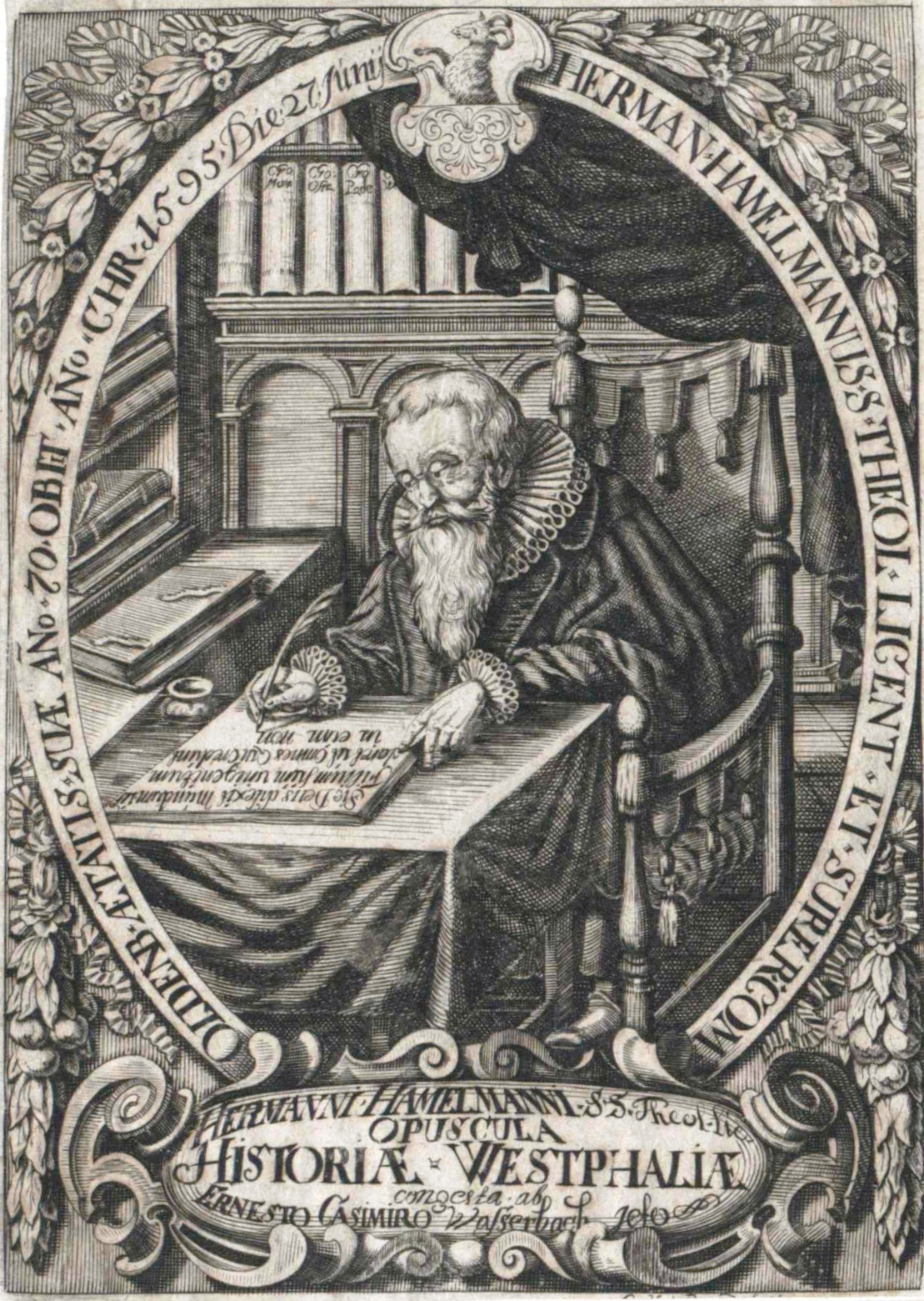
Hermann Hamelmann. Stich von F. W. Brandshagen (1711)

Als Ergänzung zu den kirchlichen Lateinschulen gründeten Rat und Bürger in Dortmund 1543 ein humanistisch geprägtes Gymnasium, das Archigymnasium, als höhere Schule. Die Lehreinrichtung war beeinflusst von den Vorbildern des Gymnasiums in Emmerich und des Paulinums in Münster. Die Lehrinhalte waren humanistisch orientiert. Der erste Rektor der Schule, Johannes Lambach, prägte über dreißig Jahre das geistige und kulturelle Leben Dortmunds. Zu den Schülern der frühen Zeit an der Dortmunder Schule zählten Hermann Hamelmann und Johann Heitfeld.
1556 begann der Kaplan von St. Marien, Johann Heitfeld, öffentlich die lutherische Lehre zu verbreiten. Als er die Anweisungen des Rates, dies einzustellen, ignorierte, wurde er 1557 aus Dortmund ausgewiesen.
Der „Reformator Westfalens“, Hermann Hamelmann, bekannte sich 1553 in Kamen zum Dreifaltigkeitsfest erstmals öffentlich zum reformierten Glauben; daraufhin musste er die Stadt verlassen.
1529 grassierte der Englische Schweiß. Die Krankheit führt binnen Stunden nach dem Ausbruch zum Tod. In Dortmund starben in den ersten vier Tagen der Epidemie von 500 Erkrankten 497.
Entwicklung des Buchdrucks im 16. und 17. Jahrhundert
1541 wurde in Wesel der Buchdruck eingeführt, 1544 in Dortmund das erste Buch gedruckt. Beide Städte entwickelten sich zu wichtigen Zentren des Druckwesens im 16. und 17. Jahrhundert. Ab 1552 wurden auch in Unna vereinzelt Bücher gedruckt, ab 1553 ebenfalls in Büderich; beide Druckorte verloren jedoch im 17. Jahrhundert an Bedeutung. 1607 erschienen die ersten in Duisburg gedruckten Bücher; ab 1613 wurden auch in Essen, wenn auch in geringem Maße, Bücher gedruckt. In Hamm entstand die erste beständige Buchdruckerei 1650.

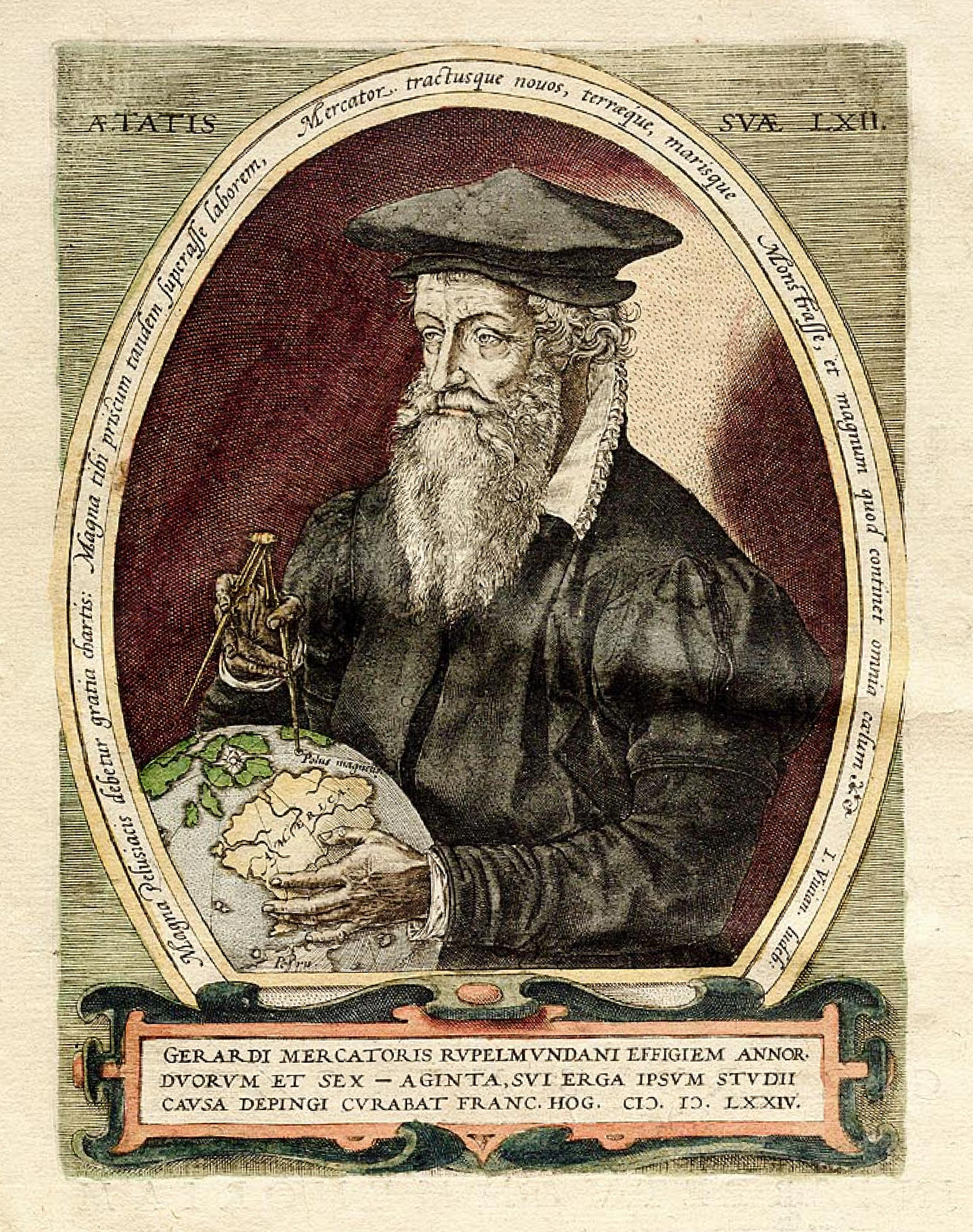
Gerhard Mercator

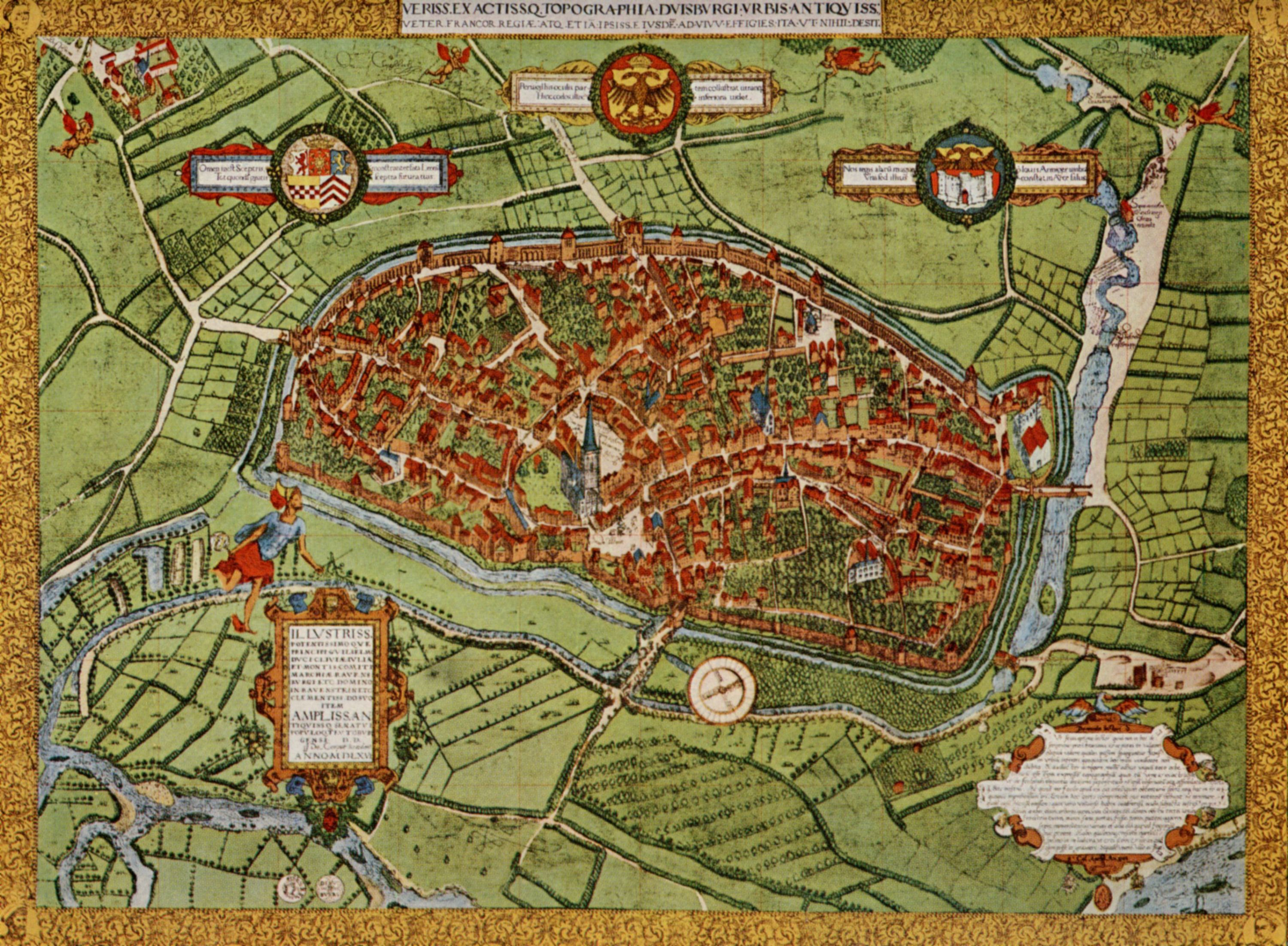
Duisburg. Corputius-Plan 1566

Das „gelehrte Duisburg“ – „Duisburgum doctum“
Der 1512 in Flandern geborene Kartograf Gerhard Mercator ließ sich 1552 auf Einladung Herzog Wilhelms des Reichen, der ihm einen Lehrstuhl an der neu zu gründenden Universität angeboten hatte, in Duisburg nieder. Zuvor von der katholischen Kirche verfolgt, konnte Mercator im religiös toleranteren Herzogtum Kleve seine bedeutenden Arbeiten weiterführen.
Am 11. Februar 1555 beschloss der Rat der Stadt Duisburg mit nur einer Gegenstimme, die Statue des Salvator aus der Salvatorkirche zu entfernen und für den Religionsunterricht den evangelischen Katechismus einzuführen. 1558 wurde mit Petrus von Benden der erste protestantische Pfarrer an die Salvatorkirche berufen.
Die Schola Duisburgensis wurde 1559 zum Akademischen Gymnasium Duisburg. Einer der Lehrer dort war von 1559 bis 1562 Gerhard Mercator; er unterrichtete Mathematik und Kosmografie. Der geplanten Universitätsgründung in Duisburg standen die Jesuiten sehr kritisch gegenüber, da sie eine stark protestantisch ausgerichtete Universität befürchteten. Es gelang ihnen zunächst, eine päpstliche Genehmigung zur Errichtung zu verhindern. Erst als Herzog Wilhelm V. zusagte, die Lehrstühle nur mit katholischen Professoren zu besetzen und dem in Düsseldorf lehrenden Johannes Monheim die Lehrerlaubnis zu entziehen, wurde am 20. Juli 1564 die päpstliche Gründungsurkunde ausgefertigt. Zwei Jahre später erhielt Wilhelm V. dann auch vom Kaiser das Privileg zur Errichtung der Universität. Der Beginn des Spanisch-Niederländischen Krieges verhinderte die Errichtung der Universität, die erst 1655 unter preußischer Herrschaft gegründet wurde.
Der Mercatorschüler Johannes Corputius hielt 1566 die Ansicht Duisburgs erstmals in einem exakten Plan fest.

### Auswirkungen des Achtzigjährigen Krieges auf das Ruhrgebiet
Mit dem Aufstand der niederländischen Provinzen gegen die spanische Herrschaft begann 1568 der Unabhängigkeitskampf der Niederlande, der als „Achtzigjähriger Krieg“ (1568–1648) bezeichnet wird. Die Kampfhandlungen griffen wiederholt auf das Ruhrgebiet über, wobei vor allem das westliche Ruhrgebiet betroffen war. So wurden Teile der Region im Winter 1598/99 von spanischen Truppen besetzt. Aus der niederrheinischen Perspektive betrachtet, waren die in diesen Zeitraum fallenden kriegerischen Auseinandersetzungen wie der Truchsessische Krieg oder der Dreißigjährige Krieg lediglich Phasen innerhalb einer sich über fast achtzig Jahre hinziehenden Folge von Kämpfen im Bereich des Niederrheins und des Ruhrgebiets.

#### Truchsessischer Krieg 1583–1589
Durch den Kölnischen, genauer gesagt Truchsessischen Krieg wurde das Ruhrgebiet in die militärischen Auseinandersetzungen des Achtzigjährigen Krieges hineingezogen. Am 5. Dezember 1577 war Gebhard Truchsess von Waldburg gegen den Widerstand des Kaisers und des spanischen Königs zum Kölner Erzbischof und damit zum Kurfürsten gewählt worden. Seine Heirat 1582 mit Gräfin Agnes von Mansfeld und sein Übertritt zum Protestantismus veranlassten ihn – nicht zuletzt auf Druck der calvinistischen Grafen der Rheinlande – zu dem Versuch, das katholische Erzbistum Köln in ein erbliches protestantisches Herzogtum umzuwandeln, was zu einer Zweidrittelmehrheit im Kurkolleg geführt hätte und Einfluss auf die Wahl des deutschen Königs gehabt hätte. In Edikten vom 19. Dezember 1582, 16. Januar und 2. Februar 1583 stellte er den Einwohnern Kurkölns frei, ihre Religion selbst zu wählen. Am 22. März 1583 wurde Gebhard durch eine päpstliche Bulle seines Amtes als Erzbischof enthoben, am 23. Mai 1583 Ernst von Bayern zum Nachfolger gewählt. Nach Niederlagen gegen die bayrischen und spanischen Truppen musste Gebhard in das kurkölnische Herzogtum Westfalen fliehen, wo er in Werl residierte.
1583 drang der spanische Feldherr Francisco de Mendoza mit 21.000 Fußsoldaten und 2.500 Reitern bis Orsoy vor und errichtete in Walsum ein Lager mit Schanzen. Anfang 1584 begann der Vormarsch spanischer Truppen in rechtsrheinisches Gebiet; hierbei wurden 1584 die Dörfer Meiderich und Lakum geplündert. Bei ihrem weiteren Vormarsch besetzten die spanischen Truppen Essen und die umliegenden Dörfer, brandschatzten und plünderten im Essener Gebiet.
Weitere Niederlagen seiner Truppen veranlassten Gebhard, im Frühjahr 1584 mit wenigen ihm verbliebenen Reitern auf das Territorium der Niederlande zu fliehen, wo er Aufnahme und Unterstützung fand. Auf Reichsebene war der Truchsessische Krieg damit beendet, nicht jedoch aus der Sicht des Ruhrgebietes; denn nun wurde diese Region in die militärischen Auseinandersetzungen des Achtzigjährigen Krieges hineingezogen.

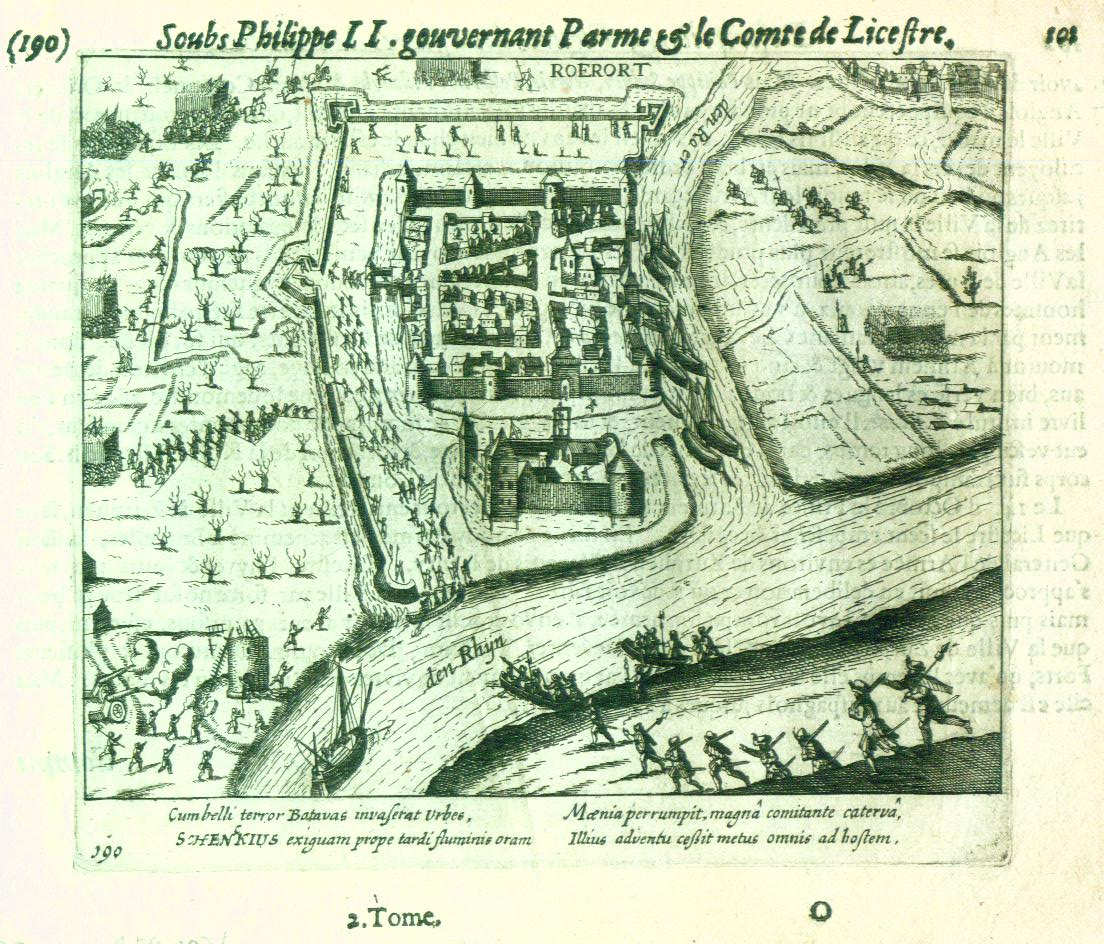
1587 Eroberung Ruhrorts durch spanische Truppen

Der Söldnerführer Martin Schenk von Nideggen, der sich zu der Zeit in Diensten der Niederlande befand, besetzte 1586 mit seiner Söldnertruppe das kurkölnische Rheinberg, legte eine starke Besatzung in die Stadt und versorgte die dort stationierten Truppen mit reichlich Proviant, damit die Stadt gegen die anrückenden spanischen Truppen unter Alessandro Farnese, dem Prinzen von Parma und spanischen Statthalter in den Niederlanden, verteidigt werden könnte. Obwohl Ruhrort zum Herzogtum Kleve gehörte, gelang es Nideggen in der Nacht des 26. Januar 1587, Söldner in die Stadt Ruhrort einzuschleusen und sich der Stadt zu bemächtigen. Anschließend wurden das Nonnenkloster in Duisburg-Duissern und das Prämonstratenserstift in Hamborn von Nideggens Söldnern niedergebrannt.
Das niederländisch besetzte Ruhrort wurde am 26. März 1587 im Achtzigjährigen Krieg von spanischen Truppen nach einer Belagerung erobert; die spanischen Truppen blieben bis 1589.

#### Der Achtzigjährige Krieg von 1598 bis 1609
Nach einigen Jahren relativen Friedens, in denen es gelang, das rechtsrheinische Ruhrgebiet weitgehend aus den Kampfhandlungen des Achtzigjährigen Krieges herauszuhalten, griff der Krieg wieder ab 1598 auf das Ruhrgebiet über.
Die Spanier verlegten 1598 Truppen ins Vest Recklinghausen und die Grafschaft Mark. Von General Francisco de Mendoza und seinen 24.000 Soldaten wurde unter anderem Recklinghausen eingenommen.

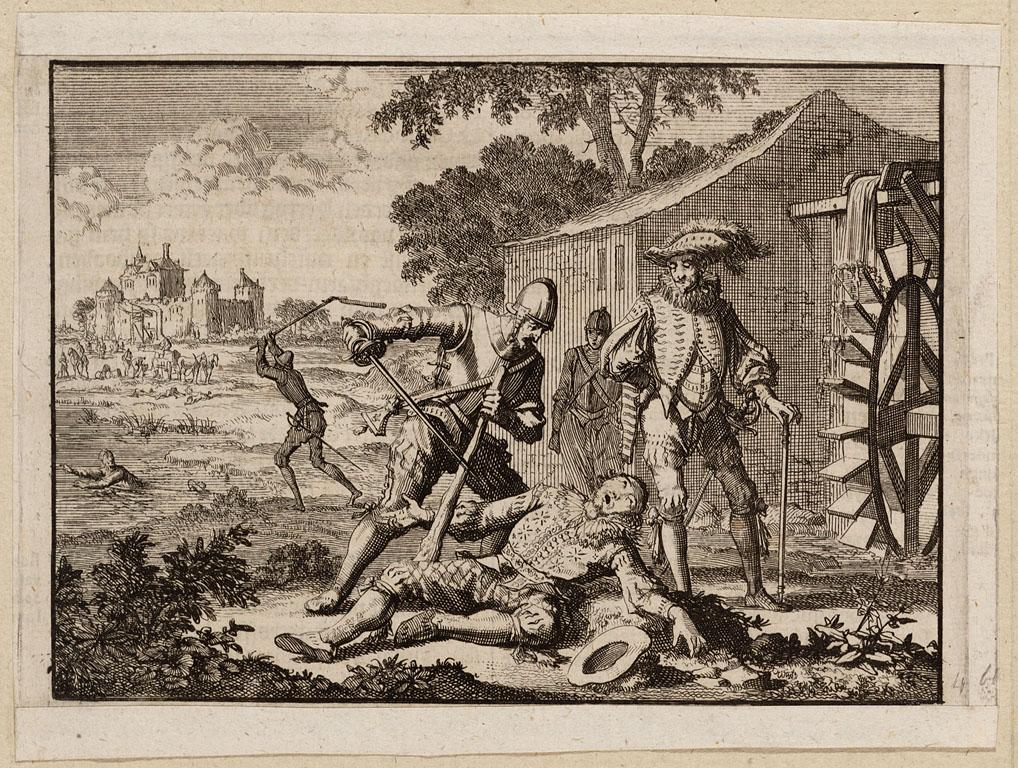
Ermordung Graf Wirichs VI. durch spanische Soldaten 1598; im Hintergrund die Burg Broich

Im heutigen Mülheim an der Ruhr wurde am 9. Oktober 1598 die Burg Broich nach einer Belagerung durch spanische Söldnertruppen in Stärke von 5000 Mann auf Befehl von Francisco de Mendoza erobert; die gesamte Burgbesatzung – einschließlich der Frauen und Kinder – wurde niedergemetzelt, der in spanische Gefangenschaft geratene Burgherr von Broich, Graf Wirich VI. von Daun-Falkenstein, am 11. Oktober ermordet.
Essen wurde am 20. Dezember 1598 von spanischen Truppen besetzt, die das Gebiet des Stifts Essen und der Abtei Werden plünderten. In der Stadt Essen wurden spanische Truppen einquartiert, die in der Stadt überwinterten. Im April 1599 zogen die Truppen gegen Zahlung eines „Zehrgeldes“ ab. Infolge der Besetzung Essens durch die spanische Garnison brach in der Stadt die Pest aus.

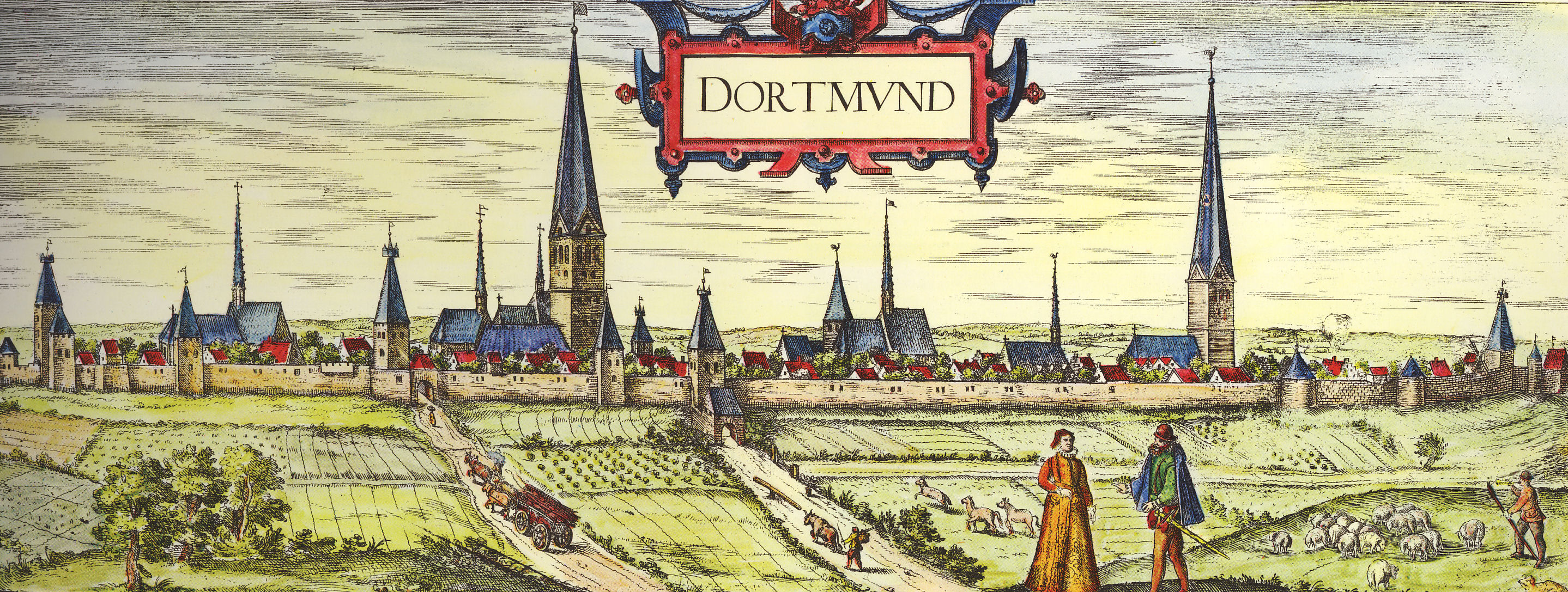
Dortmund um 1600

1598 und 1599 waren spanische Truppen in der Stadt Dortmund einquartiert; das Umland wurde geplündert. Castrop hatte beispielsweise stark unter den Plünderungen zu leiden. Wegen der spanischen Truppenunterbringung kam es zu einer Lebensmittelknappheit.
Im Verlauf eines von Moritz von Oranien geleiteten staatisch-niederländischen Feldzugs am Niederrhein gelang 1601 die Eroberung von Moers und Rheinberg; die niederländischen Söldner richteten auch im rechtsrheinischen Ruhrgebiet, so z. B. in Walsum, Schäden an.

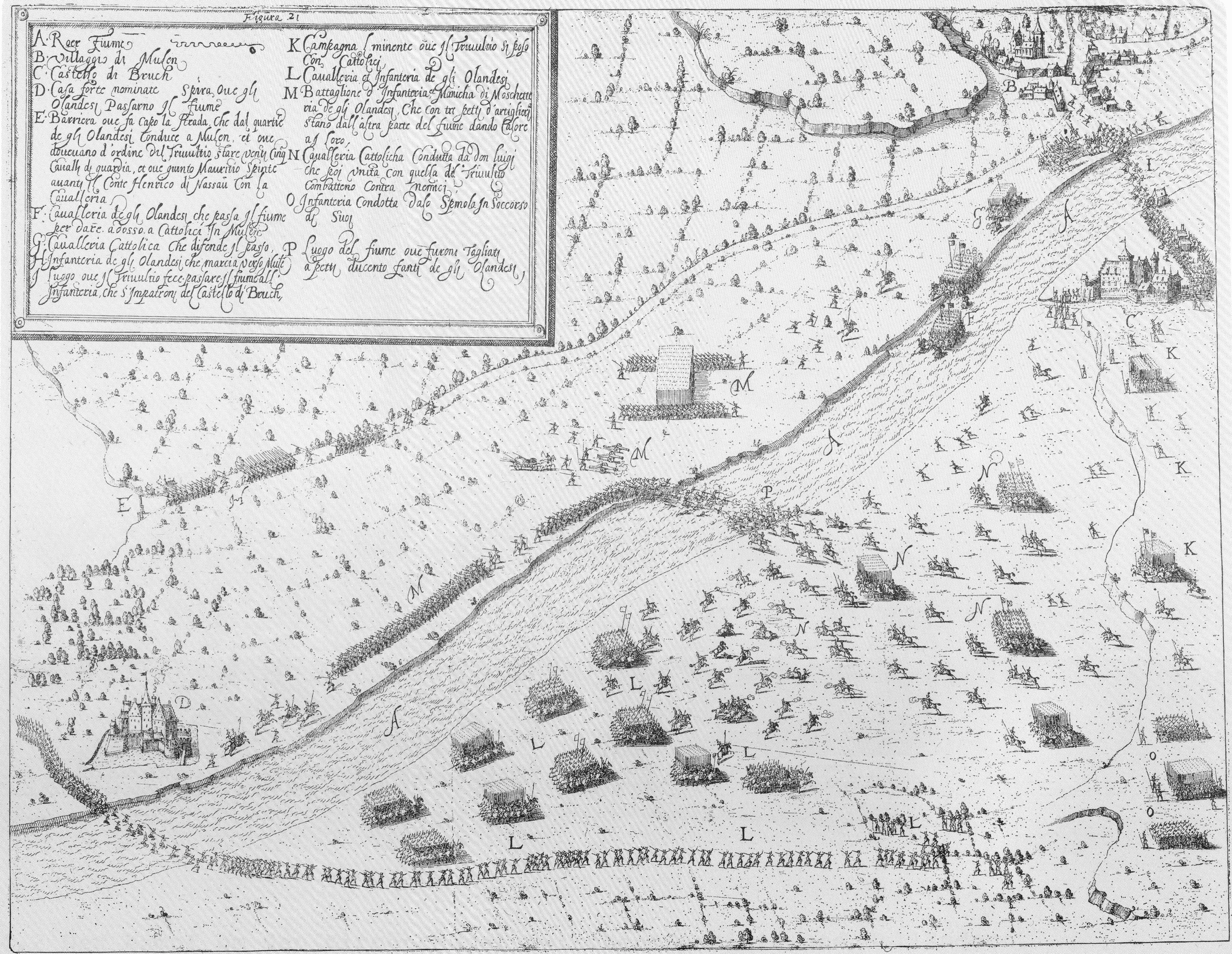
Die Schlacht bei Mülheim 1605

Im Verlaufe des Achtzigjährigen Krieges lagerte 1605 ein spanisches Heer von 20.000 Söldnern unter Ambrosio Spinola an der Mündung der Ruhr nahe Ruhrort. Von dort aus ließ Spinola die Stadt Mülheim und die Burg Broich durch Truppenteile besetzen. Die bei Wesel lagernden staatischen Truppen unter Moritz von Oranien griffen die spanischen Truppen an und besiegten sie in der Schlacht bei Mülheim. Auf die Nachricht hin, die spanische Hauptarmee rücke heran, zogen sich die staatischen Truppen zurück, und Mülheim blieb bis 1609 spanisch besetzt, bis staatische Truppen die Besatzung bei der zweiten Schlacht vertrieben.
Am 12. April 1609 einigten sich die Niederlande und Spanien in Antwerpen auf einen Waffenstillstand, der zwölf Jahre lang hielt, bis der Achtzigjährige Krieg im Zusammenhang mit dem Dreißigjährigen Krieg erneut aufflammte.

### Jülich-Klevischer Erbfolgestreit 1609–1614
Nachdem Herzog Johann Wilhelm am 25. März 1609 verstorben war, begann der Jülich-Klevische Erbfolgestreit, die Auseinandersetzung um sein Erbe, das aus den Herzogtümern Kleve, Jülich, Berg und den Grafschaften Mark und Ravensburg bestand. Am 10. Juni übernahmen Brandenburg und Pfalz-Neuburg, nachdem deren Truppen die Länder besetzt hatten, gemäß dem Dortmunder Rezess gemeinsam die Verwaltung der Gebiete. Durch die Einmischung Kaiser Rudolfs II., der die Annexion der Länder nicht anerkannte, und die daraus resultierende Einmischung Frankreichs, Spaniens und der Niederlande drohte der regionale Konflikt zeitweise zu einem europäischen Krieg zu eskalieren. Durch den Übertritt Wolfgang-Wilhelms von Pfalz-Neuburg zum Katholizismus und seine Heirat mit der Schwester des bayrischen Kurfürsten konnte der Konflikt entschärft werden. Im Vertrag von Xanten am 12. November 1614 einigte man sich auf eine Teilung des Erbes: Die Herzogtümer Jülich und Berg kamen an das Haus Pfalz-Neuburg, das Herzogtum Kleve und die Grafschaften Mark und Ravensberg wurden brandenburgisch-preußisch.

### Dreißigjähriger Krieg 1618–1648

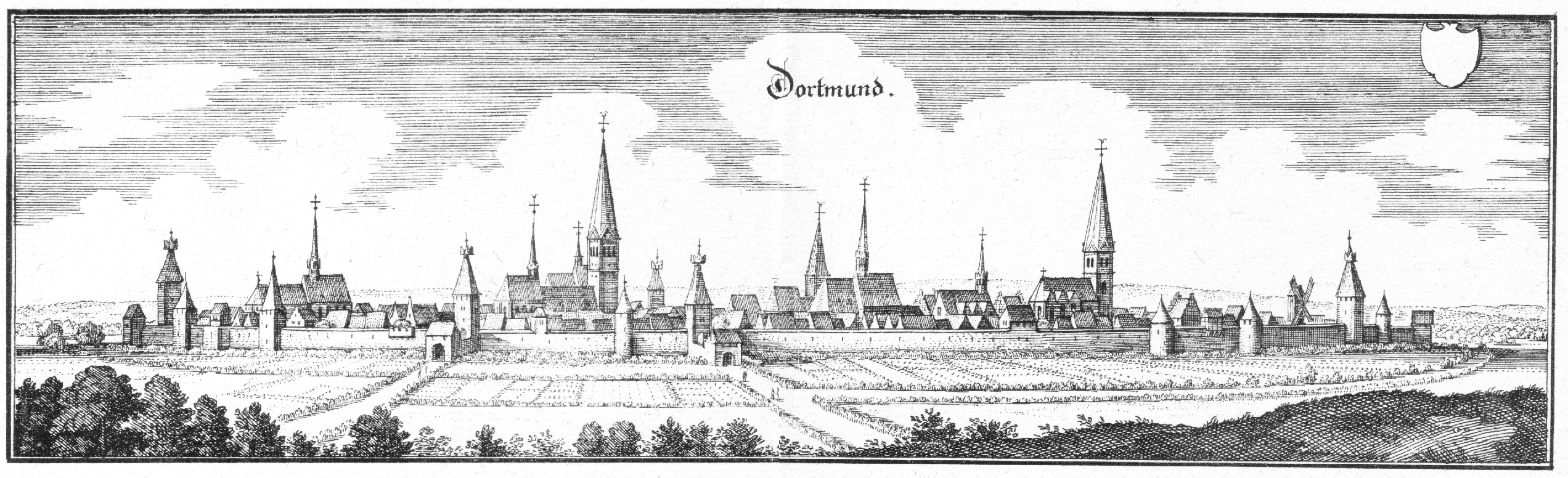
Dortmund 1647. Kupferstich Merians

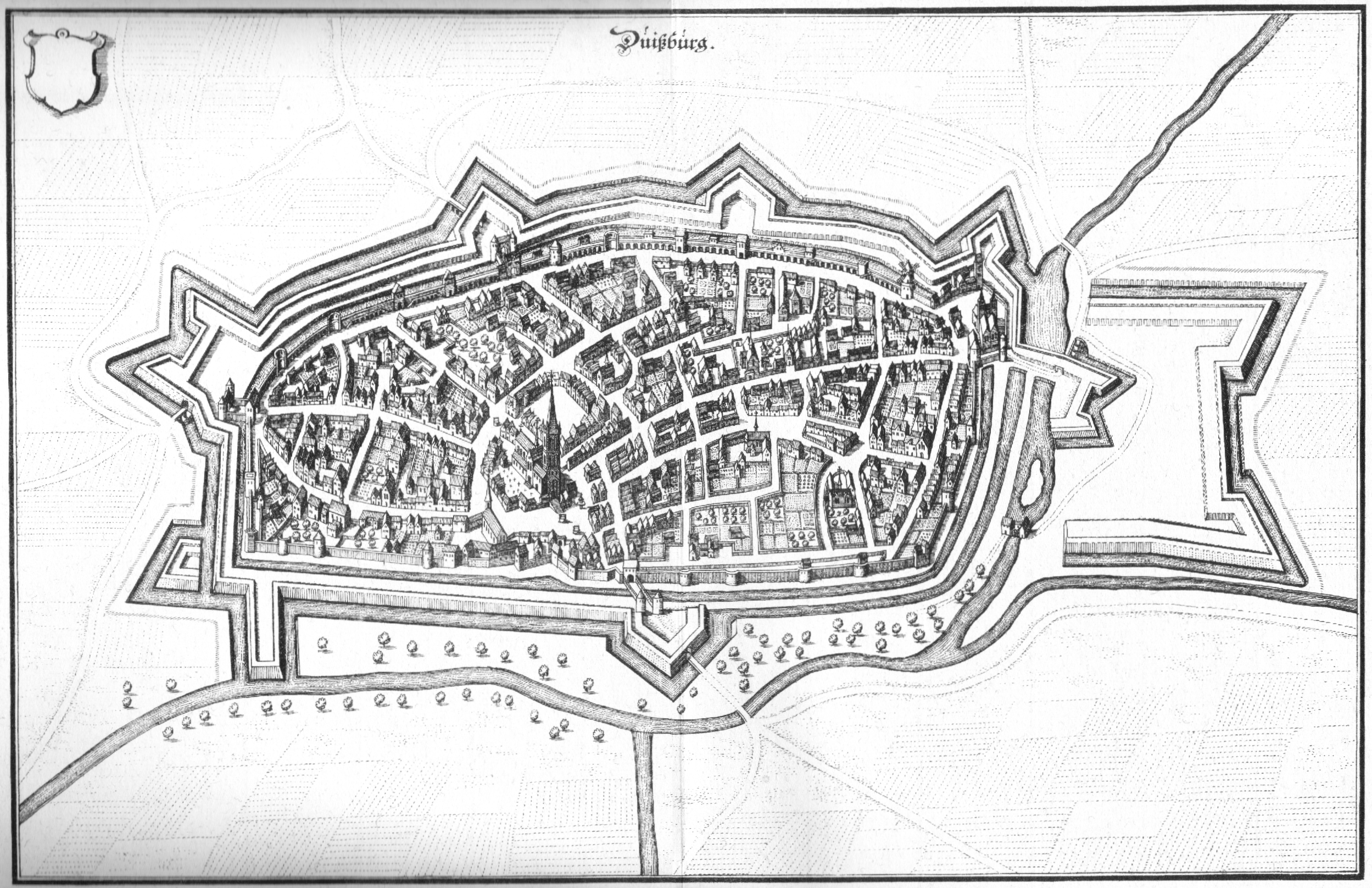
Duisburg 1647. Kupferstich Merians

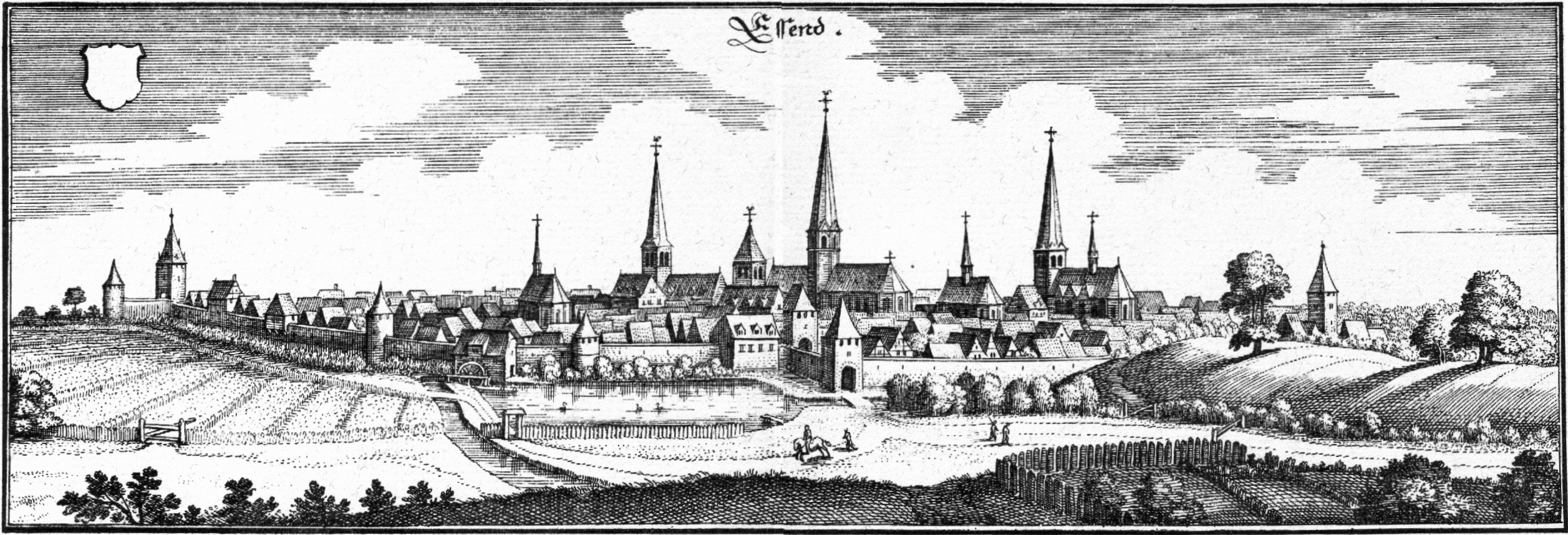
Essen 1647. Kupferstich Merians

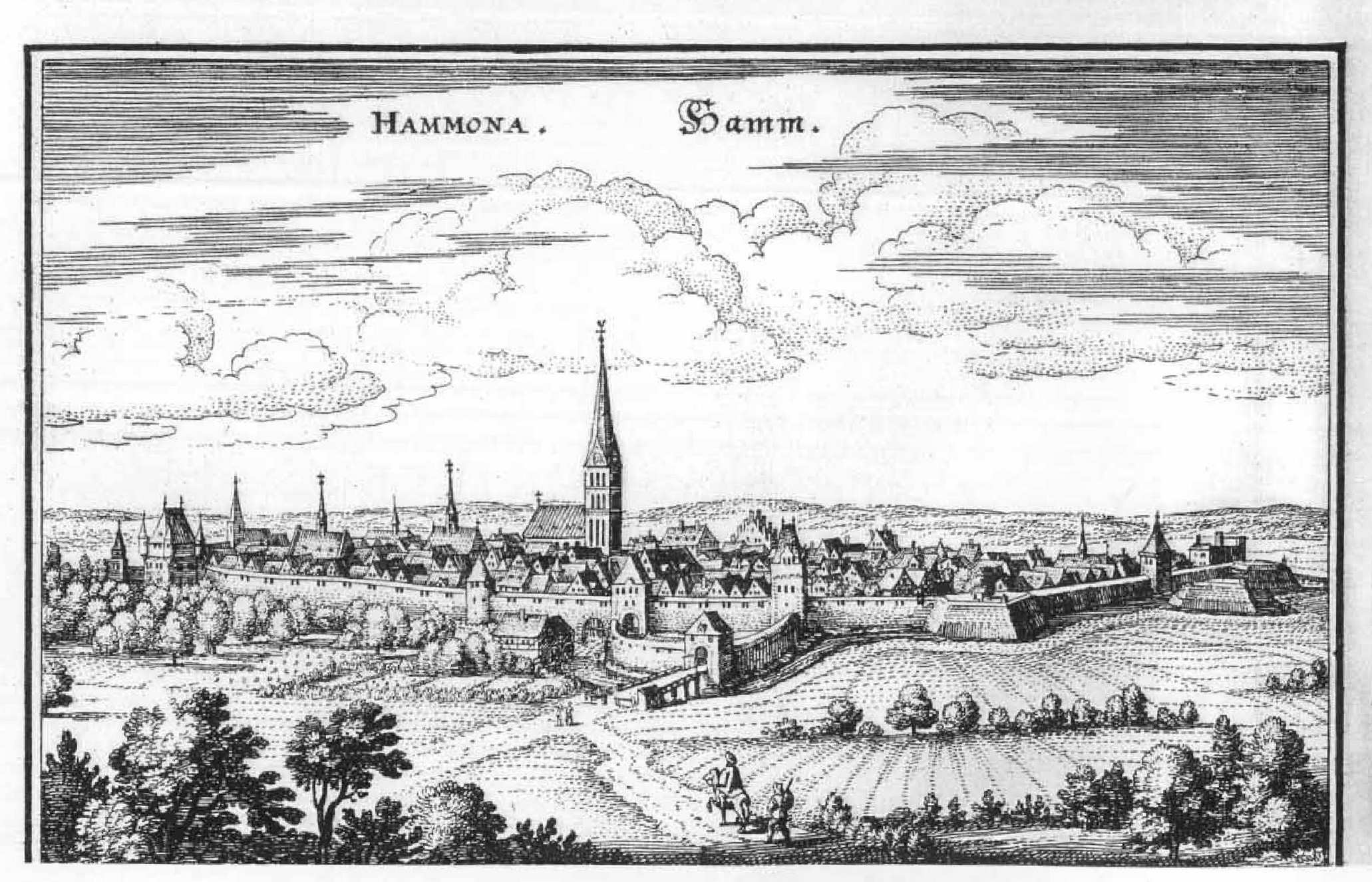
Hamm 1647. Kupferstich Merians, Ansicht von Norden über die Lippe hinweg auf das Münstertor. Links der Turm der landesherrlichen Burg

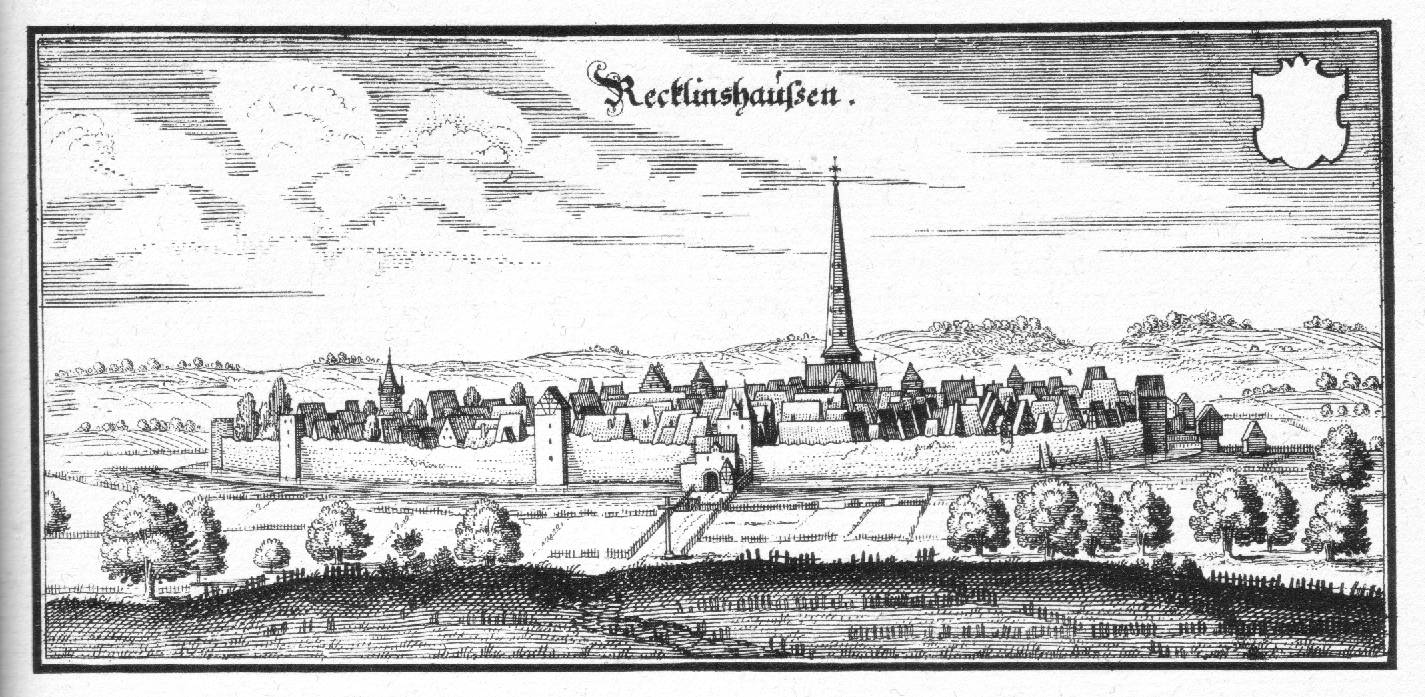
Recklinghausen 1647. Kupferstich Merians

Aus der Sicht des westlichen Ruhrgebietes und des Niederrheins war der Dreißigjährige Krieg lediglich eine neue Phase des Achtzigjährigen Krieges, der ja bereits seit Jahrzehnten auch im westlichen Ruhrgebiet ausgefochten wurde. Im Verlaufe des Dreißigjährigen Krieges wurden nun auch das mittlere und das östliche Ruhrgebiet Kriegsschauplätze. So wurde das reiche Dortmund wiederholt eingenommen und zu hohen Geldzahlungen an die katholischen wie evangelischen Heere gezwungen. Die Stadt wird bis zur Industrialisierung nicht mehr ihre alte Größe erreichen. Am Niederrhein wurden Duisburg und Wesel abwechselnd von niederländischen und spanischen Truppen besetzt. Nicht anders erging es Essen. Hamm wurde 1622 zunächst von spanischen Truppen der katholischen Liga besetzt, 1633 abgelöst durch protestantische Hessen und Schweden und 1636 schließlich erneut von kaiserlichen Truppen erobert.
Schon vor Beginn des Dreißigjährigen Krieges wurden in Essen Musketen hergestellt. Während im Jahre 1608 2700 Musketen produziert wurden, erlebte die Gewehrproduktion, der bedeutendste Essener Gewerbezweig dieser Zeit, durch den Krieg eine Blüte, die Produktion stieg im Jahre 1620 auf 14800 Stück und selbst in dem Jahrzehnt 1632 bis 1642 lag die Jahresproduktion stets zwischen 5000 und 7000 Stück.
1621 lief das Waffenstillstandsabkommen, das den Achtzigjährigen Krieg zwischen Spanien und den Generalstaaten unterbrochen hatte, ab und im Frühjahr 1622 begannen spanische Truppen ihren Angriff rheinabwärts. Die ersten Kriegssteuern setzten ein. General Gonzalo Fernández de Córdoba bezog mit seinen 10.000 Soldaten in der nördlichen Grafschaft Mark jeweils Winterquartier. Christian von Braunschweig-Wolfenbüttel erschien mit 10.000 Mann. Nach dem Sieg Tillys am 27. Juli 1623 bei Stadtlohn über die Truppen Christians von Braunschweig zogen sich die staatischen Truppen aus der Grafschaft Mark zurück und hielten nur noch Lünen, Unna und Kamen besetzt.
In einer besonders schwierigen Situation war Dortmund, da es eine protestantische Stadt war, die jedoch als Reichsstadt direkt dem katholischen deutschen König unterstellt war. Die Stadt versuchte eine neutrale Politik zwischen den konfessionellen Lagern zu betreiben, was sogar so weit ging, dass 1625 der Rat der Stadt allen Bürgern den Verlust ihres Bürgerrechtes androhte, falls sie sich als Söldner anwerben lassen würden.
In den Jahren 1621 bis 1624 war Duisburg nacheinander von spanischen bzw. in spanischen Diensten stehenden italienischen und verschiedenen deutschen Söldnertruppen sowie von pfalz-neuburgischen Truppen besetzt, die jeweils von der Stadt ernährt werden mussten und sich auf Kosten der Stadt und der Bürger zu bereichern suchten.
Nachdem Maria Clara von Spaur, Pflaum und Valör, die Äbtissin von Essen, die 1627 vor den protestantischen Truppen nach Köln geflohen war, ein Edikt bei Kaiser Ferdinand II. erwirkt hatte, dass die Stadt Essen wieder unter kirchliche Hoheit kommen sollte, besetzten am 27. April fünf Kompanien von Spanien bereitgestellter, italienischer Söldner die Stadt, um die Interessen der Äbtissin durchzusetzen. Am 1. Mai wurden die Essener Bürger entwaffnet, am 6. Mai nahm die Äbtissin die bis dahin evangelische Marktkirche symbolisch in Besitz. Nachdem nun ihrerseits die Essener Bürgerschaft am 27. August vom Kaiser ein Edikt erhalten hatte, dass die fremden Truppen abzuziehen seien und der entstandene Schaden der Stadt zu ersetzen sei, setzte die Äbtissin am 9. September den Rat der Stadt Essen ab und ernannte stattdessen katholische Ratsmitglieder, die am 13. November offiziell erklärten, dass Essen auf den Status einer reichsfreien Stadt verzichte. Die italienischen Truppen zogen im April 1629 ab.
Im Oktober 1628 eroberten staatische Truppen unter dem Befehl des Grafen von Styrum Ratingen und plünderten die Stadt. Im Juni 1629 massierten die Spanier Truppenverbände im Herzogtum Berg, allein 30 Kompanien waren in Mülheim einquartiert. Nachdem am 19. August 1629 den niederländischen Truppen die Eroberung von Wesel gelungen war, zogen sich die Spanier zurück und staatische Truppen besetzten das Herzogtum Berg.
1632 griffen die Kämpfe erneut auf das Ruhrgebiet über. Gottfried Heinrich zu Pappenheim besetzte mit katholischen Truppen Dortmund und verzichtete gegen ein Lösegeld auf die Niederbrennung der Reichsstadt. Auf seinem Zug durch die Grafschaft Mark wurden 70 adlige Häuser geplündert. Bis zum 17. Januar 1633 waren die Truppen der Liga in Dortmund stationiert, bis die Stadt gegen Zahlung von 20000 Reichstalern sich von der Besatzung freikaufte. Kaum hatten die Truppen der katholischen Liga die Stadt verlassen, öffneten die Bürger die Stadt für Truppen des protestantischen Landgrafen Wilhelm von Hessen. Während der mehr als dreijährigen Besetzung der Stadt durch hessische Truppen litt die Bevölkerung durch die steten Übergriffe der Soldaten. Nach einer einwöchigen Belagerung eroberten 1636 kaiserliche Truppen die Stadt. Die Bürger wurden entwaffnet, alle Kornvorräte wurden beschlagnahmt und die Stadt hatte hohe Kontributionszahlungen zu leisten, was viele Einwohner veranlasste, Dortmund zu verlassen.
Von Dortmund aus drangen die hessischen Truppen noch im Jahre 1633 nach Westen vor und besetzten Dorsten, das bis 1641 ihre Hauptoperationsbasis war, sowie Ruhrort. Die Stadt Duisburg konnte sich durch Sachlieferungen und Geldzahlungen von einer Besetzung freikaufen. Mittlerweile hatten niederländische Truppen, die bereits von Wesel an rheinabwärts den Niederrhein kontrollierten, 1632 Orsoy besetzt und 1633 Rheinberg. Zur besseren Kontrolle des Niederrheins besetzten die Niederländer im Februar 1636 Duisburg, dessen Neutralität bisher von den kriegführenden Parteien akzeptiert worden war. Als die niederländische Besatzung 1638 noch nicht abgezogen war, kündigte Spanien das Neutralitätsabkommen, was dazu führte, dass die Jahre 1638 bis 1645 für den Duisburger Raum die schwierigsten während des Krieges waren. Da die niederländische Besatzung zu schwach war, einen Überraschungsangriff abwehren zu können, geschweige denn das Umfeld der Stadt kontrollieren zu können, hielt man nur noch ein Stadttor geöffnet. Da die Spanier die Umgebung von Duisburg kontrollierten, konnten landwirtschaftliche Tätigkeiten im unmittelbaren Stadtumfeld nur unter dem Schutz größerer militärischer Einheiten stattfinden. Als die niederländischen Truppen im Juni 1644 abzogen und brandenburgische Truppen Duisburg besetzten, erklärten die Spanier Anfang 1645 Duisburg wieder zum neutralen Gebiet.
Hattingen wurde 1635 vom schwedischen Obristen Wilhelm Wendt zum Crassenstein mit 3.000 Soldaten eingenommen.
Der Westfälische Friede wurde 1648 unterzeichnet. Damit wurden sowohl der Dreißig-, wie der Achtzigjährige Krieg formal beendet.
Zur Sicherung der Zahlung von reichsweit insgesamt 5 Millionen Talern an Schweden blieb die den Friedensvertrag mit unterzeichnende Reichsstadt Dortmund noch zwei weitere Jahre bis zur Zahlung hoher Geldsummen von schwedischen Truppen, die in der Grafschaft Dortmund einquartiert waren, und kaiserlichen Truppen, die ihr Quartier in der Stadt Dortmund hatten, besetzt. Nach Erfüllung der Forderungen zogen am 4. April 1650 die schwedischen Truppen ab und am 27. Juli 1650 die kaiserlichen Truppen. In Duisburg, das von brandenburgischen Truppen besetzt war, waren durch Durchsetzung der festgelegten Zahlungen an Schweden vom April 1649 bis November 1650 zusätzlich schwedische Truppen einquartiert.
Auch am Niederrhein waren noch lange niederländische Truppen präsent.

### Hexenverfolgung
In Dortmund wurde 1451 eine Frau als angebliche Zauberin lebendig unter dem Galgen begraben. Bei Walsum wurden 1513 acht Personen als Zauberer verbrannt. 1514 wurde auf dem Segensberg in Hochlar eine der Hexerei bezichtigte Frau hingerichtet. Drost Graf von Schaumburg ließ die Angeklagte beschuldigen, einen kalten Winter verursacht zu haben.
In Duisburg nahm ein Hexenprozess 1536 einen gerechten Verlauf. Als eine Frau Wetzel des Milchzaubers beschuldigt wurde, sie sei eine Molketoeversche, wurde schließlich die Denunziantin, Frau Angerhausen, als Verleumderin verurteilt. Sie hatte deshalb 3000 Steine zum Markt zu tragen. In Duisburg wurde im Oktober 1561 Agnes Muiseltz der Hexerei verdächtigt, gefoltert und in der Ruhr der Wasserprobe unterzogen.
Die Hexenprozesse im Vest Recklinghausen erreichten 1580 und 1581 einen Höhepunkt. Hinrichtungsstätten waren auf dem Segensberg in Hochlar und auf dem Stimberg in der Haard bei Oer. 44 Personen, überwiegend Frauen, wurden auf Scheiterhaufen verbrannt. 1650 widerstand Trine Plumpe der Folter.
Im Märkischen Witten wurden zur selben Zeit sechs Frauen und ein Mann Opfer des Hexenwahns. In einem Zaubereiprozess wurde 1647 der Wittener Bauer Arndt Bottermann für schuldig erklärt und hingerichtet. Der Fall des Arndt Bottermann ist einer der wenigen Prozesse, die in der Grafschaft Mark stattfanden.
Die Dortmunderin Anna Coesters wurde 1581 am Kuckelkenmühlenteich der Wasserprobe unterzogen. Da sie auf dem Wasser trieb, wurde sie der Zauberei angeklagt, gefoltert und schließlich verbrannt. Noch im selben Jahr wurden vier weitere Personen in der Grafschaft Dortmund wegen angeblicher Zaubereien enthauptet.
1593 kam es in Dortmund erstmals seit 1581 erneut zu einer Kette von Anklagen und Hinrichtungen wegen Zauberei und Hexerei, der im Laufe des Jahres 15 Menschen zum Opfer fielen. Ab Ende 1593 fanden in Dortmund keine weiteren Hexenprozesse mehr statt.
In der Freiheit Horst an der Emscher – heute ein Stadtteil von Gelsenkirchen – kam es 1609 zu einem Hexenprozess, dem fast eine ganze Familie zum Opfer gefallen wäre. Die Tochter des Bauern Johann Notthoff und seiner Frau Hille zeigte beim zuständigen Richter auf Schloss Horst an, ihr Vater würde in im Dorf umlaufenden Gerüchten der Zauberei beschuldigt. Johann Notthoff meldete sich, neben einigen anderen ebenfalls Beschuldigten, kurze Zeit später freiwillig zur Wasserprobe im Mühlteich. Auch zwei Einwohner, die die Gerüchte in Umlauf gebracht hatten, mussten sich dieser Probe unterziehen. Alle schwammen trotz Fesselung an der Wasseroberfläche, was als Beweis für Hexerei gewertet wurde. Zur Kontrolle wurde ein Unbeteiligter ebenfalls ins Wasser geworfen, der versank, aber gerettet werden konnte. Um sich vom Vorwurf der Hexerei zu befreien, meldeten sich Frau und Kinder des Johann Notthoff sofort ebenfalls zur Wasserprobe; alle schwammen oben und wurden zum weiteren Verhör in die Kellerverliese von Schloss Horst verbracht. Dieses Verhör wurde zunächst gütlich, danach „peinlich“, also mit Folter durchgeführt. Die Eltern wie auch die 13- und 14 Jahre alten Kinder gestanden Hexerei, Tanz und Unzucht mit dem Teufel. Außerdem nannten sie eine Reihe von Mittätern. Ein Fluchtversuch von Hille Notthoff misslang; einen Tag später wurde sie wieder aufgegriffen. Sie und die anderen Beschuldigten wurden zum Tode verurteilt. Johann und Hille Notthoff wurden zunächst erwürgt, anschließend ihre Körper verbrannt. Die noch minderjährigen Kinder wurden vom Schlossherrn Dietrich von der Recke begnadigt und einer christlichen Familie zur Obhut und Umerziehung anvertraut. Vier Jahre später meldete sich Röttger Schniering, ein Bauer aus dem benachbarten Brauck, dessen Name bei den Verhören 1609 gefallen war und der sich deshalb seitdem ebenfalls zahlreichen Gerüchten ausgesetzt sah, freiwillig beim Horster Richter zur Wasserprobe. Auch er schwamm oben, wurde verhaftet und unter Folter verhört. Auch er gestand und wurde hingerichtet.
Im wenig später beginnenden Dreißigjährigen Krieg hatte die Hexenverfolgung in Mitteleuropa einen Höhepunkt. Auch in Westfalen fanden viele Hexenprozesse statt. So wurden im Amt Werne 30 Menschen im Jahr 1629 Opfer der Hexenverfolgung. Der letzte von insgesamt 130 Hexenprozessen im kölnischen Vest Recklinghausen seit 1514 fand in Westerholt statt.

### Anfänge des Bergbaus
Die früheste Regelung des Bergbaus im Ruhrgebiet bildet die Jülich-Clevische Bergordnung, die am 24. April 1542 erlassen wurde und bis etwa 1750 in Kraft blieb. Da der Landesherr über das Bergregal verfügte, wurde festgelegt, dass dieses Recht für bestimmte Grubenfelder gegen Zahlung des Bergzehnten verliehen werden konnte.
Für Steele wurden 1576 ertragreichen Kohlengruben im Städtebuch von Bruyn und Hugenberg genannt.
Die älteste Erwähnung des Bergbaus in Witten stammt aus dem Jahre 1578, als sich die Grundherren von Haus Berge und Burg Steinhausen darauf einigten, dass der Kohlebergbau wegen der angerichteten Verwüstungen einzuschränken sei und nicht mehr Kohle gefördert werden dürfe, als die Stadt Witten verbrauche.
Für Holzwickede erscheint der fortgeschrittene Bergbau erstmals urkundlich, als Drost Bernhard von Romberg 1598 mit dem Kallberg sampt dem Erftstollen (Erbstollen) belehnt wurde.

## Epoche des Absolutismus

### Kriege und territoriale Entwicklung

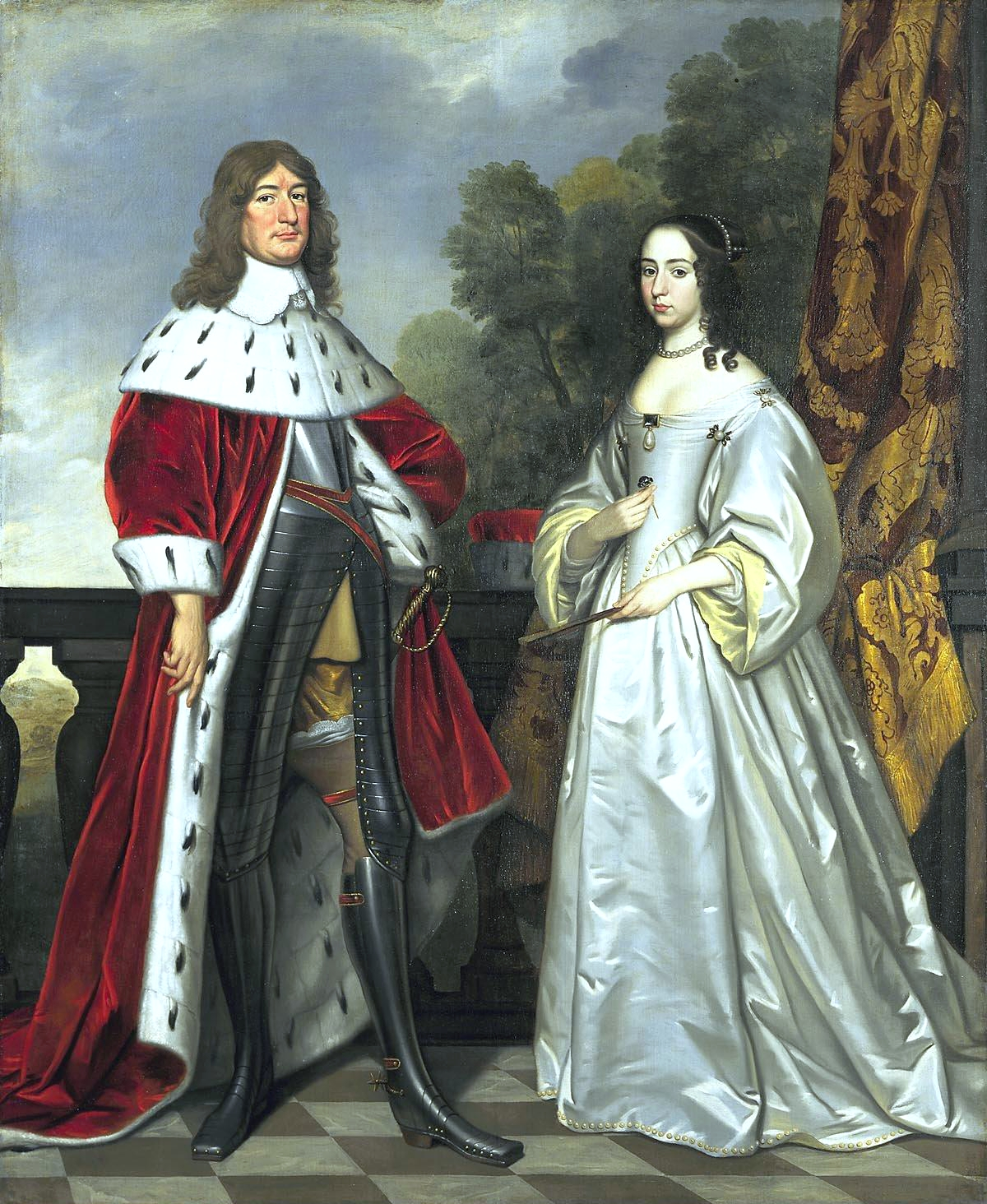
Friedrich Wilhelm I. und seine Gattin Luise Henriette von Nassau, um 1647

#### Der „Kuhkrieg“ von 1651
Kurfürst Friedrich Wilhelm von Brandenburg warf dem Herzog von Jülich-Berg Wolfgang Wilhelm vor, dieser habe sich nicht an die im Duisburger Vergleich von 1648 vereinbarten Rechte der einzelnen Konfessionen in den Herzogtümern gehalten. Dieser Vorwurf diente dem Brandenburger als Vorwand, einen Krieg gegen Jülich-Berg zu beginnen, wobei Friedrich Wilhelm hoffte, sich der Herzogtümer Jülich-Berg bemächtigen zu können. In Duisburg-Kaßlerfeld zog er eine Armee von gerade einmal 4000 Mann zusammen und zog mit ihr in ein Lager bei Angerort, von wo er in einem Handstreich versuchte, die Stadt Düsseldorf zu erobern, was jedoch misslang. Die klevisch-märkische Ständeversammlung ergriff Partei gegen ihren eigenen Landesherrn, der Vertreter der Stadt Duisburg schlug sogar vor, man solle die niederländische Regierung bitten, mit Truppen die Stadt Duisburg zu besetzen. Auf Vermittlung des Kaisers hin bequemte sich Friedrich Wilhelm, den „Kuhkrieg“ zu beenden und die brandenburgischen Truppen abzuziehen.

#### Beendigung des Erbstreites um die Herzogtümer 1666

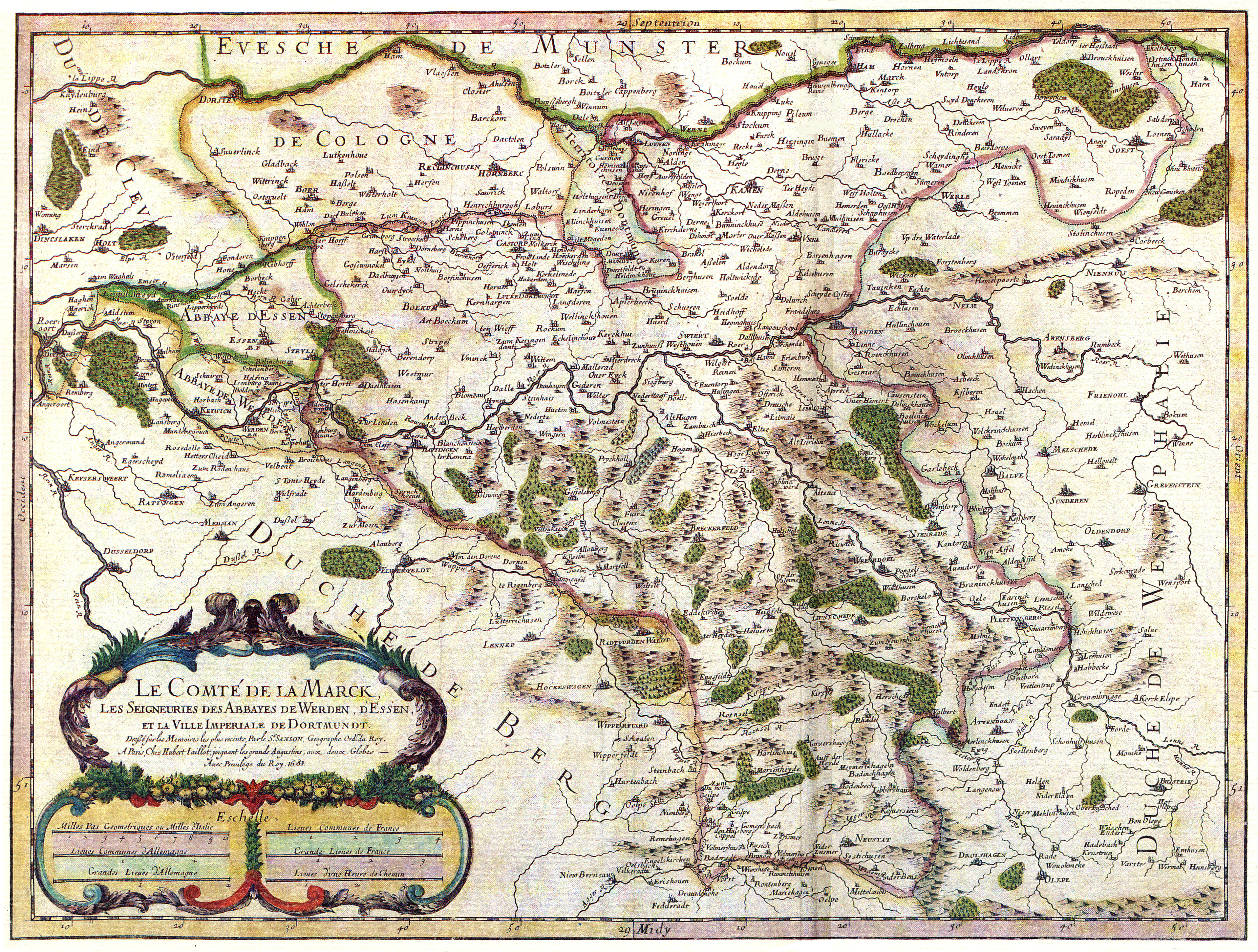
Karte des Ruhrgebietes 1681

Nachdem es Friedrich Wilhelm von Brandenburg nicht gelungen war, die Herzogtümer Jülich und Berg zu erobern, bahnte der Vergleich zu Dorsten vom 4. Februar 1665 eine friedliche Lösung des Erbstreites an. Am 9. September 1666 konnte in Duisburg der endgültige Erbvergleich zwischen den streitenden Fürsten erreicht werden. Pfalz-Neuburg blieb im Besitz der Herzogtümer Jülich und Berg sowie der Herrschaften Winnenthal und Breskesand. Das Herzogtum Kleve und die Grafschaft Mark blieben brandenburgisch. In religiösen Fragen einigte man sich darauf, den Stand des Jahres 1624 zur Grundlage der Religionszugehörigkeit zu machen, jedoch musste die freie Religionsausübung der evangelischen Einwohner in Kleve und Berg gesichert werden. Bereits 1609 hatten sich die märkischen, klevischen und jülich-bergischen Stände zu einem gemeinsamen Vorgehen in der Erbstreitigkeit abgesprochen, 1627 sogar ein „Ewiges Erbverbündnis“ geschlossen, so dass die Huldigung des neuen Herrschers Friedrich Wilhelm durch die Stände erst nach erheblichen Zugeständnissen erfolgte. Nach zahlreichen Versuchen von Seiten Pfalz-Neuburgs, diese Regelung zu unterlaufen, gelang es nach zahlreichen und zähen Verhandlungen erst am 6. Mai 1672 in Kölln, einen Religionsvertrag zwischen Brandenburg und Pfalz-Neuburg die Herzogtümer Jülich und Berg betreffend abzuschließen.

#### Auswirkungen des „Holländischen Krieges“ 1672 bis 1679
1672 fielen während des Französisch-Niederländischen Kriegs französische Soldaten unter Marschall Turenne in das Ruhrgebiet ein. Nachdem Kurfürst Friedrich Wilhelm aufseiten der Niederländer in den Krieg eingetreten war, besetzten im Herbst 1672 französische Truppen die Stadt Duisburg, woraufhin fast alle Studenten und ein Großteil der Bevölkerung die Stadt verließen. Bei ihrem Vormarsch nach Westfalen brannten die Franzosen zum Beispiel im Februar 1672 Haus Steinhausen bei Dortmund nieder. Das Dorf Meiderich wurde beim Durchzug französischer Truppen im Juni 1672 niedergebrannt.
Anfang Juni 1673 schloss Friedrich Wilhelm Frieden mit Frankreich, woraufhin am 15. Juni 1673 die französische Besatzung aus Duisburg abgezogen wurde, jedoch blieben Wesel und Rees weiterhin von französischen Truppen besetzt.
Zwar trat Brandenburg 1674 wieder in den Krieg gegen Frankreich ein, jedoch verlagerte sich in den Folgejahren der Kriegsschauplatz nach Südwestdeutschland. Ab 1677 gab es erneut Vorstöße französischer Truppenverbände an den Niederrhein, denen Anfang 1679 die Eroberung der Stadt Neuß gelang.

#### Auswirkungen des „Pfälzischen Erbfolgekrieges“ 1688–1697
Nach dem Tode des Kurfürsten Karls II. 1685 starb das Haus Pfalz-Simmern aus und Philipp von Pfalz-Neuburg trat das Erbe an, jedoch forderte Ludwig XIV. ein Teil des Erbes für seine Schwägerin Elisabeth Charlotte von Orleans. Entgegenkommen signalisierte Ludwig in der pfälzischen Frage, wenn der ihm genehme Wilhelm von Fürstenberg zum Erzbischof von Köln gewählt würde. Als der Kaiser auf den Vorschlag nicht einging, brach der Krieg aus. Von Wesel aus setzten brandenburgische Truppen über den Rhein und schlugen kur-kölnische und französische Verbände im März 1689 in einer Schlacht bei Neuß. Daraufhin zerstörten die Franzosen zahlreiche Schlösser und brannten einige Orte, darunter Andernach und Ahrweiler, nieder. Im Mai 1689 kapitulierten die kölnischen Truppen, die die Festung Rheinberg besetzt hatten, vor den brandenburgischen Truppen.

### Landesausbau und Anfänge der Industrialisierung

#### Verwaltung
Friedrich Wilhelm I. verlieh 1739 Herdecke die Stadtrechte.

#### Schulen und Universitäten
Am 14. Oktober 1655 wurde nach der vorläufigen Übernahme des Herzogtums Kleve und der Grafschaft Mark durch Friedrich Wilhelm, den Kurfürsten von Brandenburg, in Duisburg eine Universität errichtet. Die Universität, die protestantisch-reformiert geprägt war, bekam vier Fakultäten, die Theologische, Juristische, Medizinische und die Philosophische Fakultät. Den Kern der Universitätsgebäude bildete das ehemalige Katharinenkloster, die Friedhofskapelle auf dem Salvatorkirchhof diente ab 1659 als zweites Auditorium. Der erste Rektor der Universität war Johannes Clauberg, der von 1655 bis 1665 an der Theologischen Fakultät lehrte. Die alte Duisburger Universität wurde am 7. November 1818 aufgelöst, weil die Universität Bonn als Nachfolgeuniversität für die Rheinprovinz gegründet wurde. Die Bibliotheksbestände, das Szepter und alle anderen Insignien der Universität Duisburg mussten an die Universität Bonn übergeben werden.
Das Akademische Gymnasium Hamm nahm am 28. Mai 1657 seinen Lehrbetrieb auf, nachdem Kurfürst Friedrich Wilhelm von Brandenburg 1655 die Gründung einer weiteren reformierten Hochschule in seinen westlichen Territorien erlaubt hatte.
1781 wurden das akademische Gymnasium Hamm und die ältere Lateinschule Hamm zusammengelegt zum ersten humanistischen Gymnasium Westfalens, dem Königlichen Gymnasium Hamm – heute Gymnasium Hammonense. Die Fakultäten wurden aufgelöst und das neue Gymnasium zum Vorbild aller protestantischen Gymnasien in der Grafschaft Mark und dem Herzogtum Kleve.

#### Anfänge des Zeitungswesens
Von 1732 bis 1757 erschien in Duisburg die Zeitung „Adress- und Intelligentz-Zettel“ mit dem umständlichen, hier auch nur gekürzt wiedergegebenen Namen „Wochentliche duisburgische auf das Interesse der Commercien, der clevischen, geldrischen, moers- und märckischen, auch umliegenden Landes Orten, eingerichtete Adress- und Intelligentz-Zettel: woraus zu ersehen: was an beweg- und unbeweglichen Gütern zu kauffen und zu verkauffen, imgleichen was für Sachen zu verleyhen, zu lehnen, zu verspielen […]“.
In Essen erschien die erste Zeitung 1736. Unter dem Titel „Neueste Essendische Nachrichten von Staats- und Gelehrten Sachen“ wurde sie vom Buchdrucker Johann Heinrich Wißmann herausgebracht. 1775 übernahm Zacharias Gerhard Diederich Baedeker die Druckerei und den Verlag.
1769 erschienen erstmals die „Dortmundischen vermischten Zeitungen“, die von Gottschalk Dietrich Baedeker, einem Mitglied der Essener Buchdruckerfamilie Baedeker, herausgegeben wurde. Die Zeitung erschien zweimal wöchentlich und war die erste Zeitung in der Stadt.
1798 begründete der Liberale Arnold Mallinckrodt in Dortmund den „Westfälischen Anzeiger“, das führende Presseorgan der Zeit in Westfalen. Zu den Mitarbeitern gehörte auch Carl Arnold Kortum. Vorläufer des Westfälischen Anzeigers war das ab Frühjahr 1796 vierteljährlich erscheinende „Magazin von und für Dortmund“, welches ein Jahr später in „Magazin für Westfalen“ umbenannt wurde. Ab 1798 bis 1809 erschien das Magazin nun zweimal wöchentlich unter dem Titel „Westfälischer Anzeiger“.

#### Ausbau der Verkehrswege
Ruhrorter Hafen
Zwar gab es 1661 in Ruhrort bereits eine Schiffergilde, doch der gezielte Ausbau eines Hafens begann erst Anfang des 18. Jahrhunderts. Nachdem 1712 eine erste Helling, also ein Schiffsbauplatz, angelegt worden war, begann man 1715 mit der Errichtung eines 5000 Quadratmeter großen Hafenbeckens, in dem die Rhein- und Ruhrschiffe überwintern konnten. 1716 beschloss der Ruhrorter Magistrat den Bau eines Hafens, der zur Keimzelle der heutigen Duisburg-Ruhrorter Häfen wurde. Wegen der chronischen Finanzknappheit Ruhrorts zogen sich die Arbeiten Jahrzehnte hin, so konnte der Magistrat erst am 5. Dezember 1752 der Regierung melden, dass der Hafen fertig sei. Ein erstes Kohlenmagazin wurde 1748 errichtet, um die Umladung der Kohle von Ruhr- auf Rheinschiffe zu optimieren.
Nach Verhandlungen der Stadt Duisburg mit dem Weseler Reeder Gisbert Koch wurde im Jahre 1674 ein ständiger Fracht- und Personenverkehr zwischen Duisburg und Nimwegen eingerichtet, den man Börtschifffahrt nennt. Den Höhepunkt erlebte die Börtschifffahrt im 18. Jahrhundert, als Duisburg ein zentraler Warenumschlagplatz wurde.
Schiffbarmachung der Ruhr

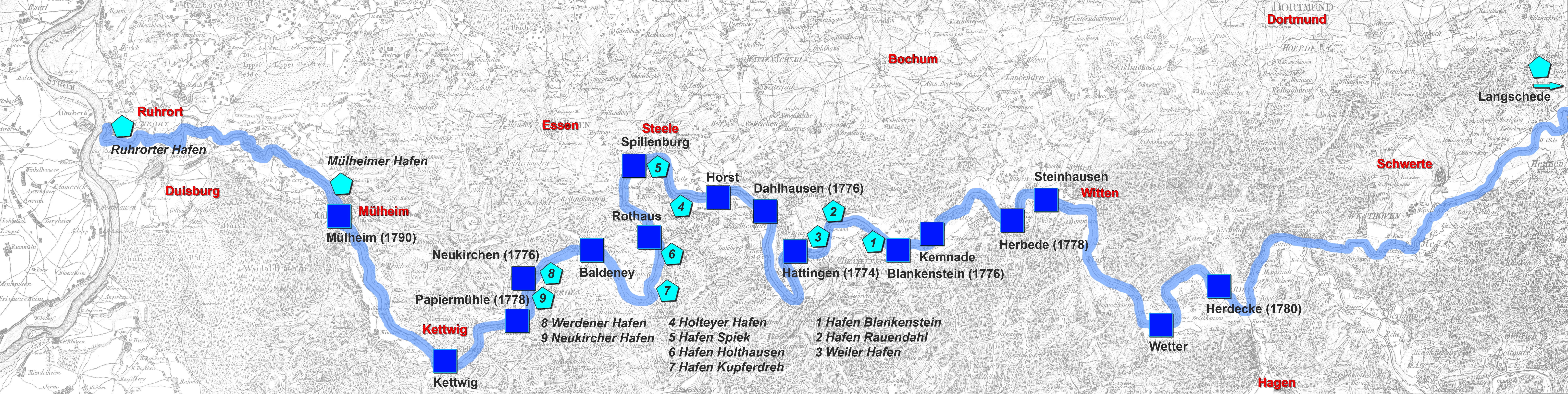
Übersicht über die schiffbar gemachte Ruhr

Zwischen 1773 und 1780 wurden 16 Schleusen gebaut, so dass die Ruhr über 74 Kilometer schiffbar wurde und zum Haupttransportweg für die im Ruhrtal geförderte Kohle wurde. Entlang dieser Strecke gab es wegen des zum Teil niedrigen Wasserstandes der Ruhr 86 Kohlenlager. Der Mülheimer Hafen wurde zum Hauptumschlagplatz für die Ruhrkohle, und Mülheim war 1849 mit 10700 Einwohnern die bevölkerungsreichste Stadt des Ruhrgebiets.
Im Jahre 1784 hatten einige Hattinger Zechen einen gemeinsamen Schiebeweg bis zur Ruhr angelegt und am Ruhrufer eine Kohleverladestation errichtet. 1787 wurde dieser Rauendahler Schiebeweg mit eisernen Schienen ausgebaut, wodurch die erste „Eisenbahnstrecke“ in Deutschland entstand. Er war die erste von etlichen Pferdeeisenbahnen nach englischem Vorbild im Ruhrtal. An der Planung waren der Bergrat Eversmann und Oberbergrat Freiherr vom Stein beteiligt. 1828 wurde der Schiebeweg zu einer der ersten Pferdebahnen des Ruhrgebietes umgebaut.
Straßenbau
Mitte des 18. Jahrhunderts gab es nur wenige und schlecht ausgebaute Straßen im Ruhrgebiet, ein in Ansätzen vorhandenes Straßennetz gab es lediglich südlich der Hellwegzone und diente zum Abtransport der Kohle ins bergische Industriegebiet. Dabei waren die Straßen in derart schlechtem Zustand, dass der Transport der Kohle auf Packpferden weit verbreitet war. Der planmäßige Bau von Chausseen begann erst im letzten Viertel des 18. Jahrhunderts. Von 1776 bis 1778 wurde der Gahlener Kohlenweg von der Ruhr über Bochum, Eickel und Buer nach Gahlen an der Lippe gebaut. 1788 begann der Chausseebau entlang des alten Hellwegs in der preußischen Grafschaft Mark von Unna über Hörde zu den dortigen Kohlegruben und weiter nach Crengeldanz. Auch hier trieb der Freiherr vom Stein die Planung voran. Zwei Jahre später wurde mit der Essener Fürstäbtissin der Fortbau über das Stiftsterritorium als Verbindung zum preußischen Gebiet Kleves vereinbart.

#### Vorphase der Industrialisierung
Bergbau vor 1800

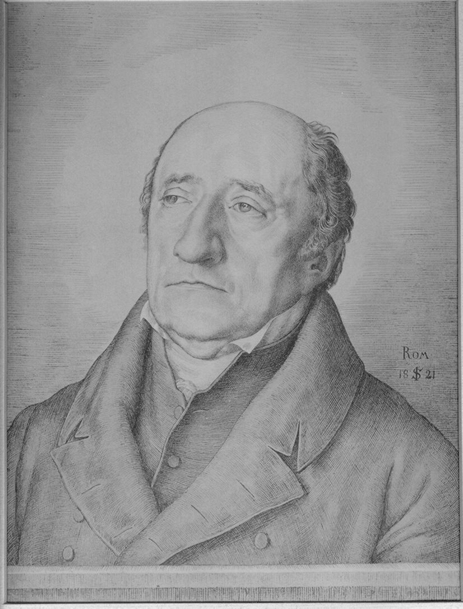
Freiherr vom Stein

Als staatliche Aufsicht über den Bergbau wurde in der Grafschaft Mark 1632 als Bergmeister Dietrich von Diest eingesetzt, der sein Amt bis 1661 ausübte. Ab 1681 wurden regelmäßig Oberbergvögte als Kontrollaufsicht eingesetzt, von 1681 bis 1716 Dr. Peter König, ihm folgte im Amt sein Sohn Dr. Simeon König von 1716 bis 1721.
Das älteste Zeugnis einer Zeche in Hattingen stammt vom 23. März 1677, womit dem Bauern Heinrich Köllermann das Recht verliehen wurde, ein Flöz abzubauen. Auch die zweitälteste Zeche Hattingens wurde 1698 von Köllermann gegründet.
In den preußischen Gebieten des Ruhrgebiets wurde der Ausbau der regionalen Wirtschaft vor allem durch die merkantile Politik Friedrich Wilhelms I. gefördert.
Eine vom preußischen Staat in Auftrag gegebene Untersuchung des Zustandes des märkischen Kohlenbergbaus durch August Heinrich Decker ergab 1737, dass die Zechen zu klein waren und zumeist nur durch die das Land besitzenden Bauern als Nebenerwerb betrieben wurden. Am 18. Juli 1737 trat eine neue Bergordnung „für die Clevischen und angehörigen Lande, besonders die Grafschaft Mark“ in Kraft. In diesem Zusammenhang wurde 1738 das Märkische Bergamt in Bochum gegründet, das die Neuvermessung und Neuvergabe der Grubenfelder, die Kontrolle der technischen Einrichtungen und die Kontrolle der Produktions- und Verkaufsmengen übernahm. Die Bergordnung unterstellte die Zechen der völligen Kontrolle durch das Bergamt. Es war der Beginn der Phase des staatlichen Dirigismus im Steinkohlenbergbau, erst während der Industrialisierung wurde der starke staatliche Einfluss abgebaut.
Zu den größten Stollenzechen der Grafschaft Mark zählt 1738 die Zeche „Glückauf“ in Gennebreck mit 17 Beschäftigten.
1754 ergab eine Erhebung für die Grafschaft Mark, dass 110 aktuell fördernde Zechen mit 688 Bergarbeitern existierten. Während es in Witten nur zwei Zechen mit neun Arbeitern gab, lag der Schwerpunkt der Kohleförderung in den damaligen Ämtern Wetter (20 Zechen mit 169 Bergleuten) und Blankenstein (24 Zechen mit 149 Bergarbeitern).
Friedrich II. beauftragte 1755 Ludwig Philipp vom Hagen und Johann Friedrich Heintzmann mit der Ausarbeitung einer neuen Bergordnung und der Knappschaftsbestimmungen.
Friedrich II. erließ am 29. April 1766 die „Revidirte Bergordnung für das Herzogtum Cleve, das Fürstentum Meurs und die Grafschaft Mark“. Das Schürfen nach Mineralien war damit frei, man benötigte einen staatlichen Schürfschein und, nachdem man fündig wurde, musste man eine Mutung einlegen. Eine Verleihung von Bergfeldern erfolgte vorbehaltlich der Rechte Dritter, also z. B. der Grundstückseigentümer, so dass Rechtsstreitigkeiten häufig vorkamen. Das in Kapitel 29 der Bergordnung festgelegte Direktionsprinzip unterstellte den Bergbau massiver staatlicher Kontrollen und Regelungen, bis hin zur Festlegung von Löhnen, Kohlepreisen und der betriebswirtschaftlichen Leitung der Bergwerke.
Ein Erlass vom 17. September 1766 verfügte, dass im Bereich der Gültigkeit der Bergordnung keine „ausländische“, d. h. nicht im Bereich der Bergordnung geförderte Kohle verkauft werden durfte. Gleiches galt für Salz, das nur aus der Saline Königsborn bezogen werden durfte. Zuwiderhandlungen wurden mit Festungshaft bestraft. 1769 wurde dieser Erlass erneut bekräftigt.
An der Ruhr wurde im ausgehenden 18. Jh. die Kohle in Stollenbergwerken abgebaut. Ein frühes Beispiel ist 1780 die Zeche Humboldt in Mülheim an der Ruhr.
Eine Anordnung des Bergamtes verfügte 1783, dass „keine neuen Steinkohlenbergwerke in Betrieb gesetzt werden, bis daran ein Kohlenmangel sich ereignet“.
Heinrich Friedrich Karl vom und zum Stein wurde 1784 Direktor des Bergamtes in Wetter an der Ruhr. Er trieb die Entwicklung des Bergbaus und des Hüttenwesens in den westlichen Gebieten Preußens voran.
Im Jahre 1784 hatten einige Hattinger Zechen einen gemeinsamen Schiebeweg bis zur Ruhr angelegt und am Ruhrufer eine Kohleverladestation errichtet. 1787 wurde dieser Schiebeweg mit eisernen Schienen ausgebaut, wodurch die erste „Eisenbahnstrecke“ in Deutschland entstand. 1828 wurde dieser Schiebeweg zu einer der ersten Pferdebahnen des Ruhrgebietes umgebaut.

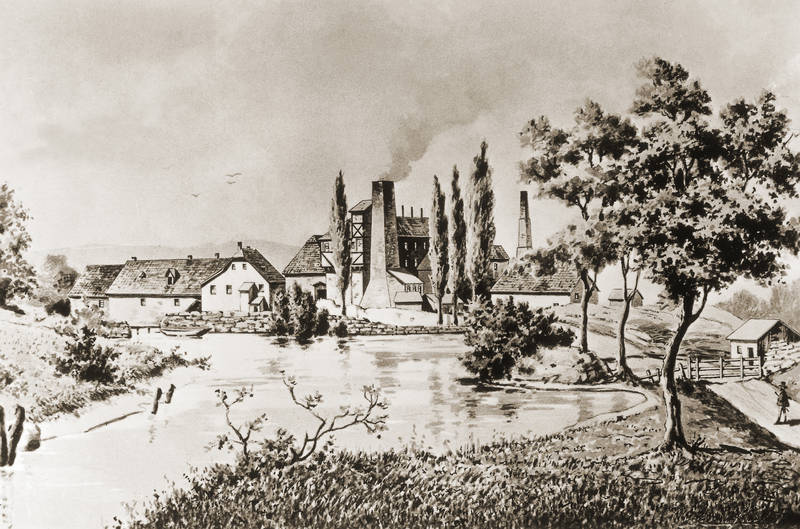
Alte Ansicht der St.-Antony-Hütte

Anfänge der Eisenverhüttung vor 1800
Mit Privileg vom 13. Juli 1753 erteilte der Kölner Erzbischof Clemens August dem Freiherrn Franz Ferdinand von der Wenge die Erlaubnis, am Sterkrader Bach einen Hochofen und ein Hammerwerk zu errichten. Mit diesem Privileg beginnt die Geschichte der Eisen- und Stahlindustrie im Ruhrgebiet. Am 18. Oktober 1758 wurde ein neun Meter hoher Hochofen der St.-Antony-Hütte in Osterfeld angeblasen. Die erste erzverarbeitende Produktionsstätte in dieser Region hatte ihren Betrieb aufgenommen. Raseneisenerz, das in der Umgebung gefunden worden war, wurde mit Hilfe von Holzkohle, die man in den umliegenden Wäldern gewann, verhüttet.
1779 hatte der aus dem Siegerland stammende Hüttenmeister Eberhard Pfandhöfer die St.-Anthony-Hütte gepachtet. Vom preußischen König erhielt er 1781 die Konzession zur Errichtung einer Eisenschmelze beim Dorf Sterkrade. Das nötige Kapital zur Errichtung des Werkes lieh er sich von Helene Amalie Krupp, 1782 nahm die Hütte mit dem Namen „Gute Hoffnung“ die Produktion auf.
Mit dem Privileg der Essener Fürstäbtissin Maria Cunegunda errichtete Gottlob Jacobi 1791 die Hütte „Neu-Essen“ an der Emscher in der Nähe des Schlosses Oberhausen.
1793, nach dem Tod von Wenges, bot die Fürstäbtissin den Erben den Kauf der St.-Anthony-Hütte an. Da jedoch Pfandhöfer bereits einen Kaufvertrag besaß, besetzten Soldaten der Fürstäbtissin die St.-Anthony-Hütte und vertrieben Pfandhöfer. Im Gegenzug verhafteten preußische Polizisten Jacobi, als dieser sich auf preußischem Gebiet befand. Durch das Eingreifen des Freiherrn von Stein kam Pfandhöfer in den Besitz der St-Anthony-Hütte, musste sie allerdings wegen seiner hohen Schulden 1795 an die Fürstäbtissin verkaufen. 1800 wurde seine Hütte Gute Hoffnung zwangsversteigert, die Hauptgläubigerin Helene Amalie Krupp ersteigerte die Hütte.
Saline Königsborn

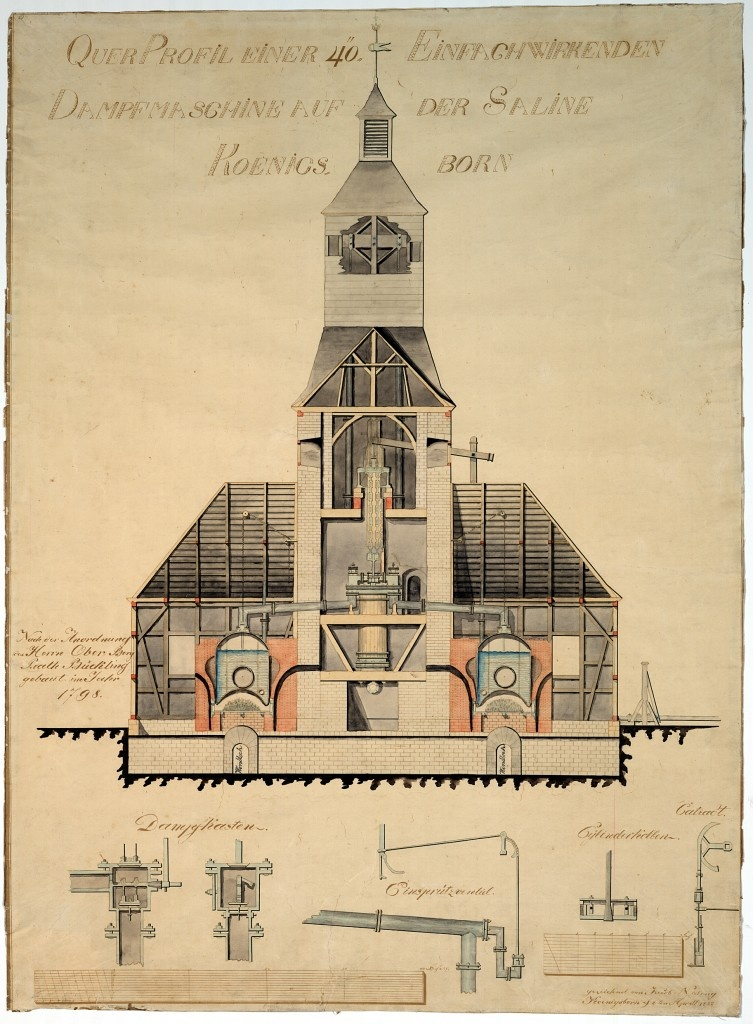
Querschnitt durch die 1799 errichtete Dampfmaschine der Saline Königsborn, Zeichnung von 1822

1734 wurde die Saline Königsborn in Unna vom preußischen Staat gegründet. Zwei Jahre später nahm in Holzwickede der Caroliner Erbstollen den Kohleabbau auf und belieferte die Saline Königsborn. 1747 wurde im Unnaer Salzwerk beim neu gebohrten Brunnen Friedrichsborn als technische Neuerung eine Windkunst, eine Windmühle, zur Soleförderung eingesetzt.
In Unna-Afferde wurde 1799 im Betrieb der Saline Königsborn erstmals eine Dampfmaschine eingesetzt. Die neue Art der Soleförderung brachte eine solche Ertragssteigerung mit sich, dass die Saline bereits im Folgejahr auf dem dritten Rang aller salzproduzierenden Betriebe in Preußen nach ihrer Produktivität lag.

### Die napoleonische Ära 1799–1815
Territoriale Neugliederung durch den Reichsdeputationshauptschluss 1803
Die Annexion des linken Rheinufers, das seit Herbst 1794 von französischen Truppen besetzt war, wurde im Friede von Lunéville am 9. Februar 1801 auch staatsrechtlich anerkannt. Die weltlichen Herrscher, die linksrheinische Gebiete an Frankreich abtreten mussten, sollten mit rechtsrheinischen Gebieten entschädigt werden. Zwar wurde die Gebietsumverteilung offiziell erst auf dem Reichsdeputationshauptschluss festgelegt, aber in einem Vertrag mit Frankreich vom 23. Mai 1802 ließ Preußen sich den zukünftigen Besitz geistlicher Territorien noch einmal bestätigen und erhielt das Recht, diese Territorien vorab bereits besetzen zu dürfen. Daraufhin wurden im Juni das Stift Essen und im August 1802 das Kloster Werden annektiert. 1803 wurden mit dem Reichsdeputationshauptschluss im Zuge der Säkularisation die geistlichen Territorien Reichsabtei Werden und Stift Essen aufgelöst. Die Gebiete gingen an Preußen. Herzog Ludwig-Engelbert von Arenberg erhielt als Entschädigungsland für sein linksrheinisches Fürstentum unter anderem das Vest Recklinghausen.
Großherzogtum Berg 1806–1813

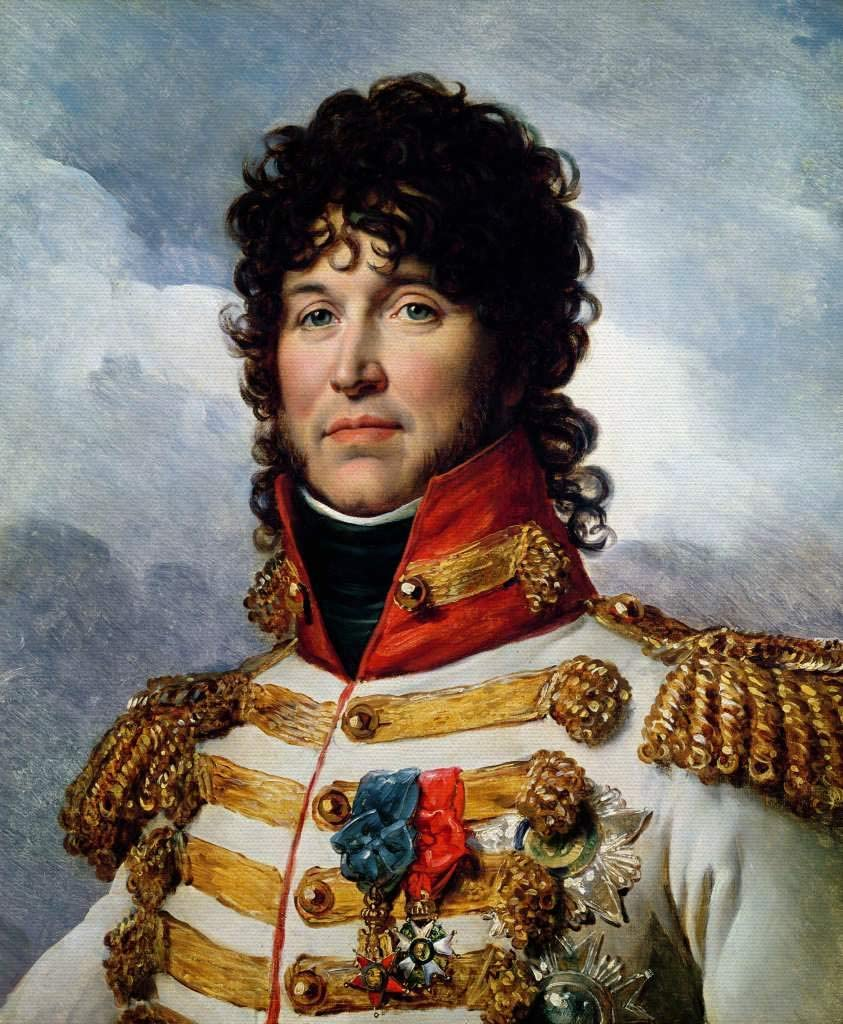
Joachim Murat in der Uniform der bergischen Kavallerie, 1806–1808 Großherzog von Berg

Kurz nach der Schlacht bei Austerlitz (2. Dezember 1805) gelang es Napoleon im Vertrag von Schönbrunn am 15. Dezember 1805, Bayern und Preußen zu einem Gebietstausch zu bewegen: Das französisch besetzte Ansbach sollte an Bayern fallen, wogegen Bayern das Herzogtum Berg an Frankreich abtrete. Mit den preußischen Unterhändlern einigte man sich auf den Tausch des französisch besetzten Hannovers gegen den rechtsrheinischen Teil des Herzogtums Kleve. Der französisch-preußische Vertrag wurde am 4. Januar 1806 ratifiziert.
Am 15. März 1806 bestimmte Napoleon seinen Schwager Joachim Murat zum Herzog von Berg. Murat trag am 23. März 1806 in seiner Residenzstadt Düsseldorf ein; drei Tage später leisteten Landstände und Landesbehörden den Eid auf den neuen Regenten.
Von Oktober 1806 bis 18. November 1813 existierte das Napoleonische Großherzogtum Berg mit dem Département Ruhr, dessen Präfektur sich in Dortmund befand. Als Präfekt des Ruhrdepartements wurde Freiherr Gisbert von Romberg zu Brünninghausen eingesetzt. Der westliche Teil des Ruhrgebiets gehörte zum Département Rhein, dessen Hauptort Düsseldorf war. Das Arrondissement Essen umfasste die heutigen Städte Essen, Mülheim an der Ruhr, Oberhausen, Duisburg, Dinslaken, Dorsten und Recklinghausen.
In den Jahren ab 1806 verschlechterte sich die wirtschaftliche Lage in Berg durch die protektionistischen Maßnahmen Napoleons zur Förderung der französischen Wirtschaft und durch seine Dekrete zur Kontinentalsperre gegen Großbritannien. Durch Napoleons Dekret vom 30. April 1806, das jegliche Einfuhr von Stoffen, Tuchen und feinen Eisenwaren nach Frankreich verbot, kam der bergische Handel mit Frankreich praktisch zum Erliegen. In dem Dekret vom 21. November 1806 wurde der Handel mit den britischen Inseln untersagt, und nach dem Dekret von Turin vom 28. Dezember 1807 durften nur noch Baumwollwaren französischen Ursprungs nach Italien eingeführt werden. Die mit den napoleonischen Maßnahmen verbundenen Absatzeinbußen der bergischen Unternehmer und die steigende Arbeitslosigkeit führten zu starken antifranzösischen Stimmungsäußerungen im Volke.

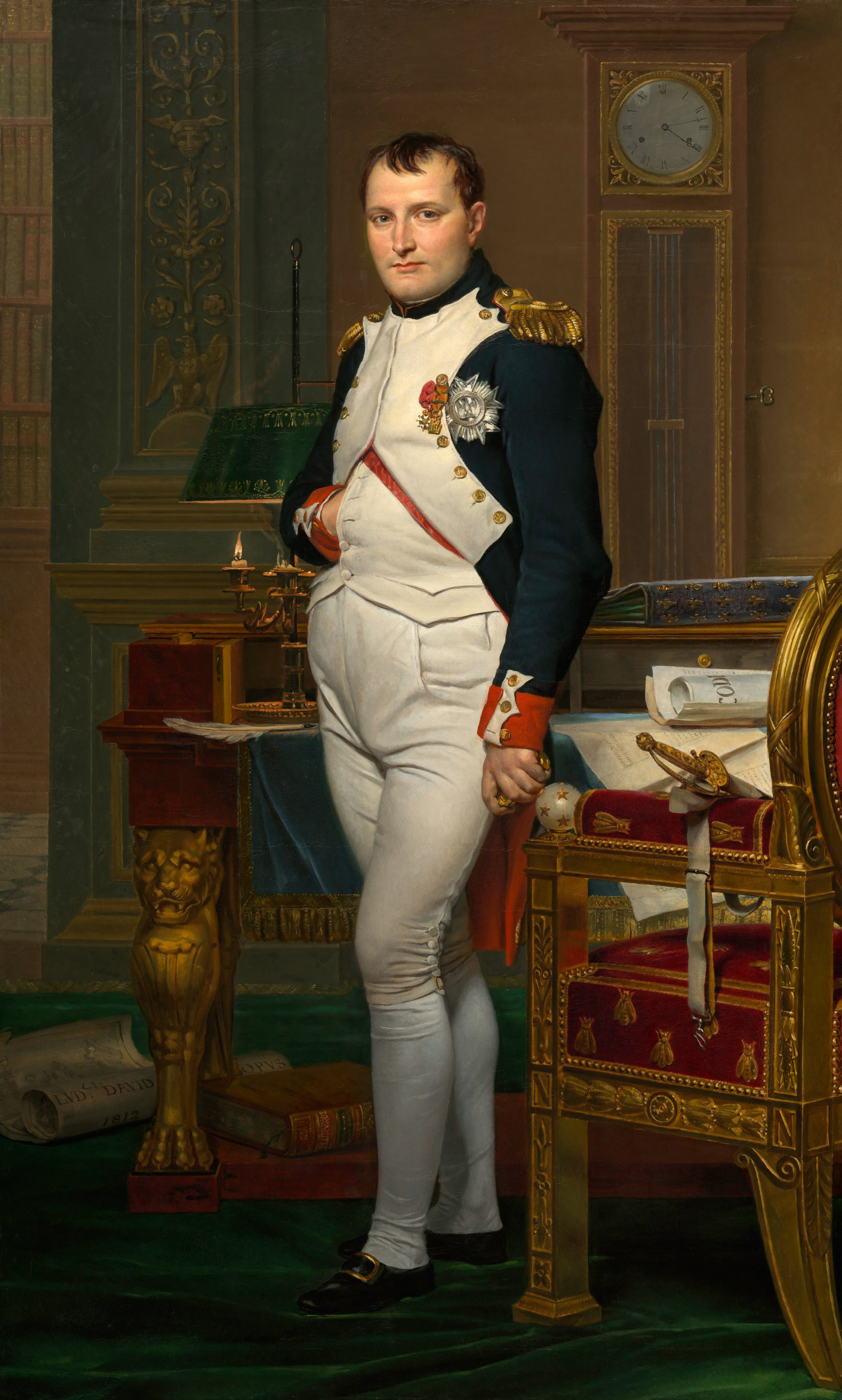
Napoleon Bonaparte 1812

Am 12. Dezember 1808 erließ Napoleon von Madrid aus ein Decret, das Leibeigenschaft und Hörigkeit abschaffte. 1809 führte Napoleon die Gewerbefreiheit ein. Die Gilden wurden aufgelöst. Die Lehns- und Gutsuntertänigkeit der Bauern wurde durch Kaiserliche Dekrete vom 11. Januar 1809 und 13. September 1811 aufgehoben.
Am 17. Dezember 1811 wurden im Großherzogtum Berg der Anbau, die Einfuhr und die Weiterverarbeitung von Tabak verboten, um die französische Tabakindustrie zu stärken. Alle Vorräte und Maschinen der Tabak verarbeitenden Betriebe wurden beschlagnahmt und nach Frankreich transportiert. Die blühende Tabakindustrie des Ruhrgebiets erlitt einen Rückschlag; in Duisburg z. B. wurden durch dieses Verbot 15 % der Bevölkerung arbeitslos.
Die mit der Regie von Tabak und Salz im Großherzogtum Berg verbundene Erbitterung der Bevölkerung gegen die französische Herrschaft führte in Verbindung mit neuen Konskriptionen Anfang 1813 zu einem Aufstand von Arbeitern und Bauern im Großherzogtum. Der Aufstand wurde durch aus Wesel und Elberfeld herangezogene Truppen niedergeschlagen, 17 Anführer wurden hingerichtet.
Gemäß dem Senatsconsult vom 12. Dezember 1810 wurden die nördlich einer Linie Wesel – Haltern gelegenen Gebiete Teil des französischen Kaiserreichs, womit das Fürstentum Salm und das Herzogtum Arenberg-Meppen ihre Unabhängigkeit verloren. Die südlich der Lippe gelegenen arenbergischen Besitztümer, zum Beispiel Recklinghausen, wurden 1811 Teil des Großherzogtums Berg.
Auswirkungen des „Befreiungskrieges“ 1813/14
Nach der Völkerschlacht bei Leipzig (16. bis 19. Oktober 1813) zogen sich die französischen Truppen auf das linksrheinische Gebiet zurück; nur die Festung Wesel blieb rechtsrheinisch französisch besetzt. Am 9. November erreichten die ersten preußischen Truppen Hamm, von wo aus am gleichen Tag ein Aufruf an alle Bewohner von Berg und Mark erging, die Waffen zum Kampf gegen die Franzosen zu ergreifen. Am 13. November traf ein Spähtrupp von 18 russischen Kosaken in Duisburg ein und wurde von der Bevölkerung jubelnd empfangen, am 15. November folgte ein russisches Infanterieregiment. Ab Mitte Dezember 1813 war Duisburg von russischen Truppen, Kirgisen und Baschkiren des russischen Generals Tschernyschow, besetzt, die dort den Winter über stationiert waren. Die russischen Truppen setzten mit zum Teil erheblicher Brutalität ihre Ansprüche und Bedürfnisse gegenüber der Duisburger Bevölkerung durch, so dass der Winter 1813/1814 „Kosakenwinter“ genannt wurde.
Territoriale Neugliederung durch den Wiener Kongress 1815
Gemäß den Beschlüssen des Wiener Kongresses erhielt Preußen seine Besitzungen in Westfalen und am Rhein zurück, dazu noch das einstige Herzogtum Berg und die Gebiete der vormaligen Reichsstadt und Grafschaft Dortmund. Damit waren alle Territorien um Ruhr, Emscher und Niederrhein in einer Hand vereinigt: sie gehörten nun zu Preußen.

## Industrialisierung von 1800 bis 1918

### Frühindustrialisierung 1800 bis 1835
Die erste, noch importierte Dampfmaschine des Ruhrbergbaus wurde 1802 auf der Zeche Vollmond in Werne bei Bochum zur Wasserhaltung in Betrieb genommen. Der damit beauftragte Techniker Franz Dinnendahl gründete kurz darauf in Essen eine Fabrik und ließ selbst entworfene Dampfmaschinen herstellen, die erste von Dinnendahl gebaute Dampfmaschine wurde 1804 auf der Zeche Wohlgemuth in Betrieb genommen.
1804 zählte das Ruhrgebiet 229 Zechen mit einer Förderung von 380 000 Tonnen. 1805 kauften Franz Haniel, sein Bruder Gerhard Haniel und der mit ihnen verschwägerte Gottlob Jacobi die beiden Eisenhütten St.-Antony-Hütte in Oberhausen-Osterfeld und „Neu-Essen“ im Stift Essen. Durch die Vermittlung von Heinrich Arnold Huyssen gelang 1808 der Zukauf der Hütte „Gutehoffnung“ in Sterkrade, die sich im Besitz von Helene Amalie Krupp befand. Im gleichen Jahr wurde die Firma „Hüttengewerkschaft und Handlung Jacobi, Haniel & Huyssen (JHH)“ als Betreiberin der drei benachbart gelegenen Hütten gegründet, aus der sich die Gutehoffnungshütte entwickelte.
Wilhelm Hobrecker errichtete 1810 ein Walzwerk in Hamm. Ein Jahr später im Jahr 1811 begründete in Essen Friedrich Krupp die Krupp-Gussstahlfabrik und in Mülheim begründete Johann Dinnendahl eine Dampfmaschinenwerkstatt, die Keimzelle der späteren Friedrich Wilhelms-Hütte.
Das Jahr ohne Sommer, das Jahr 1816 (am 25. Juni fiel sogar Schnee) brachte Hunger über Europa und Nordamerika. Im selben Jahr wurde die Bochumer Bergschule gegründet. An ihr wurde das Führungspersonal für den Bergbau ausgebildet.
Heinrich Friedrich Karl vom und zum Stein ließ sich auf Schloss Cappenberg in Selm nieder. Ab 1826 war er Präsident der ersten drei westfälischen Provinziallandtage.
Am 18. Oktober 1818 wurde auf Grund einer Kabinettsorder von Friedrich Wilhelm III. die Universität in Duisburg geschlossen. Im selben Jahr wurde die Bonner Universität wiedergegründet. Große Teile der Duisburger Universitätsbibliothek und das Universitätszepter gingen nach Bonn.

Die Harkortsche Fabrik auf Burg Wetter um 1834

Der Vater des Ruhrgebiets Friedrich Harkort gründete 1819 auf der Burg in Wetter an der Ruhr seine Mechanischen Werkstätten und ließ Dampfmaschinen produzieren. 1826 gliederte er seiner Fabrik einen Puddelofen an und brachte somit erstmals das in England 1784 erfundene Verfahren zur Stahlherstellung ins Ruhrgebiet. Bereits 1828 gründete Eduard Schmidt ein weiteres Puddelwerk in Nachrodt, kurze Zeit später Theodor Freiherr von Dücker in Rödinghausen ein weiteres Werk.
Im Zuge der Industrialisierung wurde die Lippe bis hinter Hamm von 1819 bis 1826 schiffbar gemacht.
Das Königlich Preußische Oberlandesgericht Kleve wurde am 1. Juli 1820 nach Hamm verlegt – heute ist es das Oberlandesgericht Hamm.
Witten erhielt 1823 die Stadtrechte. Mit der Bevölkerungszunahme, die mit der fortschreitenden Industrialisierung verbunden war, setzte eine neue Folge von Stadtrechtsverleihungen in der Region ein. Im Unterschied zu den zahlreichen mittelalterlichen Stadtrechtsverleihungen erfolgte die „Erhebung“ zur Stadt jetzt nach der preußischen Städteordnung.
In Lünen nahm 1827 die Gewerkschaft Eisenhütte „Westphalia“ den Betrieb auf. Ein Jahr später eröffnete Franz Haniel 1828 in Ruhrort eine Werft für den Bau von Dampfschiffen.
Die Deilthaler Eisenbahn-Aktiengesellschaft war die erste Aktiengesellschaft im Ruhrgebiet.
Friedrich Harkort eröffnete mit der Schlebusch-Harkorter Kohlenbahn 1828 und der Deilthaler Eisenbahn 1831 die ersten Eisenbahnen über eine Preußische Meile. Die Bahnen wurden zunächst als Pferdebahn errichtet und später auf Dampfbetrieb umgerüstet. Sie verbanden die Zechen im südlichen Ruhrgebiet mit den Kohlenwegen im südlichen Ruhrtal und der Industrie an der Enneperstraße.
Im Jahr 1834 gelang Franz Haniel in dem nach ihm benannten Schurfschacht „Franz“ in Essen-Schönebeck der vertikale Durchbruch der Mergelschicht zur Kohle. Diese bahnbrechende Erfindung war eine entscheidende Grundlage für den Aufstieg der Kohle als Energieträger.

### Erste Phase der Industrialisierung 1835 bis 1873
Nach dem preußischen Regulativ über die Beschäftigung jugendlicher Arbeiter in Fabriken von 1839 betrug das Mindestalter für Kinderarbeit neun Jahre, die Arbeitszeit war auf zehn Stunden täglich beschränkt. An Sonn- und Feiertagen und nachts durften Kinder nicht zur Arbeit eingesetzt werden.

#### Anfänge der Schwerindustrie

Hermann Diedrich Piepenstock

Im Bereich der heutigen Stadt Dortmund begann die Industrialisierung 1839 in Hörde mit der Gründung der Hermannshütte durch Hermann Diedrich Piepenstock, der die Burg Hörde und Teile des Umlandes kaufte und dort ein Puddelwerk zur Herstellung von Schmiedeeisen, ein Hammerwerk und ein Walzwerk errichten ließ. 1841 besuchte der preußische König Friedrich Wilhelm IV. das Werk, das er ein Jahr später einweihte. Die Inbetriebnahme des Werkes verzögerte sich jedoch, und Piepenstock, der 1843 verstarb, erlebte den im Folgejahr stattfindenden Produktionsbeginn nicht mehr. Seine Erben wandelten 1852 die Hermannshütte in die Aktiengesellschaft Hörder Bergwerks- und Hütten-Verein um, welche die erste Aktiengesellschaft in der Hüttenindustrie des Ruhrgebiets war. 1854 wurde ein erster Kokshochofen angeblasen. Er sollte die örtlichen Vorkommen von Kohleneisenstein verarbeiten, ein Gemenge von Eisenstein mit Ton und Kohle. 1855 waren bereits vier Hochöfen in Betrieb, und die Hütte wurde im gleichen Jahr an das Eisenbahnnetz angeschlossen.
Durch das Auffinden reicher Eisensteinvorkommen in Hörde, Schüren und Aplerbeck erhielt Dortmund durch das regionale Nebeneinander von Steinkohle und Eisenerz im Hinblick auf die Schwerindustrie einen erheblichen Standortvorteil.
Mit dem Geld Essener Bergwerksbesitzer sowie Kölner und Berliner Bankhäuser wurden 1850 die ersten modernen Zechen finanziert. Als im Sommer 1855 neben der königlichen Bank drei weitere Bankhäuser Filialen in Dortmund errichteten, „ergriff die Dortmunder Bürger ein fast amerikanischer Gründungstaumel“. In den Jahren 1855 und 1856 wurden in Dortmund 23 Aktiengesellschaften mit einem Stammkapital von 53 Millionen gegründet, die im Bereich des Bergbaus und der Schwerindustrie investierten. Die Anzahl der Puddelöfen stieg von 5 im Jahre 1855 auf 45 im Jahre 1858. Die Anzahl der Arbeiter in der Schwerindustrie stieg bis zum Jahre 1858 auf 1201.

Gussstahlfabrik Mayer & Kühne in Bochum 1845

In Bochum gründeten 1842 Jacob Mayer und Eduard Kühne die Gussstahlfabrik Mayer & Kühne, den Vorläufer des Montankonzerns Bochumer Verein. 1852 präsentierten Mayer & Kühne der Öffentlichkeit die ersten aus Stahlguss hergestellten Gussstahlglocken auf der Düsseldorfer Gewerbeausstellung.
In Duisburg wurde 1844 in Hochfeld am Rheinkanal durch Ernst Berkmann die „Borussiahütte“ gegründet, die um 1850 etwa 50 Arbeiter beschäftigte. Die Niederrheinische Hütte wurde am Rheinufer errichtet. Der Tuchfabrikant Peter Göring aus Düsseldorf und der Kaufmann Wilhelm Stein aus Lintorf ließen 1851 bis 1853 die Hütte errichten, die bereits 1854 einen zweiten Hochofen in Betrieb nahm. Zu der Hütte gehörten mehrere Eisensteingruben im Hessischen und eine Kokerei auf dem Duisburger Werksgelände. Da die Investitionskosten von den beiden Gründern allein nicht aufgebracht werden konnten, wurde die Firma 1855 in eine Aktiengesellschaft umgewandelt: Rheinische Bergbau- und Hüttenwesen-AG. 1857 beschäftigte die Hütte etwa 150 Arbeiter. Die dritte Duisburger Hütte „Vulkan“ wurde ebenfalls in Hochfeld am Rheinkanal errichtet und mit niederländischem Kapital finanziert. Es wurden zwei Hochöfen errichtet; der erste ging 1856 in Betrieb. 1859 wurde das Werk stillgelegt, weil die Besitzer das noch vorhandene Kapital in den Ausbau der zum Konzern gehörenden Zeche „Java“ investieren wollten. Bevor die Zeche mit der Förderung begann, ging der Konzern pleite.
1867 gründete August Thyssen mit mehreren Verwandten in Duisburg das Eisenwerk „Thyssen-Foussol & Co“.
Auf der Gutehoffnungshütte in Osterfeld wurde 1839 eine erste Dampflokomotive gebaut.
Im Ruhrgebiet wurde 1849 erstmals die Stahlproduktion mit Kokskohle in der Friedrich Wilhelms-Hütte in Mülheim an der Ruhr durchgeführt.
Die Hattingener Henrichshütte wurde 1854 gegründet. Zunächst wurde in unmittelbarer Nähe abgebautes Erz verhüttet. Später diente die Ruhrtalbahn zur Versorgung des Werkes mit Erz und Kohle.
In Hamm entstand 1855 das Eisendrahtwerk Cosack & Co., der späteren Westfälischen Union – heute Böhler Welding und die Drahtwerke Hobrecker-Witte-Herbers – sie firmierten 1872 zur Aktiengesellschaft Westfälischer Draht-Industrie-Verein um, und 1890 wurde der Name nochmals gewechselt in Westfälische Drahtindustrie.

#### Bergbau

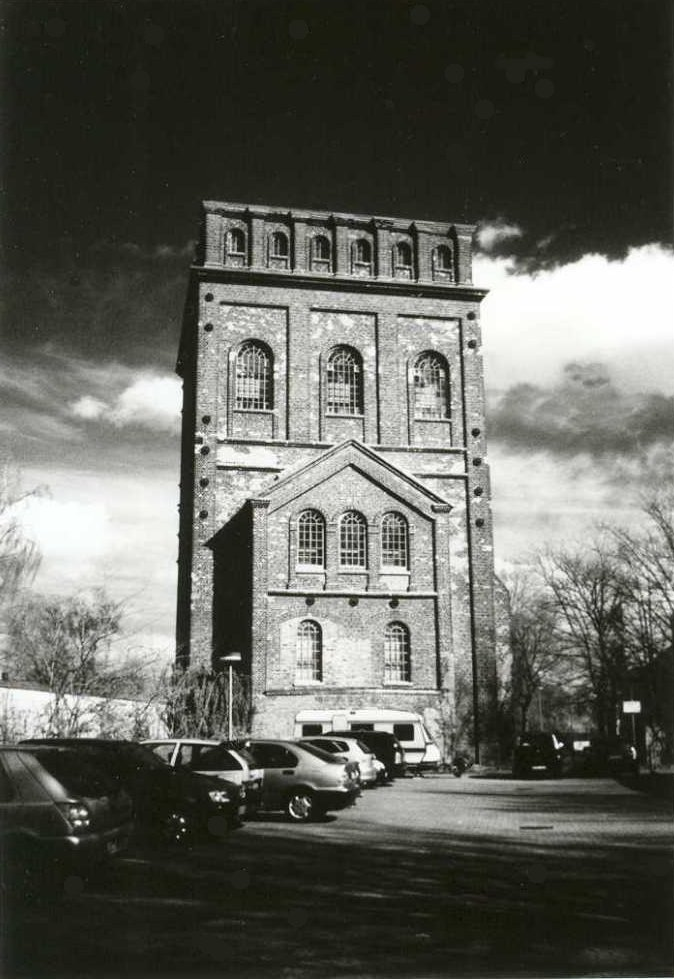
Über den Schächten der Tiefbauzechen errichtete man Ende des 19. Jh. Malakow-Türme, hier der der Zeche Julius Philipp im Bochumer Süden

1850 entstanden die ersten Malakofftürme.
In mehreren Gesetzen wurde in den Jahren 1851 bis 1865 die Berggesetzgebung reformiert und liberalisiert. 1851 wurde in einer ersten Änderung des Bergrechts, dem sogenannten „Miteigentümergesetz“, der Einfluss des Staates reduziert, und die Besitzer erhielten erweiterte Rechte über die Zechen. 1854 wurden die Kassen der Knappschaftsvereine Zwangskassen, was zu einer erheblichen sozialen Absicherung der Bergarbeiter führte, wobei die Knappschaftsvereine den Bergarbeitern freie Kuren und kostenlose Arzneien, Lohnfortzahlung im Krankheitsfall, Invaliden- und Witwenunterstützung zugutekommen ließen. Finanziert wurde das Modell durch die Unternehmer, die 1/20 der Kohleförderung einzahlten, und die Bergleute, die sich mit 1/20 ihres Lohnes beteiligten. Durch die Bergrechtsnovelle von 1860 wurde die „Freizügigkeit“ des Arbeitsverhältnisses zwischen Grubenbesitzer und Arbeiter eingeführt, d. h. der letzte staatliche Einfluss auf die Vertragsbedingungen der Bergarbeiter abgeschafft, was 1861 konsequenterweise zur Auflösung der staatlichen Bergämter führte. Zwischen 1851 und 1863 wurde durch 14 Bergrechtsänderungen das Bergrecht liberalisiert und staatlicher Einflussnahme entzogen. Am 24. Juni 1865 wurde der Stand des Bergrechts im „Allgemeinen Berggesetz für die Preußischen Staaten“ (ABG) verabschiedet. Das Gesetz trat am 1. Oktober 1865 in Kraft.
1855 wurde unter der Federführung von William Thomas Mulvany mit dem Abteufen des ersten Schachtes der Zeche Hibernia in Gelsenkirchen begonnen. Als technische Neuerung wurden Tübbings als Küvelage zur Schachtauskleidung genutzt. In den nächsten Jahren folgten unter der Leitung des irischen Ingenieurs entlang der Emscherniederung die Zechen Shamrock in Herne und Erin in Castrop. Die Geldmittel stammten von irischen und belgischen Kapitalgebern. Der Kohletransport erfolgte über die Köln-Mindener Eisenbahn.
Die Wirtschaftskrise von 1857 führte zu Absatzschwierigkeiten für Kohle und Stahl, mit sozialer Auswirkung für die Beschäftigten. 1857 geriet der Bergbau des Ruhrgebiets in eine Krise auf Grund fallender Kohlepreise, durch gleichzeitig sinkende Eisenpreise in England mussten Hochöfen schließen, was die Kokskohleproduktion beeinträchtigte. In dieser wirtschaftlichen Krisensituation gründeten am 17. Dezember 1858 Bergwerksbesitzer in Essen den Verein für die bergbaulichen Interessen im Oberbergamtsbezirk Dortmund, kurz Bergbau-Verein. In der Gründungssitzung des Vereins waren 89 Bergwerksgesellschaften mit 16000 Arbeitern vertreten. Die vertretenen Bergwerke waren zwar nur eine Minderheit bei 202 Bergwerken im Oberbergamtsbezirk Dortmund, repräsentierten jedoch etwa die Hälfte der Kohlenförderung des Bezirks. Zum ersten Vorsitzenden des Vereins wurde Friedrich Hammacher gewählt, der bis 1890 in diesem Amt blieb, zum Gründungsvorstand gehörten u. a. Hugo Haniel, Friedrich Wilhelm Waldthausen, Gustav Stinnes, William Thomas Mulvany. Im Laufe der folgenden Jahre schlossen sich fast alle Zechen des Oberbergamtsbezirks dem Verein an. Die Ziele des Vereins waren vor allem Steigerung des Kohleabsatzes, Ausbau des Verkehrsnetzes, günstigere Tarife im Eisenbahntransport und Abbau der staatlichen Reglementierung in Bergbau.
In Mülheim an der Ruhr wurde 1858 eine Fabrik zur Produktion von Koksbriketts an der Zeche Wiesche eröffnet. Es war die erste Anlage dieser Art im Ruhrgebiet.
Den Zeitraum 1871 bis 1873 bezeichnet man als die Gründerzeit. Die französische Kontribution führte zu einem Bauboom und einem Investitionsschub. Im Ruhrgebiet wurden zahlreiche Zechengesellschaften mit dem aus Frankreich zufließenden Kapital gegründet.

#### Ausbau des Verkehrswesens
Eisenbahn

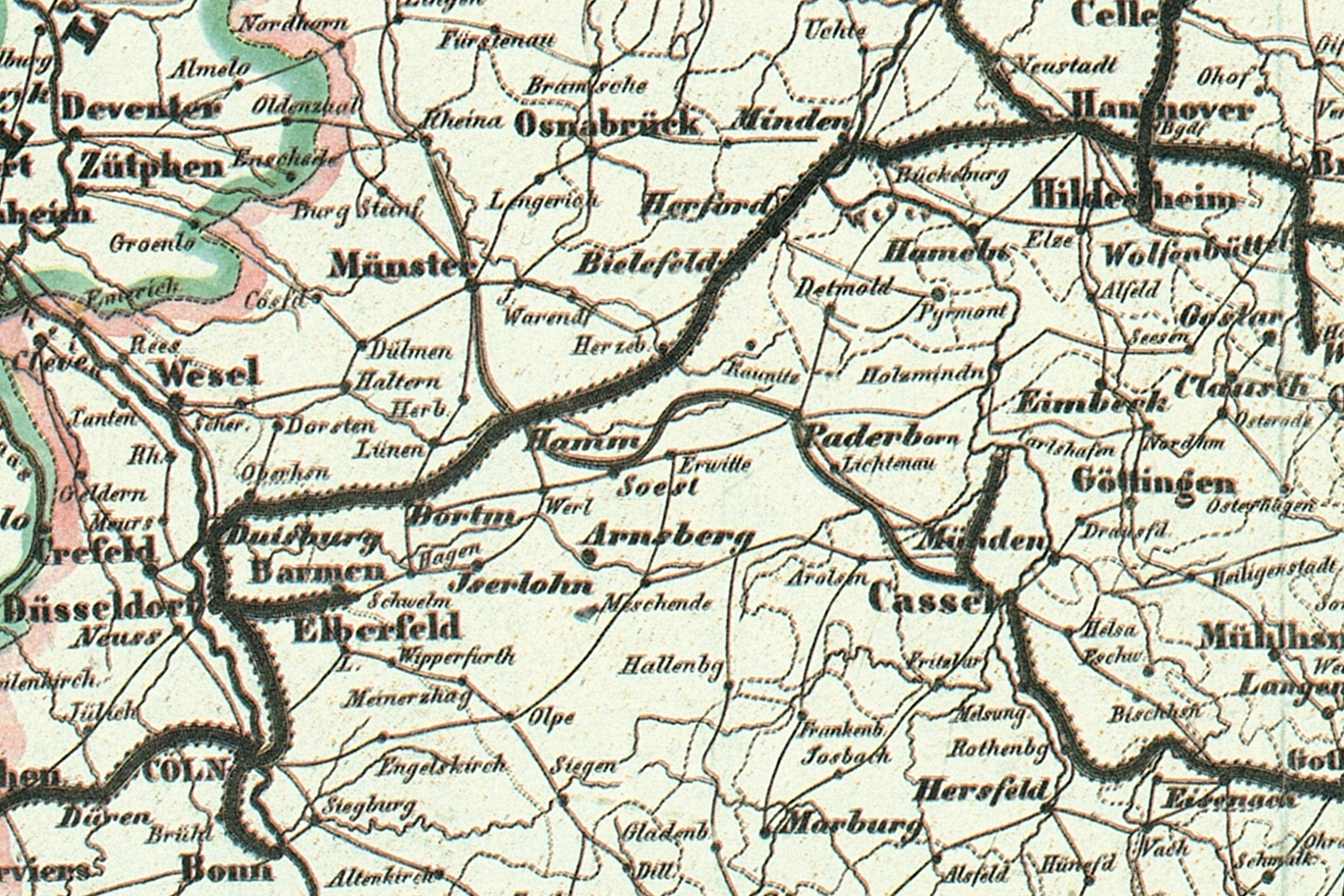
Stammstrecke der Köln-Mindener Eisenbahn-Gesellschaft auf der Bahnkarte Deutschland 1849

Nachdem bereits Friedrich Harkort 1825 den Bau einer Eisenbahnlinie von Köln nach Minden vorgeschlagen hatte und Friedrich List diese Streckenverbindung 1833 als westlichste Teilstrecke seines „Konzeptes eines Eisenbahnnetzes für Deutschland“ vorgesehen hatte, erhielt die Köln-Mindener Eisenbahngesellschaft 1843 die Lizenz zum Bau der Strecke. Die Strecke sollte das Rheinland mit dem Netz der Königlich Hannöverschen Staatseisenbahnen verbinden. Die erste Teilstrecke von Deutz nach Düsseldorf wurde am 20. Dezember 1845 eröffnet, die Strecke bis Duisburg am 9. Februar 1846. Um die Kosten des Baus der Eisenbahnlinie möglichst niedrig zu halten, wurde im Bereich des Ruhrgebietes eine Trasse nördlich der Zentren der Hellwegzone gewählt. Am 15. Mai 1847 war mit dem Erreichen Hamms die Teilstrecke durch das Ruhrgebiet fertiggestellt. Bis zum 15. Oktober 1847 war der Bau der Gesamtstrecke bis Minden – zunächst eingleisig – vollendet.
Noch während des Baus der Eisenbahn im nördlichen Ruhrgebiet interessierten sich die Kölner Bankhäuser Camphausen und Schaafhausen für das daraus resultierende Wachstumspotential im Emscherland. Der Kölner Bergwerks-Verein wurde als eine frühe Aktiengesellschaft des Ruhrbergbaus gegründet und ließ Bergwerke im nördlichen Essen abteufen, darunter die Zeche Carl. Transportweg der Zukunft war die neue Bahntrasse.
1847 fuhr auf der Steele-Vohwinkler Eisenbahn der erste Dampfzug durch das Ruhrtal.
Die Köln-Mindener Eisenbahnlinie wurde unmittelbar nach Fertigstellung durch zahlreiche Nebenlinien erweitert. So wurde 1848 der Bahnhof Hamm (Westfalen) der erste deutsche Eisenbahnknoten, da die Bahnstrecke Hamm-Münster eröffnet wurde und 1850 die Bahnstrecke Hamm–Warburg als dritte Strecke an den Knotenpunkt Hamm angegliedert wurde. Ausgehend vom Bahnhof Oberhausen wurde eine Stichstrecke über Meiderich nach Ruhrort gebaut, die am 12. November 1852 fertiggestellt wurde. Dadurch waren die in der nördlichen Hellwegzone und der Emscherzone gelegenen Zechen mit dem Ruhrorter Hafen verbunden. 1856 wurde eine rechtsrheinische Eisenbahnstrecke in Betrieb genommen, die Oberhausen und das niederländische Arnhem verband.
Weitere wichtige Eisenbahnlinien folgten, so z. B. 1862 die Bergisch-Märkische Eisenbahn-Gesellschaft mit der Bahnstrecke Witten/Dortmund–Oberhausen/Duisburg, die die zweite wichtige Ost-West-Verbindung im Süden des Ruhrgebiets herstellte. 1866 wurde die Bahnstrecke Hagen–Hamm der Bergisch-Märkischen Eisenbahn-Gesellschaft eröffnet.
Schifffahrt und Häfen
Nachdem der Kohleumschlag im Ruhrorter Hafen 1831 über 600 000 Tonnen betragen hatte und die bestehenden Kapazitäten nicht mehr ausreichten, wurden in der Folgezeit weitere Häfen gebaut: 1837 bis 1842 der Schleusenhafen und 1860 bis 1868 der Nord- und der Südhafen.
Die Bedeutung der Ruhr als Schifffahrtsweg stieg in den 1830er und 1840er Jahren weiter an, jedoch mit zum Teil stark schwankenden Jahresergebnissen. Waren 1830 275 000 Tonnen Güter auf der Ruhr transportiert worden, stieg die Zahl bis 1849 auf 514 000 Tonnen. Ab 1850 liegen auch Daten über den Anteil der Kohle an der Gesamtgütermenge vor. Wobei der Anteil der Kohle an der Gesamtgütermenge in allen Jahren über 90 % lag. Der Höhepunkt der Kohletransportmenge auf der Ruhr lag mit 868 000 Tonnen im Jahre 1860. In den 1860er und Anfang der 1870er Jahre sank der Kohlentransport auf 78 000 Tonnen im Jahre 1874. In der Folgezeit spielte die Ruhr als Kohlentransportweg keine Rolle mehr, die Transportmenge sank auf 10.000 Tonnen im Jahre 1884 und 3.000 Tonnen im Jahre 1889. 1890 wurden noch ganze 12 Schiffsladungen Kohle auf der Ruhr transportiert. Die Ruhr hatte ihre Rolle als Kohletransportweg verloren.
1838 lief in der Werft der Firma Jacobi, Haniel & Huyssen das Dampfschiff „Graf von Paris“ vom Stapel. Es war das erste in Deutschland ganz aus Eisen gebaute Schiff.

#### Verwaltung
Am 4. September 1846 erhielt Mülheim an der Ruhr das Stadtrecht, die bisher mit Mülheim verbundenen Landgemeinden bildeten einen eigenen Bürgermeistereienverbund.
Die Bürgermeisterei Oberhausen wurde gemäß königlichen Erlasses vom 18. November 1861 am 1. Februar 1862 gegründet. Sie umfasste die zuvor zur Bürgermeisterei Borbeck gehörige Lipper Heide mit den Bauerschaften Lippern und Lirich und Heidegebieten, die zuvor zu den Gemeinden Meiderich, Alstaden, Styrum und Dümpten gehörten.

#### Siedlungsstruktur

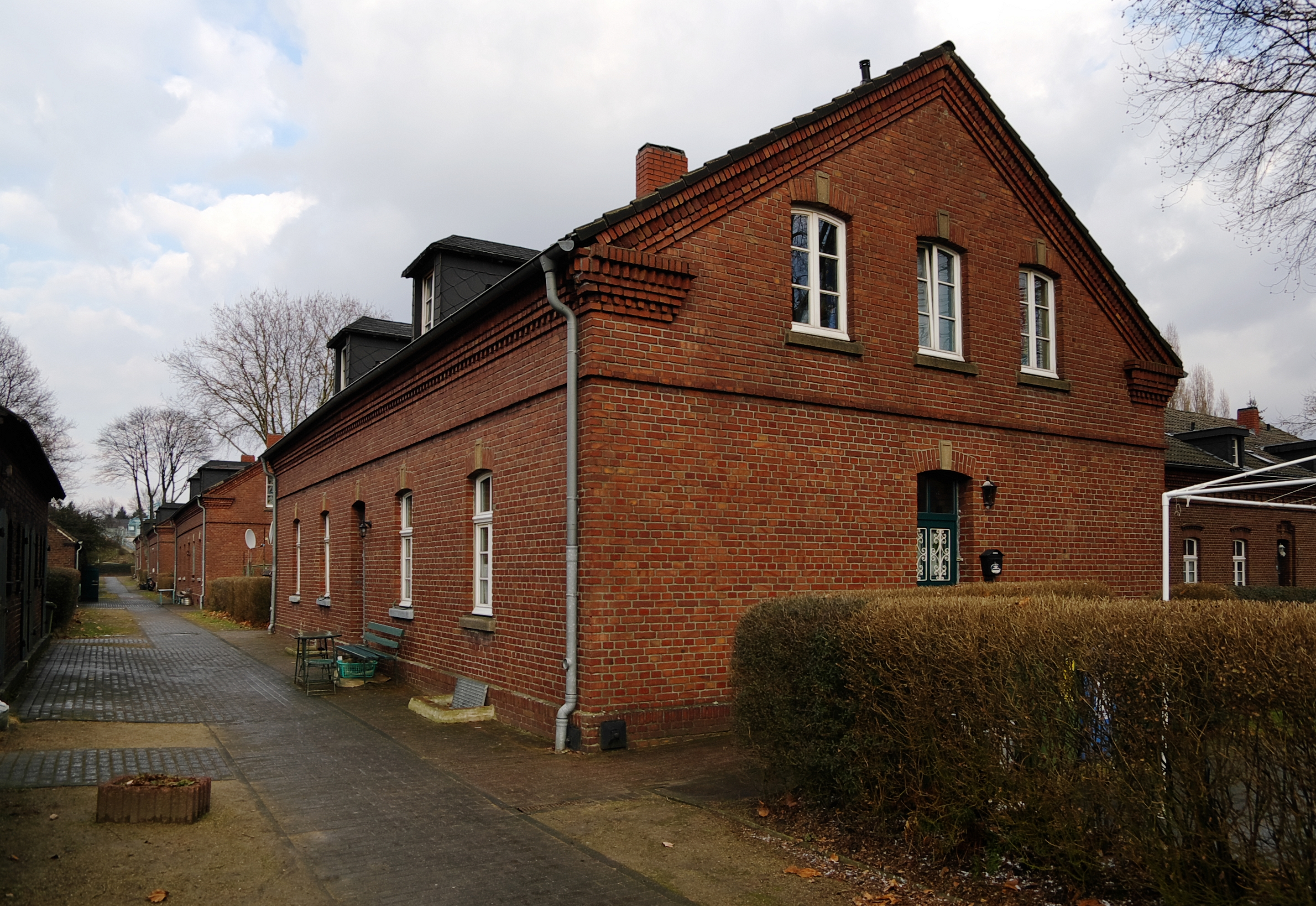
Siedlung Eisenheim

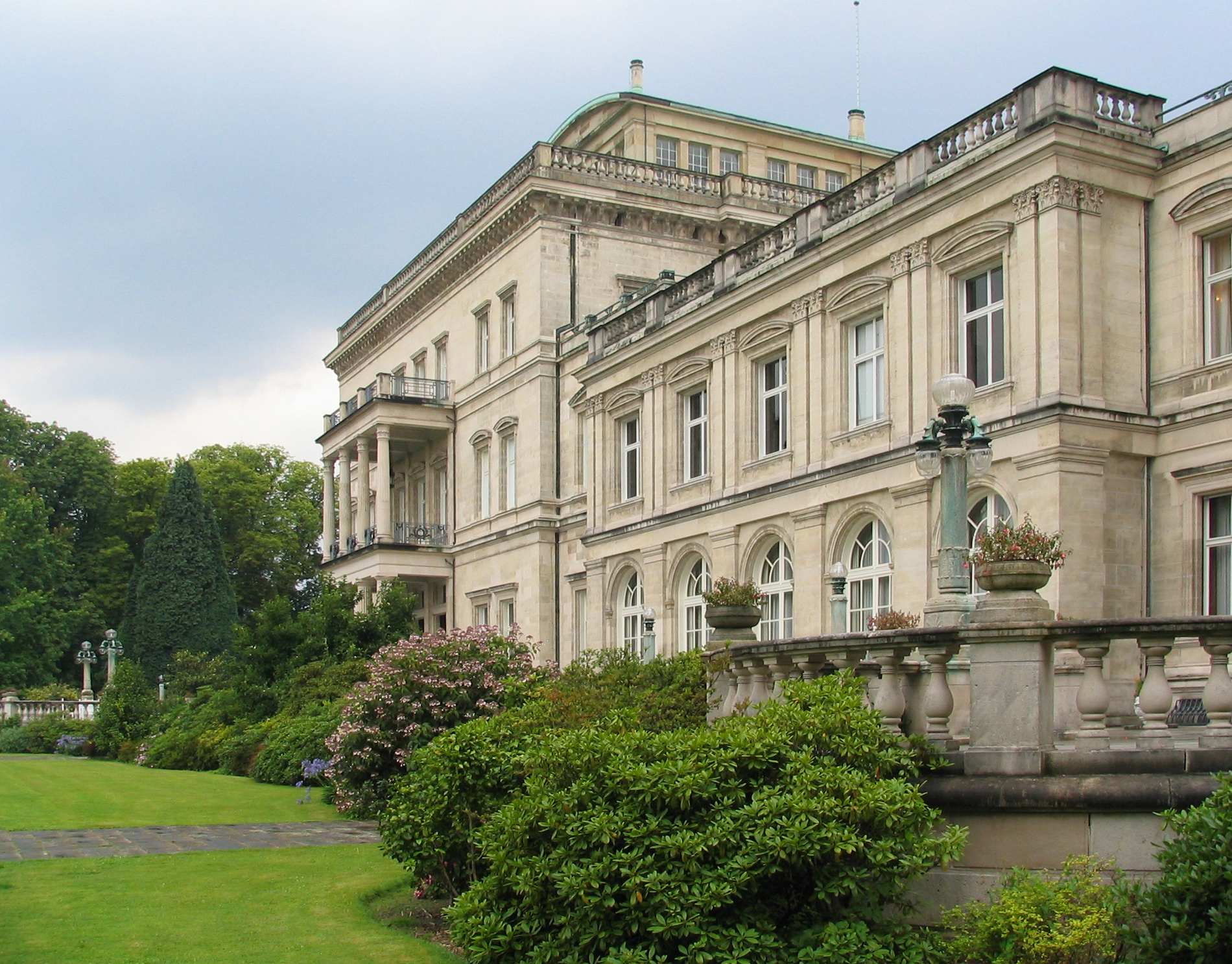
Schlossartige Architektur für „Industriebarone“: Gartenseite der Villa Hügel in Essen von 1873

Durch das Anwachsen der Bevölkerungszahl und den Beginn der Errichtung von neuen Siedlungen, sahen sich die Kommunen gezwungen, Stadterweiterungspläne zu erarbeiten. Die in den 1850er und 1860er Jahren in Duisburg, Mülheim, Essen und Dortmund entwickelten Pläne, die eine rasterförmige Erweiterung der Innenstädte vorsahen, konnten auf Grund von Industrieneuansiedlungen, neu errichteten Werkssiedlungen und dem raschen Wachstum der die Städte umgebenden Dörfer nicht realisiert werden, so dass im Ruhrgebiet die Entwicklung der Siedlungsstruktur weitgehend unkoordiniert und unkontrolliert vonstattenging. Das Ruhrgebiet galt in jener Zeit als „Preußens wilder Westen“.
Mit dem Bau der seit 1836 geplanten Siedlung Eisenheim in Osterfeld wurde 1844 durch die Errichtung der ersten zwanzig Häuser begonnen. In mehreren Bauphasen wurde die Siedlung 1865, 1866, 1872, 1898, 1901 und 1910/1911 erweitert.
1869 ließ der Industrielle Alfred Krupp sich im Essener Süden die schlossartige Villa Hügel errichten. Im Grundbuch der Stadt ließ er das Anwesen als Einfamilienhaus mit Garten eintragen. Vier Jahre später wurde der Bau fertiggestellt.
Durch die erhebliche Steigerung der Bevölkerungszahl waren die Ruhrgebietsstädte zu hohen Investitionen für die innerstädtische Entwicklung gezwungen, z. B. im Wegebau: Waren 1863 bis 1865 zusammen 5.868 Taler in den Wegebau in der Stadt Dortmund investiert worden, so betrug die Ausgabe im Jahr 1870 27.333 Taler; eine Berechnung aus dem Jahre 1872 ergab, dass eine Pflasterung aller bestehenden Straßen in Dortmund 170.000 Taler kosten würde. Hinzu kamen zahlreiche andere kommunale Aufgaben: Bau von Kranken- und Waisenhäusern, Friedhöfen, Schlachthöfen usw. Vor allem aber Pflasterung der Straßen, Entwässerung und Straßenbeleuchtung waren zentrale Investitionsbereiche. Dies führte dazu, dass die Städte ihre kommunalen Haushalte nicht mehr ausgleichen konnten und Anleihen aufnehmen mussten, so z. B. Dortmund allein in 1873 eine Summe von 200.000 Talern. Andererseits wurden bauliche Großmaßnahmen gestemmt wie 1871 bis 1874 die fast völlige Abtragung der Wälle, um die wachsenden Vorstädte an den Stadtkern anbinden zu können.

#### Anfänge der Arbeiterbewegung

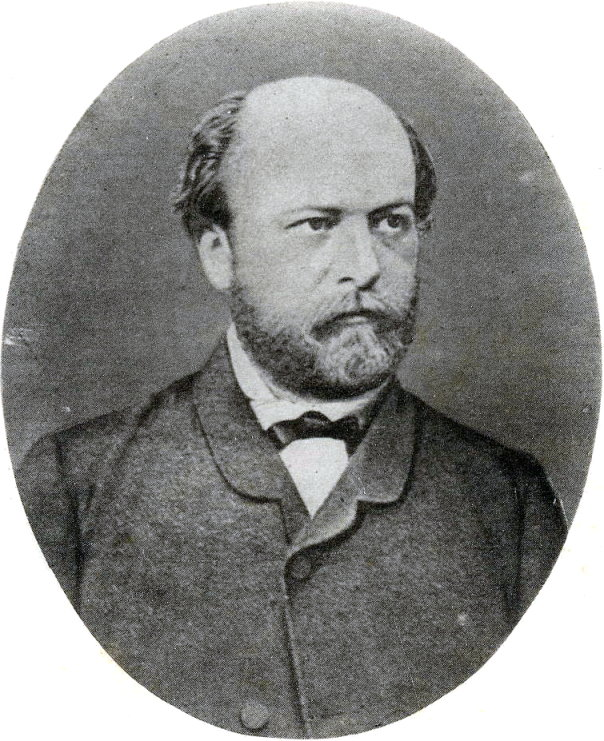
Friedrich Albert Lange

Im Umfeld der Gründung des Allgemeinen Deutschen Arbeitervereins (ADAV) versuchte der Düsseldorfer Kaufmann Gustav Levy, der Ferdinand Lassalles Beauftragter im Rheinland war, die Arbeiter zu organisieren und für die Lehren Lassalles zu begeistern, jedoch mit nur geringem Erfolg. Unter den elf auf der Gründungsversammlung des ADAV am 23. Mai 1863 vertretenen Städte befanden sich aus dem Rheinland Köln, Düsseldorf, Elberfeld, Barmen und Solingen, von dem 17-köpfigen Vorstand des ADAV kamen fünf Vorstandsmitglieder aus dem Rheinland. Im Juni 1863 wurden die ersten fünf ADAV-Gemeinden im Rheinland gegründet, die Mitgliederzahlen blieben jedoch hinter den Erwartungen stark zurück. Die erste Gründung einer ADAV-Gemeinde im Ruhrgebiet fand Anfang 1864 in Duisburg statt, zum Bevollmächtigten für Duisburg wurde der Maschinenwärter Caspar Bergrath ernannt, und im Mai 1864 hatte die Organisation etwa 50 Mitglieder. In den Anfangsjahren rekrutierte der ADAV seine Mitglieder nicht aus der Industriearbeiterschaft, sondern kleine Handwerksmeister, Gesellen und Heimarbeiter bildeten die Trägergruppe der Organisation.
In Duisburg hatte seit Anfang der 1860er Jahre Friedrich Albert Lange sich für die Gründung von Arbeiter- und Konsumvereinen eingesetzt, 1863 wurde er Vorsitzender des ersten Duisburger Konsumvereins. Ab September 1865 gab er die Zeitung „Der Bote vom Niederrhein“ heraus, in der er unter anderem sich für Arbeitervereine, Konsumgenossenschaften und die Abschaffung des Drei-Klassen-Wahlrechts einsetzte. Im Januar 1865 erschien in Duisburg seine Schrift Die Arbeiterfrage in ihrer Bedeutung für Gegenwart und Zukunft, in der er eine Besserung der Lebens- und Arbeitsbedingungen der Arbeiter forderte. Zwar hielt Lange eine kritische Distanz zum ADAV, jedoch trugen sein Vertreten von Arbeiterinteressen und seine Wahlrechtsforderungen zur Politisierung der Unter- und Mittelschichten im Ruhrgebiet bei.
Lediglich im westlichen Ruhrgebiet gelang es dem ADAV zunächst, Vereine zu gründen, so 1864 in Mülheim a.d. Ruhr und 1865 in Oberhausen, die jedoch zum Teil nur kurzlebig waren. Vereinsgründungsversuche in Essen, Bochum und Dortmund scheiterten vor 1866. In Berichten der Landräte im September 1865 werden lediglich die ADAV-Gemeinden in Duisburg mit 309 Mitgliedern und Ruhrort mit 64 Mitgliedern erwähnt.

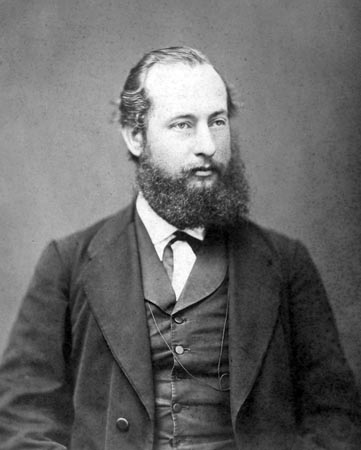
Wilhelm Hasenclever, der erste sozialdemokratische Reichstagsabgeordnete des Ruhrgebiets

Bei einer Nachwahl zum Reichstag des Norddeutschen Bundes am 25. Februar 1869 gelang es völlig überraschend dem ADAV mit ihrem Kandidaten Wilhelm Hasenclever, das Reichstagsmandat im Wahlkreis Duisburg-Mülheim-Ruhrort mit absoluter Mehrheit zu gewinnen. Hasenclever war der erste Sozialdemokrat, der im Ruhrgebiet in den Reichstag gewählt wurde. Als nächster Sozialdemokrat wurde 1895 Franz Lütgenau im Wahlkreis Dortmund in den Reichstag gewählt. Im Duisburger Wahlkreis erreichten die Sozialdemokraten vor dem Ersten Weltkrieg nur noch einmal bei der Reichstagswahl 1907 eine Mehrheit, als Klemens Hengsbach gewählt wurde. Auf Grund der Abstimmung Hasenclevers im Reichstag bei der Kriegskreditdebatte und vor dem Hintergrund der nationalen Begeisterung der Bevölkerung während des Deutsch-Französischen Krieges sanken die Stimmen des ADAV von 6.792 in der Wahl 1869 auf 2.392 bei der Wahl 1871. Die Sozialdemokraten hatten im westlichen Ruhrgebiet erheblich an Rückhalt in der Arbeiterschaft verloren, und der Wahlkreis Duisburg wurde von 1871 bis 1907 durchgängig von Kandidaten der Nationalliberalen gewonnen. Die weitere Entwicklung der Sozialdemokratie im Ruhrgebiet wird zeigen, dass die SPD vor 1914 verglichen mit anderen Industriegebieten relativ schwach ist.
Vom 17. Juni bis 28. Juli 1872 kam es zum ersten großen Bergarbeiterstreik, an dem etwa 20.500 Bergleute beteiligt waren und der – mit Ausnahme Duisburgs – alle Städte des Ruhrgebiets erfasste. Es war der bis dahin größte Streik, der in Deutschland stattgefunden hat. Die Forderungen der Bergleute waren u. a. eine 25-prozentige Erhöhung der Gedingesätze, Mindestlohn, achtstündige Schicht inklusive Ein- und Ausfahrt, Bezug verbilligter Kohle zur Heizung der Wohnungen. – Die Bergleute konnten ihre Forderungen nicht durchsetzen.

### Ausbau der Industrie 1873 bis 1914
Auf Grund der Gründerkrise von 1873, Folge von Spekulationen deutscher Anleger, floss Kapital aus den französischen Kontributionszahlungen in Unternehmen des Ruhrbergbaus, ohne dass weitere Kapitalforderungen aus den Kuxen gedeckt waren. Die Stahlproduktion im Ruhrgebiet nahm um 13 % ab.

#### Verwaltung

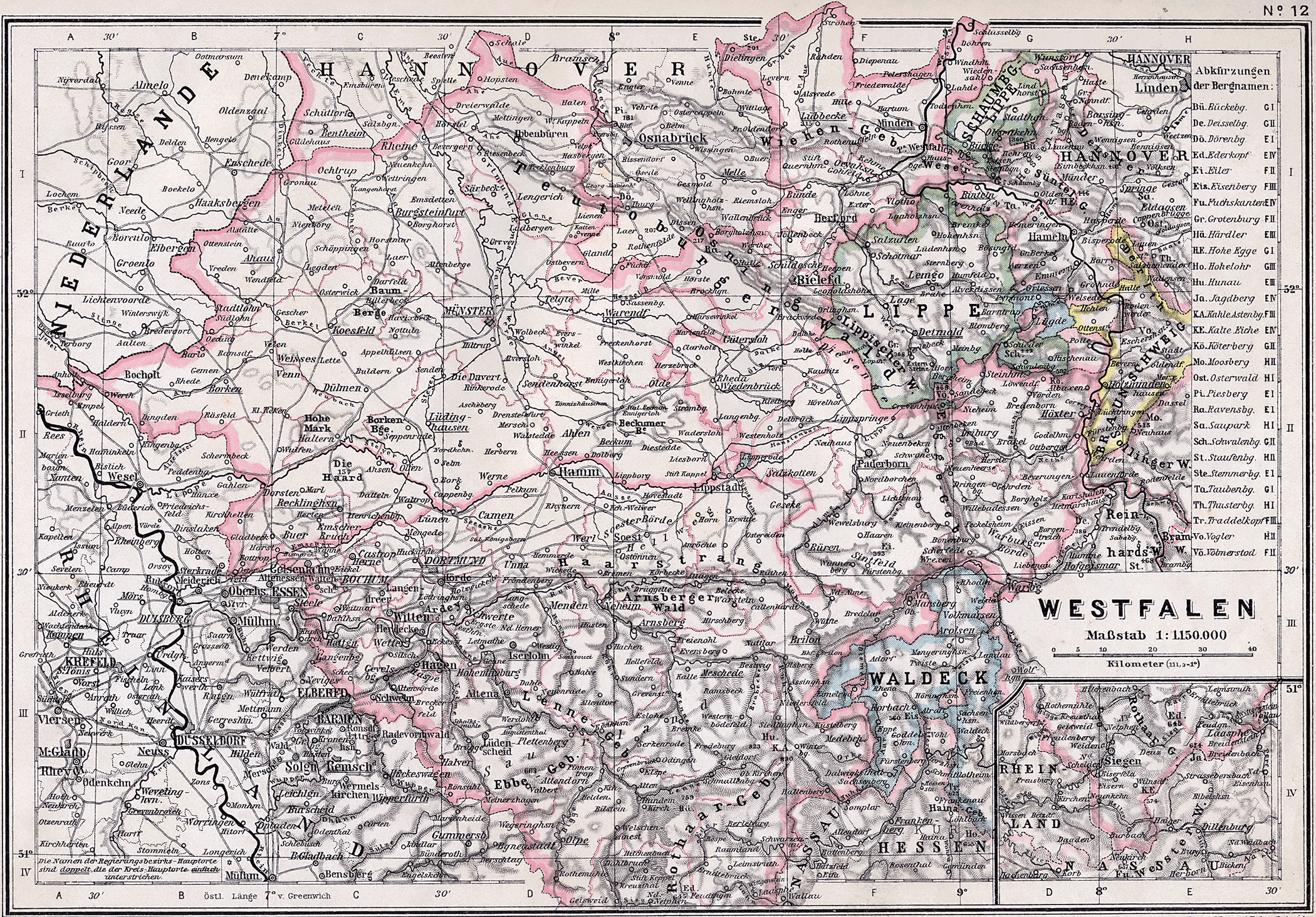
Provinz Westfalen 1905

Die preußische Verwaltung gliederte die Provinzen in Kreise, deren Verwaltung einem Landrat oblag. Innerhalb dieser Kreise gab es Bürgermeistereien, die zumeist mehrere Gemeinden umfassten, einzelnen Gemeinden konnte das Stadtrecht verliehen werden, die damit zu einer selbstständigen Bürgermeisterei innerhalb des Kreises wurden. Neben den Kreisen, die wir heute als Landkreise bezeichnen würden, gab es Stadtkreise, die nicht von einem Landrat, sondern von einem Oberbürgermeister verwaltet wurden.
Auf Grund der wachsenden Bevölkerungszahl wurden zwischen 1873 und 1876 zunächst die vier größten Städte des Ruhrgebietes aus ihren Kreisen herausgelöst und in eigene Stadtkreise umgewandelt. Am 28. Februar 1873 wurde die Stadt Essen zum Stadtkreis, so dass es in diesem Bereich zukünftig zwei Kreise gab, den Stadtkreis Essen und den (Land-)Kreis Essen.
Am 24. Januar 1874 wurde die Stadt Duisburg ein eigener Kreis, aus den bisherigen Gemeinden des (Land-)Kreises Duisburg wurde der (Land-)Kreis Mülheim an der Ruhr gebildet. Da der (Land-)Kreis Mülheim das Gebiet bis zur Lippe umfasste und die steigende Bevölkerung in der Emscherzone eine Verwaltung von Mülheim aus immer schwieriger gestaltete, wurden am 1. Juli 1887 die nordwestlich der Gemeinde Alstaden liegenden Gemeinden in einem neu geschaffenen (Land-)Kreis Ruhrort organisiert.
Am 15. Februar 1875 wurde die Stadt Dortmund ein Stadtkreis, so dass es einen Stadtkreis Dortmund und einen (Land-)Kreis Dortmund gab. Aus dem (Land-)Kreis Dortmund wurden am 1. April 1887 die südlich des Stadtkreises Dortmund gelegenen Gemeinden ausgegliedert und aus ihnen wurde der (Land-)Kreis Hörde gebildet, so dass im Dortmunder Raum ab 1887 drei Kreise existierten: Stadtkreis Dortmund, Landkreis Dortmund und der (Land-)Kreis Hörde.
Zuletzt wurde am 24. Mai 1876 die Stadt Bochum ein eigenständiger Stadtkreis neben dem weiterhin bestehenden (Land-)Kreis Bochum, aus dem am 1. Juli 1885 die Kreise Gelsenkirchen und Hattingen ausgegliedert wurden, so dass es auf dem Gebiet des ehemaligen Kreises Bochum vier Kreise gab: Stadtkreis Bochum, Landkreis Bochum, (Land-)Kreis Gelsenkirchen und (Land-)Kreis Hattingen.
Oberhausen erhielt am 10. September 1874 Stadtrecht und Gelsenkirchen 1875.
Durch die Industrialisierung bedingt, ist der Gerichtsbezirk des Oberlandesgerichts Hamm 1874 der bedeutendste in Westfalen geworden. Mit der Reichsjustizreform von 1877 wurde es daher das einzige Oberlandesgericht Westfalens.
Meiderich, das „größte Dorf Preußens“ mit über 20.000 Einwohnern, erhielt am 11. Oktober 1894 das Stadtrecht.
1897 erhielt Herne das Stadtrecht.
Die Stadt Castrop wurde 1902 aus den Gemeinden Castrop, Obercastrop und Behringhausen gebildet.
Zwecks Erweiterung des Duisburger Hafens wurden Ruhrort und Meiderich auf Wunsch der preußischen Regierung 1905 nach Duisburg eingemeindet.
Die Kommunen des Ruhrgebiets stellten 1910 erstmals die Mehrheit im Aufsichtsrat des RWE.

#### Ausbau der Infrastruktur
In Essen wurde 1893 die erste elektrische Straßenbahn im Raum Rhein-Ruhr eröffnet. Die Rheinisch-Westfälischen Elektrizitätswerke (RWE) wurden 1898, gegründet. Im folgenden Jahr auch die Emschergenossenschaft, um die Kanalisierung und Tieferlegung der Emscher vorzunehmen. Die Regelung der Abwasserprobleme bis etwa 1910 war Voraussetzung für das weitere Wachstum der Industrieregion.
Der Dortmund-Ems-Kanal wurde 1898 eröffnet. Zur Einweihung des Dortmunder Hafens und des Schiffshebewerks Henrichenburg reiste Wilhelm II. an. Dem Kanal kommt besondere Bedeutung für den Transport von über den Seeweg importierten Erzen zu, die mit der Kohle des Ruhrgebiets verhüttet werden.
Karl Imhoff, Ingenieur bei der Emschergenossenschaft, verfasste 1910 ein Gutachten zur Reinhaltung der Ruhr.
Unter dem Einfluss der Arbeit von Karl Imhoff zur Reinhaltung der Ruhr wurde 1913 das Ruhrreinhaltungsgesetz erlassen. Die Arbeit des Ruhrtalsperrenvereins wurde zeitgleich durch das Ruhrtalsperrengesetz geregelt. Beide Gesetze trugen wesentlich dazu bei, die Brauch- und Trinkwasserversorgung des wachsenden Ballungsraums sicherzustellen.
Die Eröffnung des Rhein-Herne-Kanals, der zum meistbefahrenen Binnenkanal in Europa wird, erfolgte 1914. Er stellte die Verbindung vom Rhein und dem Duisburger Hafen zu einem bis Herne führenden Stichkanal des Dortmund-Ems-Kanals her.

#### Bergbau

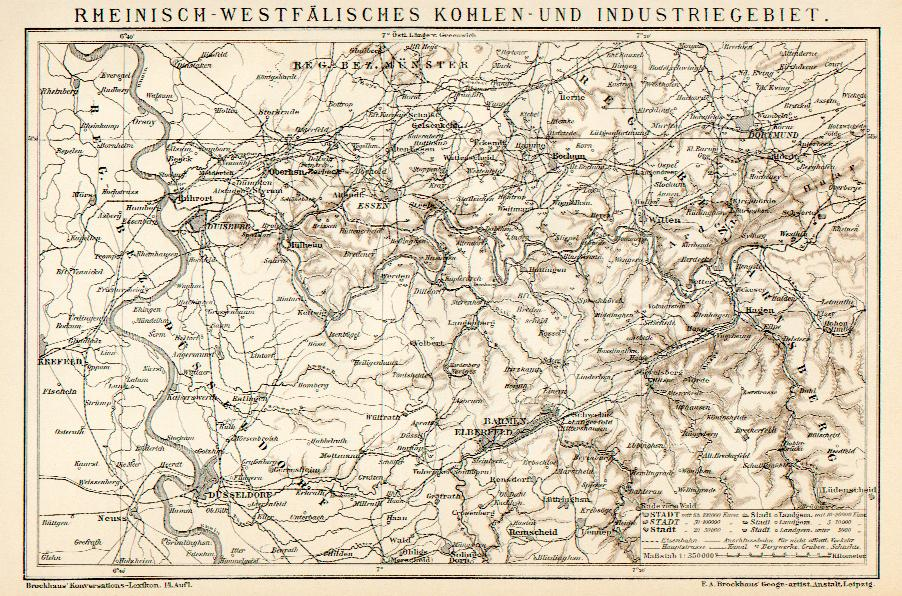
Rheinisch-Westfälisches Kohlen- und Industriegebiet, 1896

Bei Mutungsbohrungen in Herringen und Pelkum bei Hamm wurden 1874 Fettkohlevorkommen entdeckt.
1882 wurde bei Bohrungen in Werries statt der erhofften Kohle Sole gefunden; die Quelle versorgte die Bäder Königsborn (Unna) und Bad Hamm.
1892 erfolgten die ersten Verleihungen der 1874 entdeckten Kohlefelder in Herringen und Pelkum bei Hamm.
In Werries bei Hamm wurde 1898 bei acht Tiefbohrungen bis in 840 m Tiefe Kohle gefunden. 1900 wurde in Werries mit Schachtarbeiten begonnen und die Zeche Maximilian gegründet.
Um 1900 gab es im Ruhrgebiet 170 Zechen mit 228.000 Beschäftigten und 60,1 Mio. Tonnen Förderung von Steinkohle betrieben.
Der Herner Unternehmer Otto Heinrich Flottmann erhielt 1904 das Reichspatent für den Druckluft-Bohrhammer mit Kugelsteuerung und selbsttätiger Umsetzung. Der Einsatz des neuartigen Presslufthammers im Ruhrbergbau sollte die Abbauleistung deutlich steigern.
1905 wurde die Zeche Radbod bei den Dörfern Bockum und Hövel nahe Hamm gegründet und die zunächst eingleisige Bahnstrecke Oberhausen-Osterfeld–Hamm, auch Hamm-Osterfelder Bahn genannt, wurde eröffnet und vergrößerte den Bahnknoten Hamm.
Auf der Zeche Radbod in Hamm ereignete sich am 12. November 1908 das bis dahin schwerste Grubenunglück in Deutschland. Es ist bis heute das zweitschwerste des deutschen Steinkohlebergbaus. 350 Kumpel – bis auf wenige Personen die gesamte Nachtschicht – fanden den Tod. Das Bergwerk wurde 15 Stunden nach dem Unglück wegen der Grubenbrände mit Lippewasser geflutet. Erst im Oktober 1909 wurde die Förderung wieder aufgenommen.
Die Zeche Sachsen in Heessen entstand 1912 als letzte der heute auf Hammer Stadtgebiet liegenden ehemaligen Schachtanlagen.
Am 13. August 1914 wurde die Zeche Maximilian in Werries bei Hamm wegen kriegsbedingten Materialmangels ersoffen. Die einströmende Sole floss vier Wochen später aus dem Schacht über Tage in die Geithe ab.

#### Aufbau von Arbeitgeberorganisationen

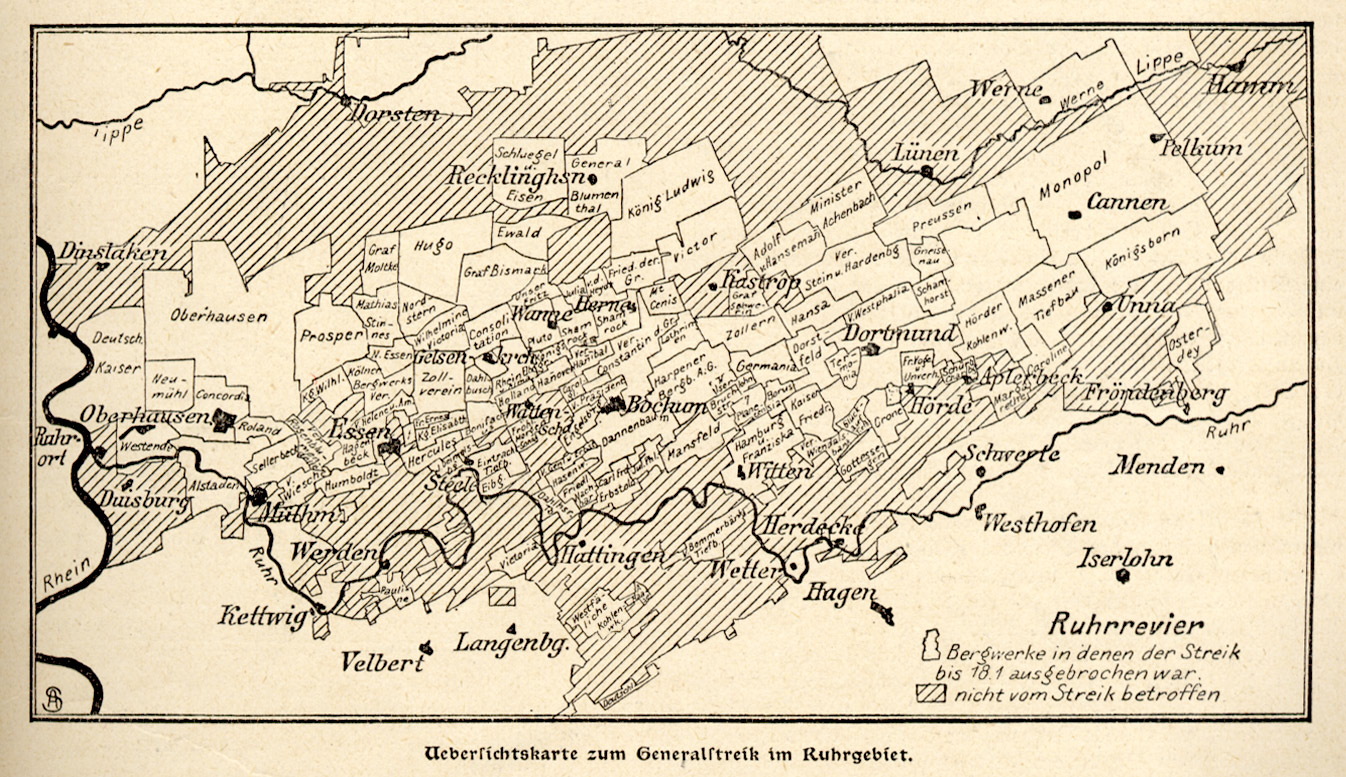
Bergarbeiterstreik 1905

Am 24. Februar 1882 schlossen sich fünfzehn rheinische und westfälische Stahlwerke zu einem Kartell zusammen, um sich gegen Konkurrenz zu schützen.
1893 wurde das Rheinisch-Westfälischen Kohlen-Syndikat mit Sitz in Essen als Vereinigung eines Großteils der Ruhrzechen gebildet. Ihr Ziel war es, die Produktion, den Absatz und die Preise zu regulieren. Der Verkauf wurde über eine zentrale Stelle organisiert.
Der Zechenverband wurde am 22. Januar 1908 als Vereinigung der Arbeitgeber im Ruhrbergbau gegründet.

#### Arbeiterbewegung
Dortmund – um den 10. April 1874: Ein Streik der Stahlarbeiter bei Hoesch, die eine Reduzierung der täglichen Arbeitszeit erstreiken wollten, führte zu einer Massenentlassung der streikenden Arbeiter.

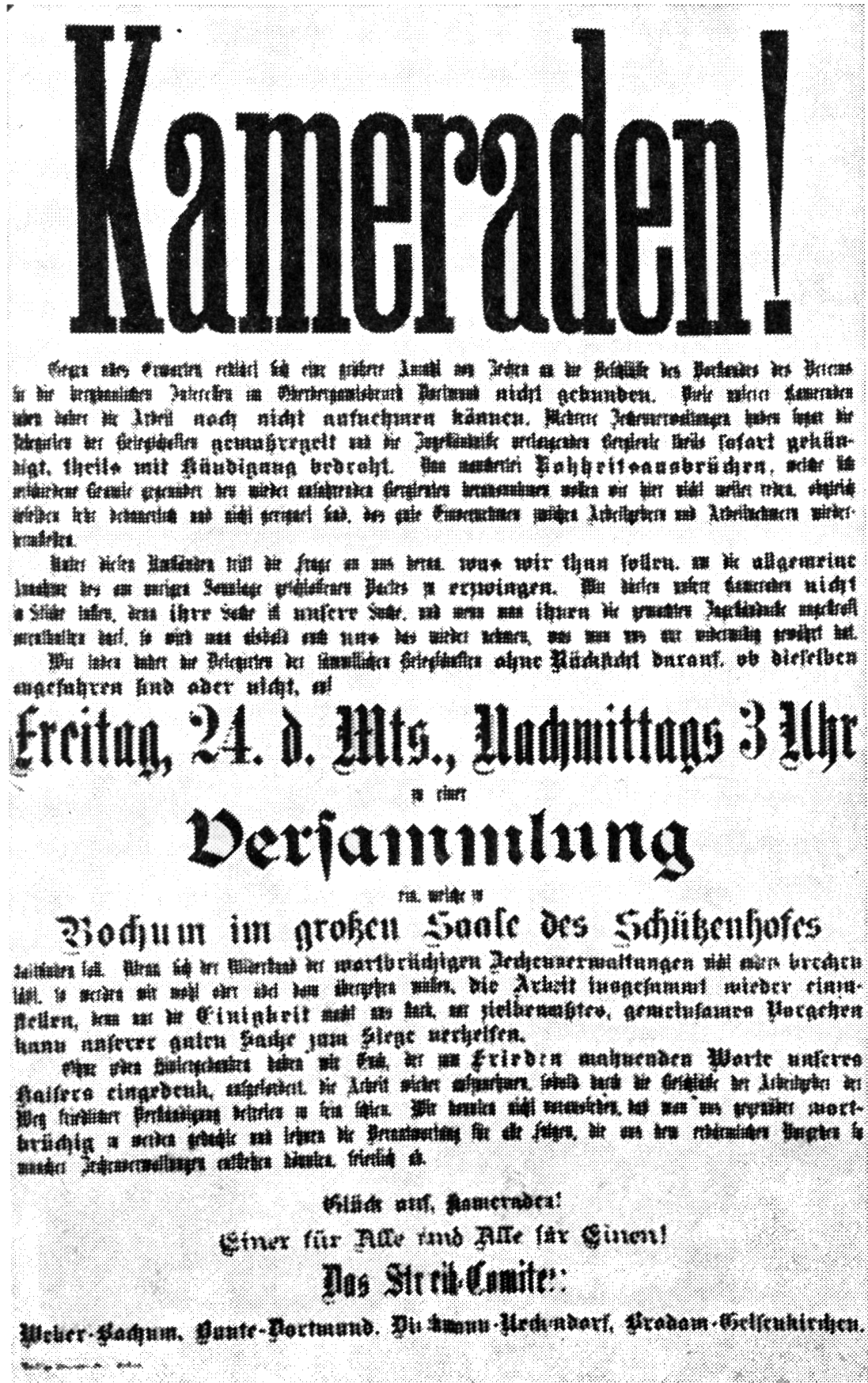
Aufruf zum Bergarbeiterstreik 1889

Als Ausdruck sozialer Spannungen verbreitete sich 1889 ein erster großer Bergarbeiterstreik von Bochum aus auf das gesamte Ruhrgebiet. Die Arbeiter forderten einen Anteil an den sich nach der Gründerkrise stabilisierenden Gewinnen der Unternehmen. Noch im selben Jahr wurde mit dem „Alten Verband“ die erste dauerhafte Bergarbeitergewerkschaft in Dorstfeld gegründet. Im Jahr 1894 kam dann noch eine christliche und 1902 eine polnische Gewerkschaft für Bergarbeiter hinzu.
Der spätere sozialdemokratische Reichstagsabgeordnete Otto Hue wurde 1895 Schriftleiter der Berg- und Hüttenarbeiterzeitung des Alten Bergarbeiterverbandes. Hue galt wegen seiner Funktion bald als Sprecher der Bergarbeiter.
In einem ruhrgebietsweiten Streik erreichten die Bergleute 1905 eine Begrenzung der täglichen Arbeitszeit auf 8½ Stunden.
Rosa Luxemburg war 1910 auf einer Versammlungstour im Ruhrgebiet unterwegs. Sie wandte sich gegen das preußische Dreiklassenwahlrecht und trat für politischen Massenstreik und konsequenten Antimonarchismus ein.

Der Bergarbeiterstreik vom 1912 lähmte das gesamte Ruhrgebiet. Als Antwort ließ Kaiser Wilhelm Militär aufziehen. Die Arbeiter gaben angesichts der kaiserlichen Gewaltbereitschaft auf.

#### Kulturelle Entwicklung
Die im Zweiten Weltkrieg zerstörte Duisburger Tonhalle wurde 1887 eröffnet.
Das Grillo-Theater wurde 1892 in Essen eröffnet.
In Mülheim an der Ruhr wurde 1912 das Kaiser-Wilhelm-Institut für Kohlenforschung gegründet.

Das Theater Duisburg wurde 1912 eröffnet.

## Weimarer Republik 1919–1933

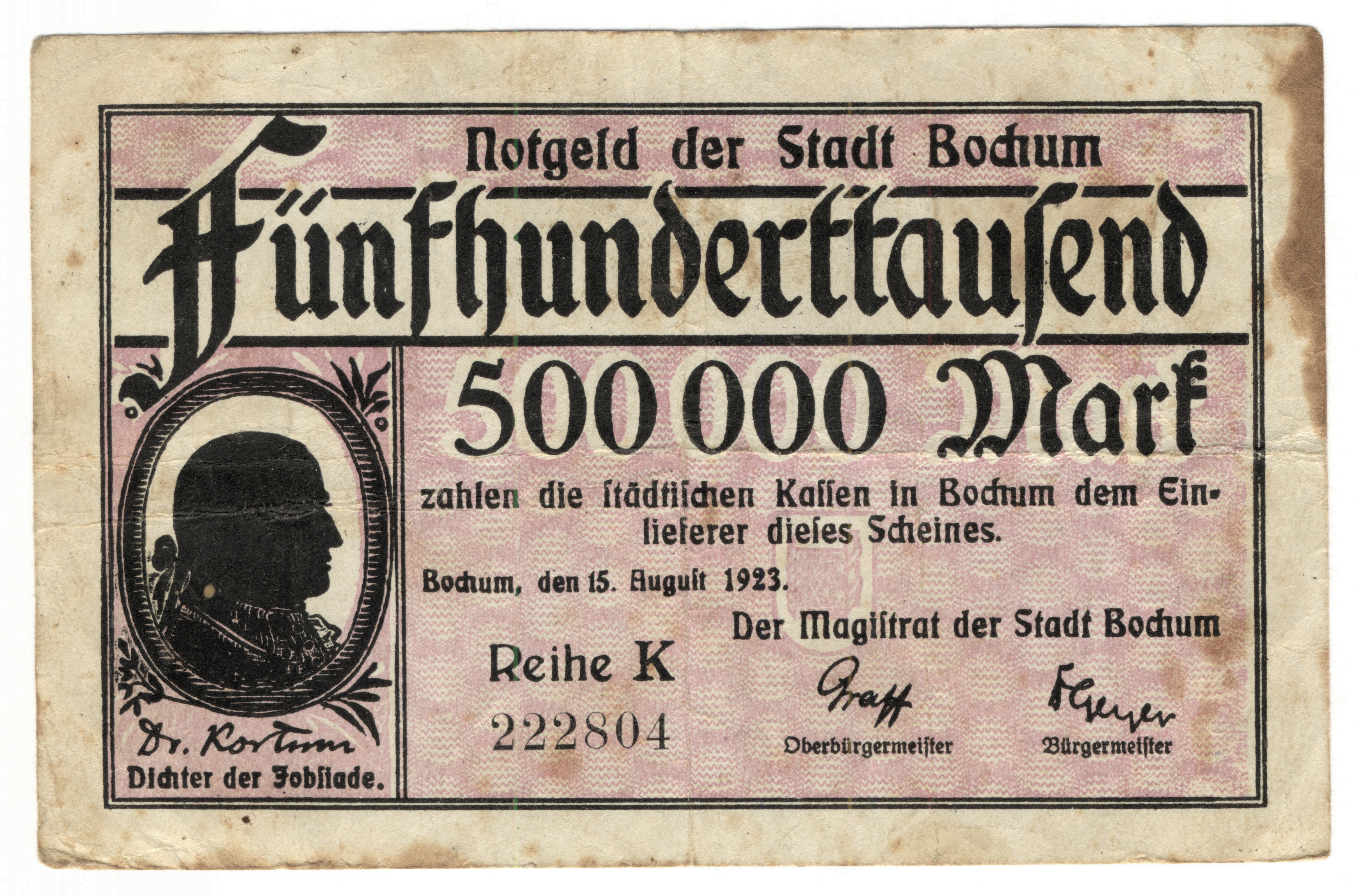
Notgeld der Stadt Bochum von 1923

Am 19. Januar 1919 gründeten Spitzen der deutschen Industrie-, Handels- und Bankwelt, auch von der Ruhr, den Antibolschewistenfonds der deutschen Unternehmerschaft in Berlin.
Die Sozialisierungsbewegung im Ruhrbergbau führte zu bürgerkriegsähnlichen Auseinandersetzungen zwischen Bergarbeitern und Freikorps-Mitgliedern.
Am 25. Oktober 1919 wurde der erste Tarifvertrag zwischen Zechenverband und Bergarbeitergesellschaften geschlossen.
Bottrop und Gladbeck erhielten durch Erlass des Preußischen Staatsministeriums vom 21. Juli 1919 die Stadtrechte.

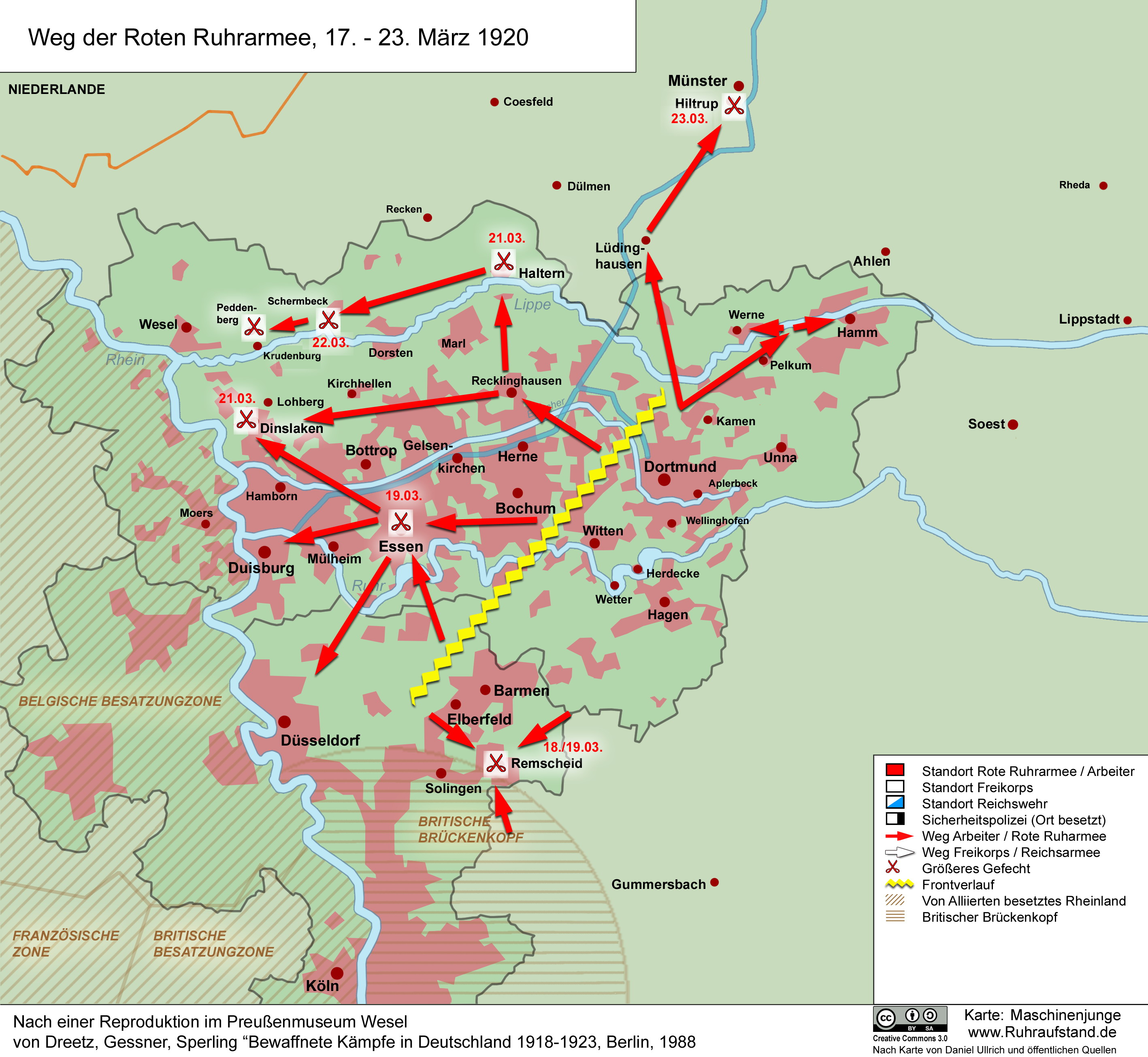
„Weg der Roten Ruhr Armee, 17.–23. März 1920“

Der Ruhraufstand infolge des Kapp-Putsches ereignete sich 1920. In Mengede und Ickern wurden erste Arbeiter-Bataillone für den Ruhrkampf aufgestellt. Die Rote Ruhrarmee setzte sich vor allem aus Anhängern der KPD, der USPD und Syndikalisten zusammen.
Der Siedlungsverband Ruhrkohlenbezirk (SVR) wurde 1920 gegründet und übernahm wichtige planerische Aufgaben für das gesamte Ruhrgebiet.
Französische und belgische Truppen besetzten am 8. März 1921 Duisburg. Die Sanktionsmaßnahme war eine unmittelbare Folge der Pariser Konferenz, bei der Deutschland zur Zahlung von Reparationen aufgefordert wurde.

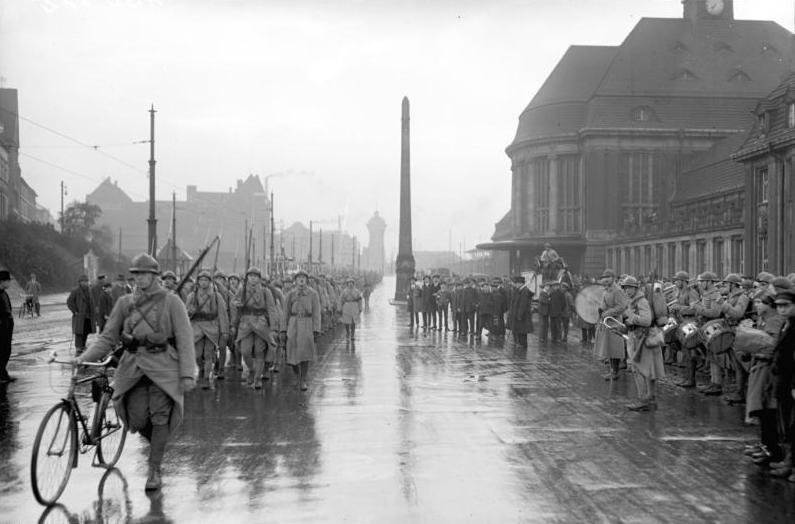
Französische Truppen verlassen im Oktober 1924 Dortmund

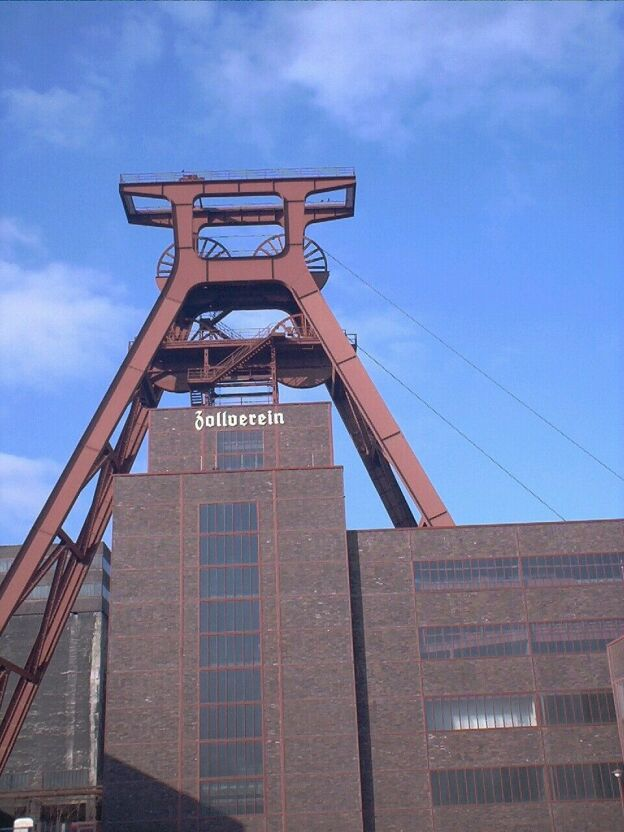
Fördertürme, wie dieser der Zeche Zollverein von 1928, prägten das Bild des Ruhrgebiets

Als Reparationsleistungen in Rückstand geraten waren, begannen Frankreich und Belgien am 10. und 11. Januar 1923 mit der Ruhrbesetzung. Mit einem großen belgischen und französischen Expeditionskorps rückte auch die Mission Interalliée de Contrôle des Usines et des Mines (MICUM) ein, eine interalliierte Fachkommission, die die tatsächliche Leistungsfähigkeit der Bergwerke und Hütten für die Erbringung der Reparationen untersuchen sollte. Die Reichsregierung unter Wilhelm Cuno rief daraufhin zum passiven Widerstand auf. Es kam zu Streiks und Werksstilllegungen. Das Besatzungsregime beschlagnahmte Einnahmen aus staatlichen Domänen, führte eine Ausfuhrkontrolle über das besetzte Gebiet ein und übernahm die Kontrolle in etlichen Industriebetrieben und die Regie bei der Eisenbahn. Beamte, die Weisungen der Besatzer nicht Folge leisteten, und exponiertes Eisenbahnpersonal wurden ausgewiesen. Die Folgen der Ruhrbesetzung belasteten den Reichshaushalt erheblich und wurden durch die Notenpresse finanziert. Dies war eine der Ursachen der einsetzenden Hyperinflation. Soziale Unruhe entstand. In Duisburg riefen Separatisten des Rheinischen Unabhängigkeitsbunds im Oktober die „Rheinische Republik“ aus. Separatistische Umsturzversuche konnten jedoch vereitelt werden. Ein MICUM-Abkommen, das von einer Gruppe von Industriellen um Hugo Stinnes mit der MICUM ausgehandelt worden war und zur Wiederaufnahme der Arbeit der Ruhrindustrie führte, trug 1924 zur Stabilisierung der Situation bei.
Der Ruhrindustrielle Fritz Thyssen begann mit einer massiven finanziellen Unterstützung der NSDAP. Als Gegenleistung erhielt er nach 1933 umfangreiche Rüstungsaufträge für sein Unternehmen vom NS-Staat.
Ende April 1924 begann einer der größten und längsten Streiks in der Geschichte des Ruhrbergbaus. Annähernd 95 Prozent der Bergleute streikten mehr als einen Monat für den Erhalt der Siebenstundenschicht unter Tage und des Achtstundenarbeitstages über Tage. Der Streik war nicht erfolgreich.
Im August und September 1925 wurde der Dawes-Plan durch die deutsche Regierung angenommen. Die Alliierten beendeten die Ruhrbesetzung.
Vertreter der Städte Köln, Düsseldorf und des Siedlungsverbandes Ruhrkohlenbezirk gründeten die „Studiengesellschaft für die rheinisch-westfälische Schnellbahn“. Es wurde eine durchgehende Schnellbahnlinie mit eigenem Gleiskörper und elektrischen Zügen von Köln nach Dortmund geplant. Die Reichsbahn trat diesen Plänen entgegen und beabsichtigte einige Jahre darauf, die vorhandenen Eisenbahnstrecken auszubauen und einen eigenen Schnellbahnverkehr einzurichten.
Die Westfalenhalle wurde in Dortmund eröffnet. Sie wird Austragungsort der Sechstagerennen und anderer großer Sportereignisse, wie auch politischer Kundgebungen der Weimarer Zeit.
Am 27. April 1925 wurde der Flughafen Dortmund in Betrieb genommen. Dortmund wurde Teil der Fluglinie Kopenhagen-Hamburg-Bremen-Dortmund-Frankfurt(M)-Stuttgart-Zürich der Deutschen Luft Hansa AG.
Die Sendestelle Dortmund der Westdeutschen Funkstunde AG (WEFAG) nahm ihren Betrieb auf. Als Studio wurden zwei Räume in einem Gebäude gegenüber dem alten Rathaus im Stadtzentrum genutzt. Die Sendeanlagen für den Radiobetrieb befanden sich bei der Zeche Dorstfeld. Bis Juli 1930 existierte dieser erste Radiobetrieb in Dortmund, dann wurde der Sendebetrieb in Köln zentralisiert.
Das bereits 1921 erbaute Wedaustadion wurde in Duisburg 1926 eingeweiht. Mit einer Kapazität von 40.000 Zuschauern war es nach dem Berliner Grunewaldstadion die zweite Großkampfstätte im Deutschen Reich. Bereits 1922 fanden dort die Deutschen Leichtathletik-Meisterschaften statt. 1924 verlor Deutschland bei dem ersten Spiel einer deutschen Fußballnationalmannschaft auf deutschem Boden gegen Italien im Wedaustadion mit 1:0.
Der neue Stadtkreis Wanne-Eickel wurde gebildet.
Paul Reusch gründete im Januar 1928 die Ruhrlade. Am 1. April 1928 wurde mit dem ersten Schritt der Kommunalen Neugliederung der Weimarer Zeit im Ruhrgebiet begonnen. In der Folge entstanden unter anderem die „Doppelstädte“ Gelsenkirchen-Buer und Duisburg-Hamborn. Bereits zwei Jahre zuvor hatten diese temporären Namenskonstrukte ihre Vorbilder in der Gestalt von Castrop-Rauxel und Wanne-Eickel gefunden.
Während des Ruhreisenstreits wurden mehr als 200.000 Beschäftigte der Eisen- und Stahlindustrie ausgesperrt und mussten staatlich unterstützt werden.
Der Volkspark Grugapark wurde als Große Ruhrländische Gartenbau-Ausstellung 1929 eröffnet.
Der Oberhausener Gasometer wurde als größter Gasbehälter Europas fertiggestellt. Er ist bis in die Gegenwart weithin sichtbares Symbol der Industrieregion im Emschertal.
Das preußische Gesetz über die kommunale Neugliederung des rheinisch-westfälischen Industriegebiets trat am 8. August 1929 in Kraft.
Mit Beginn der Weltwirtschaftskrise brach die exportorientierte Produktion der Montanindustrie drastisch ein. Die Weltwirtschaftskrise erreichte 1932 ihren Höhepunkt. Die Arbeitslosenquote im Ruhrgebiet lag bei 31,2 %. Seit Beginn der Krise 1929 war die exportorientierte Produktion der Montanindustrie drastisch eingebrochen. Die Eisenproduktion hatte sich um 60 % verringert, ähnlich verhielt es sich mit der Produktion im Stahlbereich und dem Steinkohlenbergbau. Der Industrielle Friedrich Flick rettete sein Vermögen durch ein Geschäft mit Angehörigen der Reichsregierung, was als Gelsenberg-Affäre bekannt wurde.

## Drittes Reich 1933–1945
Durch die nationalsozialistische Machtergreifung wurde die Steinwache in Dortmund ab 1933 ein Foltergefängnis der Gestapo. 1936 kam es zu Enteignungen der jüdischen Geschäftsinhaber wie zum Beispiel der Gebr. Alsberg und am 20. April erhielt Marl die Stadtrechte. Während der Novemberpogrome 1938 wurden die Synagogen der meisten Ruhrgebietsstädte zerstört, so die Alte Synagoge in Dortmund. Die Konstruktion der Synagoge in Essen war so stabil, dass es unmöglich war, sie zu sprengen, ohne die umliegenden Gebäude zu gefährden, daher blieb der Bau erhalten, obwohl sein Inneres verwüstet und verbrannt wurde.
In der Drewer Mark in Marl wurden die Chemischen Werke Hüls gegründet. Sie waren mehrheitlich ein Tochterunternehmen der I.G. Farben. Im Dritten Reich wurde dort synthetischer Kautschuk, Buna, für Reifen hergestellt. Dabei wurden auch Zwangsarbeiter in der Produktion eingesetzt.
Am 30. Januar 1939 erhielt Waltrop die Stadtrechte. Im selben Jahr wurde am 1. September der Zweite Weltkrieg begonnen.
Alliierte Luftangriffe auf das Ruhrgebiet zerstörten 1943 in einigen Städten wie Dortmund und Duisburg die Wohnbebauung zu mehr als 65 %. In Essen war es noch mehr als die Hälfte der Wohnhäuser. Tausende Menschen verloren ihr Leben. Die Innenstadtbereiche entlang der Hellwegzone lagen nahezu vollständig in Trümmern.
Am 18. Mai 1943 wurde die Möhnetalsperre von der britischen Luftwaffe bombardiert. Eine Flutwelle raste als Folge des Staumauerbruchs die Täler von Möhne und Ruhr hinab, über 1.000 Menschen kamen in den Fluten um.
Bereits während der Konferenz von Teheran wurde deutlich, welche Bedeutung die Alliierten dem Ruhrgebiet bei einer Neuordnung Deutschlands nach Kriegsende zumaßen. Nach dem Vorschlag Franklin D. Roosevelts käme die Industrieregion, unabhängig von anderen deutschen Teilstaaten, unter internationale Verwaltung.

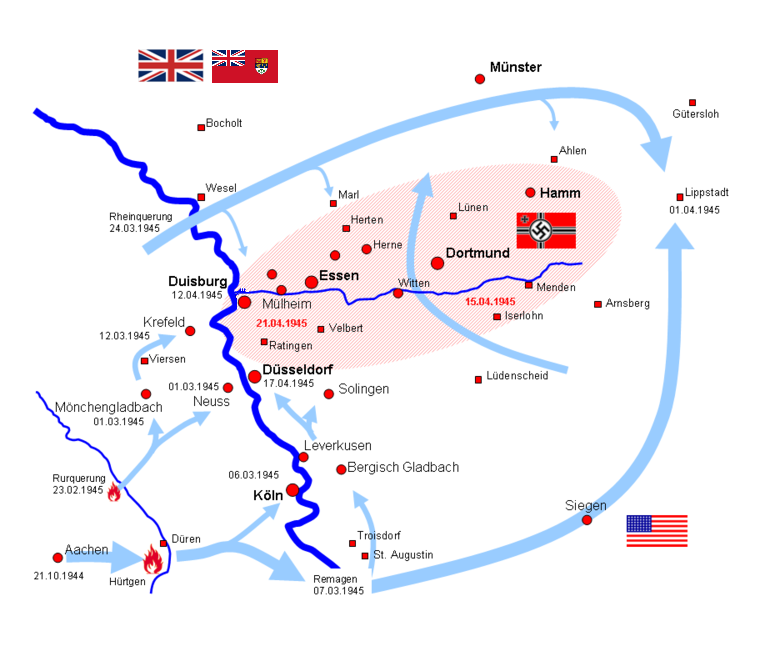
Der Ruhrkessel 1945

Der Morgenthau-Plan wurde 1944 in den Vereinigten Staaten diskutiert. Ihm zufolge wäre das Ruhrgebiet nach Kriegsende, neben einem Norddeutschen und einem Süddeutschen Staat, eine internationale Zone unter Verwaltung der UNO geworden. Industrieanlagen drohte die Demontage, verbunden mit einem Verbot einer Reindustrialisierung.
Der Ruhrkessel forderte 1945 kurz vor Ende des Kriegs noch etwa 105 000 Tote.
Am 11. April wurde der Rüstungsindustrielle Alfried Krupp von Bohlen und Halbach von amerikanischen Truppen in der Villa Hügel unter Arrest gestellt.
In der Nacht vom 5. September zum 6. September 1945, fünf Wochen nach der Potsdamer Konferenz holten Field-Security-Einheiten des britischen I. Corps 44 führende Köpfe des Rheinisch-Westfälisches Kohlen-Syndikats „aus den Betten“ und brachten sie in Internierungslager. Dies wurde in der britischen Presse damit gerechtfertigt, dass die Verantwortung der Industriemagnaten von der Ruhr für den Krieg, als ebenso groß angesehen kann wie die der Nazis selbst. Am 1. Dezember 1945 wurden von den Field-Security-Einheiten nach Mitternacht überall im Revier 76 Aufsichtsrats- und Vorstandsmitglieder der Eisen- und Stahlindustrie aus ihren Häusern geholt. Die Besatzungsmacht erklärte dies damit, dass bereits vor der Machtergreifung das Gewicht der deutschen Schwerindustrie hinter der Nazipartei gestanden habe und sie zusammen mit ihnen nach Macht strebte. (siehe: Großindustrie und Aufstieg der NSDAP).

## Nachkriegszeit 1945 bis heute

### Umbruch und Neuordnung 1945–1948
Mit der Übernahme der Verwaltung des Ruhrgebiets durch die Militärregierung der britischen Besatzungszone wurde im August 1945 die North German Coal Control (NGCC) als Kontrollorgan über den Bergbau der britischen Zone gegründet. Sie hatte ihren Sitz in der Villa Hügel in Essen. Sie wurde Ende 1947, mit dem Entstehen der Bizone, in UK/US Coal Control Group (UK/USCCG) und 1949, nach dem Beitritt der Franzosen, in Combined Coal Control Group (CCCG) umbenannt.
Während der Potsdamer Konferenz im Juli/August 1945 besprachen Winston Churchill und Josef Stalin einen Austausch von Ruhrkohle aus der britischen Besatzungszone gegen Lebensmittel aus der sowjetischen Zone. Gleichzeitig wurden Reparationsleistungen in Form industrieller Ausrüstung des Ruhrgebiets festgelegt. Stalin und Truman waren sich einig, dass das Ruhrgebiet ein Teil Deutschlands bleibt, entgegen den Wünschen Frankreichs, das einen staatlichen Sonderstatus für die Industrieregion forderte.
Im März 1946 einigten sich die vier Besatzungsmächte auf den „Industrieplan“, in dem dem Ruhrgebiet ein industrielles Niveau wie 1932 zugebilligt wurde, Produktion in den Bereichen Luftfahrt, Schiffsbau, Maschinenbau und Großchemie war verboten. Dem Bergbau wurde vorgeschrieben, vor allem für die Energiebedürfnisse der Nachbarländer Kohle zu fördern.
1946 wurde das Land Nordrhein-Westfalen, auf dessen Gebiet das gesamte Ruhrgebiet liegt, durch die britische Militärregierung gebildet. Damit waren die Pläne Frankreichs, einen Sonderstatus für das Ruhrgebiet einzuführen, durch politische Tatsachen verhindert. Auch der alternative Vorschlag Stalins von Potsdam, einen Viermächtestatus für die Region einzuführen, ist damit obsolet.
Die bis dahin größte Schlagwetterexplosion fand 1946 auf Zeche Monopol Schacht Grimberg 3/4 statt, 405 Bergleute fielen ihr zum Opfer.
Der Hungerwinter 1946/47 traf die Bevölkerung des Ruhrgebiets besonders hart. Tausende Städter unternahmen Hamsterfahrten zu den bäuerlichen Regionen des Umlands.

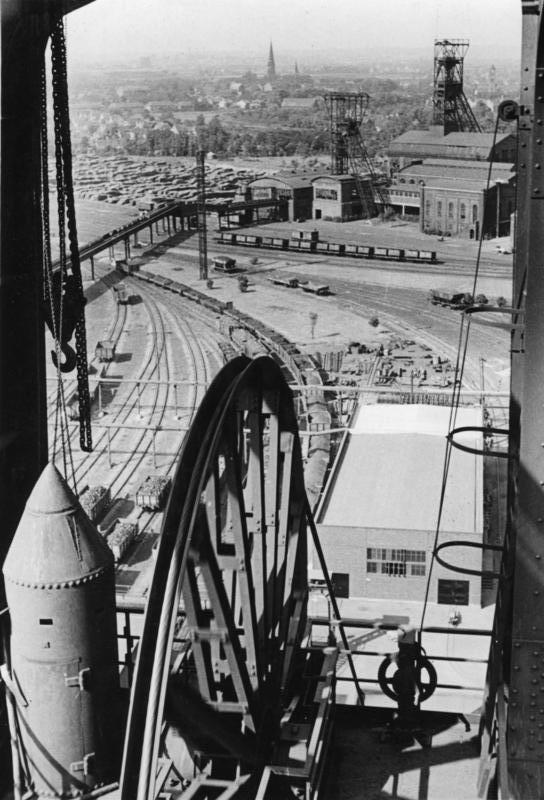
Die für den Wiederaufbau Deutschlands entscheidende Montanindustrie des Ruhrgebiets stand 1949 unter Kontrolle der internationalen Ruhrbehörde

Im Januar 1948 kam es in den Ruhrgebietsstädten immer wieder zu Streiks der Arbeiter, allein in Essen traten 50.000 Menschen in den Ausstand. Die Arbeiter wollten auf die mangelhafte Versorgung mit Lebensmitteln aufmerksam machen. Insbesondere weigerte sich Bayern, seinen Verpflichtungen im Warenaustausch in der Bizone nachzukommen.
Mit der Währungsreform im Juni wurde zwar das zuvor vielfach gehortete Warenangebot wieder sichtbar, jedoch hatten gerade Haushalte mit geringem Einkommen, wie beispielsweise Arbeiterhaushalte, durch die folgende Abwertung des Geldvermögens die Hauptlast der Kriegskosten zu tragen.

### Wiederaufbau und Wirtschaftswunder 1949–1958

#### Steinkohlenbergbau
Das Ruhrstatut vom 28. April 1949 regelte die Kontrolle der Kohle- und Stahlproduktion durch die Internationale Ruhrbehörde. Damit blieben die rüstungsrelevanten Industrien des Ruhrgebiets auch mit Übergabe der staatlichen Souveränität an die Bundesrepublik im Mai unter internationaler Kontrolle.
Am 13. Juni 1949 gingen belgische Soldaten gegen deutsche Arbeiter vor, die mit Barrikaden die Demontage des Hydrierwerks Ruhrchemie verhindern wollen.
Im Ruhrrevier arbeiteten 1950 143 Zechen mit 433 359 Beschäftigten und 103 Mio. Tonnen Steinkohle Jahresförderung.
Die paritätische Mitbestimmung in Montanbetrieben wurde am 10. April 1951 gesetzlich beschlossen.
Mit der Gründung der Europäischen Gemeinschaft für Kohle und Stahl am 23. Juli 1952 stellte die nach dem Ruhrstatut geschaffene Internationale Ruhrbehörde ihre Arbeit ein. Die Montanunion wurde zur Keimzelle der Europäischen Union.
Die 7,5-Stunden-Schicht für Bergarbeiter unter Tage wurde 1953 eingeführt. In Gelsenkirchen wurde zur Bergung verschütteter Bergleute die Dahlbuschbombe entwickelt.
1956 erreichte die Kohleförderung mit 124,6 Mio. Jahrestonnen und die Zahl der Beschäftigten mit 494.000 Kumpeln im Ruhrbergbau ihren Höhepunkt.
Der Unternehmensverband Ruhrbergbau startete 1957 unter dem Titel „Vita Nuova presso l’industria mineria di carbon fossile nella Germania Occidentale“ eine Werbekampagne in ländlichen Regionen Italiens zur Anwerbung von Arbeitskräften.

#### Kulturelle Entwicklung
1947 gründeten die Stadt Recklinghausen und der Deutsche Gewerkschaftsbund die Gesellschaft zur Durchführung der Ruhrfestspiele und riefen die Ruhrfestspiele als jährliches Ereignis ins Leben.
Am 6. April 1950 nahm in Dortmund das Westfalenstudio des Nordwestdeutschen Rundfunks (NWDR) den Betrieb auf. Das Studio befand sich in einem Seitenflügel der Industrie- und Handelskammer in der Stadt.
Die Dortmunder Westfalenhalle wurde 1952, nach der Zerstörung im Zweiten Weltkrieg, in ihrer heutigen Form wieder errichtet. Die Einweihung fand am 2. Februar in Anwesenheit von Bundespräsident Theodor Heuss statt.
Das heutige Gebäude des Schauspielhauses Bochum wurde eröffnet. Das Haus gilt bis heute als eine der besten Sprechbühnen Deutschlands.
Als erste deutsche Stadt rationierte Duisburg den Parkraum. Am 4. Januar 1954 wurden in der Straße „Am Buchenbaum“ 20 so genannte Parkographen installiert.
In Oberhausen fanden 1954 zum ersten Mal die Westdeutschen Kulturfilmtage statt. Beim achten Festival wurde im Februar 1962 das Oberhausener Manifest verkündet, mit dem 26 junge deutsche Filmemacher, unter ihnen Alexander Kluge, Peter Schamoni und Edgar Reitz, den alten Film für tot erklärten und ihren Anspruch verkündeten, den neuen deutschen Film zu schaffen.
Duisburg und Düsseldorf gründeten 1955 die Deutsche Oper am Rhein. Sie entwickelte sich zu einer der renommiertesten Opernbühnen Deutschlands. In Dortmund wurde das bis dahin älteste steinerne Rathaus in Deutschland abgerissen.
An der Sternwarte Bochum empfing im Oktober 1957 Heinz Kaminski, erstmals außerhalb der Sowjetunion, die Funksignale des ersten künstlichen Satelliten Sputnik 1.
Das Bistum Essen wurde 1958 als (Ruhrbistum) aus Teilen der Bistümer Köln, Münster und Paderborn gegründet.

#### Verwaltung
Am 12. Februar 1950 wurden der Großgemeinde Kamp-Lintfort die Stadtrechte verliehen.

### Das Revier und die Krise des Bergbaus 1958–1974

#### Bergbaukrise
In Bonn protestierten 1959 Bochumer Bergarbeiter gegen den Import billiger amerikanischer Kohle. Das Zechensterben begann. Auch in Teilen der Montanindustrie begann ein lang anhaltender Abbau von Arbeitsplätzen.
Am 31. Oktober 1964 meldete der Rationalisierungsverband des Steinkohlenbergbaus 31 Großzechen mit 64.000 Beschäftigten und einer Jahresförderung von 26,5 Millionen Tonnen zur Stilllegung an. Daraufhin kam es in den folgenden Wochen zu Demonstrationen.
Das letzte Grubenpferd verfuhr im August 1966 auf Zeche Lothringen seine letzte Schicht.
Die Ruhrkohle AG wurde 1969 gegründet.

#### Wirtschaftliche Entwicklung
Das Opel-Werk Bochum I wurde im Oktober 1962 fertiggestellt. Im Juli 1963 lief dort die Produktion des Opel Kadett A an.
Das Unternehmen Krupp wurde 1967 in eine Kapitalgesellschaft umgewandelt.

#### Kulturelle Entwicklung
Das Musiktheater im Revier wurde in Gelsenkirchen 1959 vom Architekten Werner Ruhnau eröffnet. Seine vom Bauhaus beeinflusste Architektur und die blauen Schwammreliefs des Künstlers Yves Klein gaben dem Gebäude bis heute internationalen Rang.
Die Duisburger Mercatorhalle wurde 1962 festlich eröffnet.
Der Schriftsteller Max von der Grün veröffentlichte seinen ersten, die Arbeitswelt der Bergleute des Ruhrgebiets thematisierenden Roman Männer in zweifacher Nacht.
Der Adolf-Grimme-Preis wurde erstmals 1964 in Marl vergeben. Einer der ersten Preisträger war Günter Gaus.
1964 wurde das Planetarium Bochum eröffnet. Es ist seither die modernste und größte Anlage dieser Art in Deutschland.

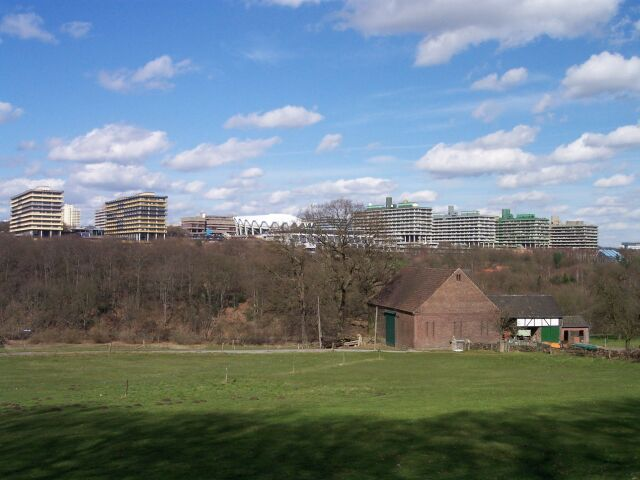
Ruhr-Universität Bochum

Die Ruhr-Universität Bochum wurde 1965 eröffnet.
Vom 25. bis zum 29. September 1968 fanden die Internationalen Essener Songtage statt. Das Festival galt als die Geburtsstunde eigenständiger deutscher Rockmusik.
Am 16. Dezember 1968 erfolgte die Gründung der Universität Dortmund.
1972 wurden die Gesamthochschulen Essen und Duisburg gegründet. Sie wurden 2003 zur Universität Duisburg-Essen fusioniert.
Die Zentralstelle für die Vergabe von Studienplätzen wurde 1973 in Dortmund eingerichtet.

#### Infrastrukturmaßnahmen
Die 1956 eröffnete Internationale Bauausstellung Ruhr City wurde 1973 vorzeitig abgebrochen.
In der Essener Gruga fand 1965 die Bundesgartenschau statt.
Der Duisburger Vertrag wurde am 16. September 1966 geschlossen. Er bildete als Einigung zwischen der Bundesrepublik Deutschland und dem Freistaat Bayern über die Finanzierung und Ausführung der Ausbaumaßnahmen des Main-Donau-Kanals die Grundlage für die durchgängig schiffbare Verbindung von der Rheinmündung in Rotterdam bis zur Donaumündung ins Schwarze Meer.
Im Gebietsentwicklungsplan 1966 wurden die regionalen Grünzüge A bis F des Siedlungsverbands Ruhrkohlenbezirk definiert. Grünzüge zwischen den Kernstädten des Ruhrgebiets wurden damit, als raumplanerisches Element erstmals in der Bundesrepublik, verbindlich.
In Herne entstand 1970 der Gysenbergpark, der erste Revierpark.
Die auf Initiative des Landes Nordrhein-Westfalen von den Ruhrgebietsstädten gegründete Stadtbahngesellschaft Ruhr übernahm 1969 die Planung des Stadtbahnnetzes Rhein-Ruhr.
In Mülheim an der Ruhr entstand 1973 das Rhein-Ruhr Zentrum, Deutschlands erstes überdachtes Einkaufszentrum.

#### Sport im Ruhrgebiet
Am 28. Juli 1962 beschloss der Deutsche Fußball-Bund auf einer Tagung in Dortmund die Einführung der Fußball-Bundesliga für die Saison 1963/64. Die Fußball-Bundesliga startete 1963 mit drei Vereinen aus dem Ruhrgebiet: Schalke 04, Meidericher SV (heute: MSV Duisburg), Borussia Dortmund.
Die Mannschaft des BV 09 Borussia Dortmund gewann am 5. Mai 1966 mit einem 2:1-Sieg über den FC Liverpool im schottischen Glasgow den Europapokal der Pokalsieger.
Die Fußball-Weltmeisterschaft 1974 fand in Deutschland statt. Es gab WM-Spiele im neu errichteten Gelsenkirchener Parkstadion und Dortmunder Westfalenstadion.

#### Verwaltung
Die Nordrhein-Westfälische Landesregierung unter Franz Meyers (Ministerpräsident von 1958 bis 1966) hatte 1965 erste Pläne zur Bildung eines Regierungsbezirks Ruhrgebiet. Seit dem Regierungswechsel im Dezember 1966 (Meyers Nachfolger wurde 1966–1978 Heinz Kühn (SPD)) wurde die Idee nicht weiterverfolgt.
Die Stadt Oberhausen feierte 1962 ihren 100. Geburtstag.

#### Umweltschutz
Willy Brandt forderte im Bundestagswahlkampf 1961 einen Blauen Himmel über dem Ruhrgebiet.
Smog-Krise im Ruhrgebiet (3. bis 7. Dezember 1962)

### Das Revier und die Krise der Stahlindustrie 1975–1990

#### Krise des Bergbaus
1976 schloss die zweite Hammer Zeche, Zeche Sachsen in Heessen, wegen der Kohlekrise.
Auf Zeche Monopol wurde 1977 eine Teufe von 1415 m erreicht. Der Jahrhundertvertrag sollte die Zukunft der Kohleförderung sichern.
In der Haard wurde 1979 Schacht Haltern 1 abgeteuft.
1986 wurde mit Zollverein das letzte Essener Bergwerk geschlossen.

#### Krise der Stahlindustrie

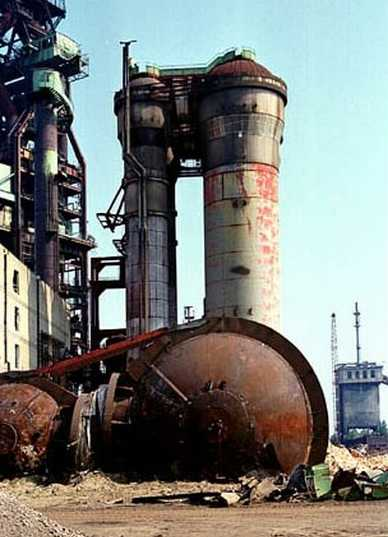
Zeichen des Strukturwandels: 1983 fielen, trotz medial sehr erfolgreicher Proteste der Arbeiter, die Produktionsanlagen des Stahlwerkes in Duisburg-Rheinhausen

1977 gab es einen ersten Höhepunkt der Stahlkrise, die im Jahre 1975 begann. Seit 1974 sank die Rohstahlerzeugung von 32,2 Mio. t auf 21,5 Mio. t. Die Krise erfasste weite Teile des Ruhrgebiets. Im produzierenden Gewerbe gingen 200.000 Arbeitsplätze verloren. Nach der ersten Ölpreiskrise (1973/74) folgten in vielen Industrieländern Jahre der Stagflation (Inflation und Stagnation). Die erste EG-Erweiterung („Norderweiterung“): Dänemark, die Republik Irland und das Vereinigte Königreich traten der EG (heute EU) bei, die bis dahin aus den sechs Gründerstaaten bestand (D,F,I,Benelux).
Revierweite Proteste der Stahlarbeiter gegen Schließungs- und Entlassungsabsichten der Stahlunternehmen im Ruhrgebiet erfolgten 1982. Krupp legte das Walzwerk in Duisburg-Rheinhausen still. Der letzte Hochofen zwischen Duisburg und Dortmund wurde in Gelsenkirchen stillgelegt.
Ein Konzept zur Neuordnung der deutschen Stahlindustrie wurde 1983 vorgelegt.

#### Infrastrukturmaßnahmen
In der Essener Innenstadt wurde 1977 der Straßenbahnbetrieb zwischen Saalbau und Porscheplatz in den Untergrund verlegt. Mit der U 18 zwischen Mülheim und Essen wurde die erste „echte“ Stadtbahn in Betrieb genommen.
Der Verkehrsverbund Rhein-Ruhr gründete sich 1980.
Das letzte Teilstück zwischen Bochum und Dortmund der S-Bahn von Düsseldorf nach Dortmund wurde 1984 fertig gestellt.
In Dortmund wurde 1984 die erste zum Teil unterirdisch verlaufende Stadtbahn-Linie eingeweiht.
Die erste Landesgartenschau in NRW fand 1984 auf dem sanierten und umgestalteten Gelände der Zeche Maximilian in Hamm statt. Die Zeche war als erste Hammer Zeche schon 1914 wegen eines unkontrollierbaren Soleeinbruchs geschlossen worden. Wahrzeichen der Veranstaltung war die fast 40 m hohe Großplastik eines Elefanten aus Glas. Der Elefant ist heute Wahrzeichen und Maskottchen der Stadt.
1988 wurde der Initiativkreis Ruhr gegründet.
Anfang des Jahres 1989 wurden erste deutsche Internetanschlüsse in Betrieb genommen. Führend beteiligt ist das Projekt EUnet der Universität Dortmund. Als erste der mittlerweile über 10 Millionen .de-Domains wurde die Domain uni-dortmund.de registriert.
1988 begann die Internationale Bauausstellung Emscher Park ihre Arbeit.

#### Kulturelle Entwicklung
Die Alte Synagoge in Essen wurde 1979 Gedenkstätte.
Erster Tatort mit Horst Schimanski löste 1981 Proteste der konservativen Presse in Duisburg aus.
Günter Wallraffs Buch Ganz unten wurde 1985 veröffentlicht.
Papst Johannes Paul II. besuchte 1987 Essen und das Ruhrgebiet.

#### Sport im Ruhrgebiet
Das Ruhrgebiet bewarb sich 1984 um die Olympischen Spiele.

#### Verwaltung
Der Siedlungsverband Ruhrkohlenbezirk (SVR) verlor 1975 durch ein Landesgesetz die Planungshoheit über das Ruhrgebiet. Die kommunale Neugliederung verschaffte Bochum und Duisburg Gebietszuwächse: Bochum erhielt Wattenscheid, Duisburg-Rheinhausen, Homberg und Walsum. Herne und Wanne-Eickel schlossen sich zusammen. Hamm wurde durch die Eingliederung der Städte Heessen, Bockum-Hövel und der Gemeinden und Dörfer um Pelkum, Herringen, Rhynern und Uentrop zur Großstadt. Aus den Kreisen Dinslaken, Moers und dem südöstlichen Teil des Kreises Rees wurde der Kreis Wesel gebildet.
Ein Urteil des Verfassungsgerichtshofs für das Land Nordrhein-Westfalen in Münster beendete den 1975 Streit um das im Zuge der Gebietsreform gebildete Glabotki. Der Zusammenschluss von Bottrop, Gladbeck und Kirchhellen wurde für nichtig erklärt, Gladbeck wurde Teil des Kreises Recklinghausen.
Selm, seit zwei Jahren dem Kreis Unna angehörig, erhielt 1977 Stadtrecht.
Aus dem Siedlungsverband Ruhrkohlenbezirk wurde 1979 der Kommunalverband Ruhrgebiet (KVR).

#### Umweltschutz
Zum ersten Mal wurde im Ruhrgebiet Smogalarm am 17. Januar 1979 ausgelöst.
Im westlichen Ruhrgebiet wurde im Januar 1985 die höchste Smogalarm-Stufe ausgelöst. Nordrhein-Westfalen hatte zu dieser Zeit die schärfsten Smog-Grenzwerte in Deutschland.
Im Mai 1986 kam es zu einem Störfall im Kernkraftwerk Uentrop, eine radioaktive Wolke zog von Hamm über das Ruhrgebiet. Die Betreiber versuchten den gefährlichen Unfall zu vertuschen. In Essen wurde man auf die hohe Strahlung aufmerksam, da wegen der Nuklearkatastrophe von Tschernobyl regelmäßige Messungen der Becquerelwerte stattfanden.

### Strukturwandel und Neuorientierung 1990 bis heute

#### Das Ende des Bergbaus im Ruhrgebiet
1990 förderten 19 Zechen mit 101.000 Beschäftigten 54 Millionen Tonnen Steinkohle. Schacht 9 der Zeche Auguste Victoria wurde in Haltern am See in Betrieb genommen. Es war die letzte Inbetriebnahme eines Schachtes im Ruhrbergbau.
Die Zeche Radbod – 1905 gegründet und Schauplatz des bis heute zweit schwersten Grubenunglücks in Deutschland – schloss 1990 planmäßig wegen der anhaltenden Steinkohlenbergbaukrise.
Im Dezember 1992 wurde die Kokerei Kaiserstuhl in Dortmund als zu diesem Zeitpunkt modernste Kokerei Europas in Betrieb genommen. Die Anlage war nur acht Jahre in Betrieb.
Im Januar 2007 verständigte sich die Regierungskoalition des Bundes auf eine Einstellung der Subventionen für den deutschen Steinkohle-Bergbau im Jahr 2018. Unter gleichzeitigem Verzicht auf Strukturhilfen des Bundes für das Ruhrgebiet wollte die nordrhein-westfälische Landesregierung die Unterstützung für den Bergbau bereits 2015 abbrechen. Die im Landeshaushalt frei werdenden Gelder sollten laut Erklärung von Lutz Lienenkämper, dem wirtschaftspolitischen Sprecher der CDU-Fraktion des Landtags, ausdrücklich nicht allein in den Strukturwandel des Ruhrgebiets fließen.
2007 förderten noch vier Bergwerke: Bergwerk West, Bergwerk Prosper-Haniel, Zeche Auguste Victoria und Bergwerk Ost.
In Abwesenheit des EU-Kommissars für Energie, Günther Oettinger, beschloss die Europäische Kommission am 20. Juli 2010 den Vorschlag für eine Verordnung über staatliche Beihilfen zur Erleichterung der Stilllegung nicht wettbewerbsfähiger Steinkohlebergwerke, die eine Ende 2010 auslaufende Verordnung ersetzen sollte. Der Entwurf sah die Stilllegung aller betroffenen Bergwerke bis Oktober 2014 vor.
In Hamm schloss mit dem Bergwerk Ost, der ehemaligen Zeche De Wendel beziehungsweise Zeche Heinrich-Robert, das letzte Steinkohlenbergwerk des östlichen Ruhrgebiets. Die Stilllegung erfolgte am 30. September ohne Festakt, da die Stilllegung kein Grund zum Feiern sei. Ursprünglich war sie schon neun Monate früher geplant, jedoch musste die Zeche noch Produktionsausfälle des Bergwerkes Saar auffangen. Hamm war nach 109 Jahren keine Bergbaustadt mehr, in der Region Hamm waren auf dem Höhepunkt des Steinkohlenbergbaues mehr als 40000 Menschen im Bergbau beschäftigt.
In Marl schloss mit der Zeche Auguste Victoria und dem bereits 2001 zusammengelegtem Bergwerk Blumenthal/Haard im Dezember 2015 das letzte Steinkohlebergwerk im nördlichen Ruhrgebiet und des Kreises Recklinghausen. Damit endeten von Betriebsbeginn der Zeche Erin bis zur Schließung von Auguste Victoria nahezu 150 Jahre Bergbau im nördlichen Kohlenrevier und im Kreis Recklinghausen.
Nachdem im Bergwerk Ibbenbüren im August 2018 die letzte Kohle abgebaut wurde, erfolgte dort die letzte Kohleförderung am Barbaratag (4. Dezember). Mit dem letzten Kohleabbau auf Bergwerk Prosper-Haniel am 14. September 2018 erfolgte dessen offizielle Schließung am 21. Dezember 2018 mit einem Festakt. Damit endete für das Bergwerk Prosper-Haniel die mehr als 150-jährige Steinkohleförderung. Mit Schließung der beiden letzten Bergwerke endete für das Ruhrgebiet und für Deutschland die Steinkohlenförderung. Nach dem Abbau der untertägigen Förderanlagen werden nur mehr einige hundert Bergleute mit der Wasserhaltung im Ruhrbergbau beschäftigt sein.

#### Abbau von Arbeitsplätzen
Die Brauerei Isenbeck in Hamm wurde 1990 als letzte große Hammer Brauerei abgerissen, Isenbeck war jetzt nur noch ein Markenname der Warsteiner Gruppe.
Opel plante 2004, auch in Bochum mehrere tausend Arbeitsplätze abzubauen. Ein Streik der Belegschaft gegen den Willen der IG Metall und gegen ihren eigenen Betriebsrat legte die europäische Produktion für kurze Zeit still. Am 19. Oktober versammelten sich auf dem Platz am Schauspielhaus 25.000 Menschen zu einer spontanen Solidaritätskundgebung.
Das Nokia-Werk Bochum wurde 2008 geschlossen. Etwa 1700 Arbeitsplätze gingen verloren.
Bedingt durch die Weltfinanzkrise 2007–2008 musste General Motors im Februar 2009 Insolvenz anmelden. Opel war von der Zahlungsunfähigkeit des Automobilkonzerns betroffen. Zeitweilig wurde eine Schließung des Bochumer Standortes erwogen. Im Januar 2010 wurde der Erhalt der Werke im Ruhrgebiet bekanntgegeben.

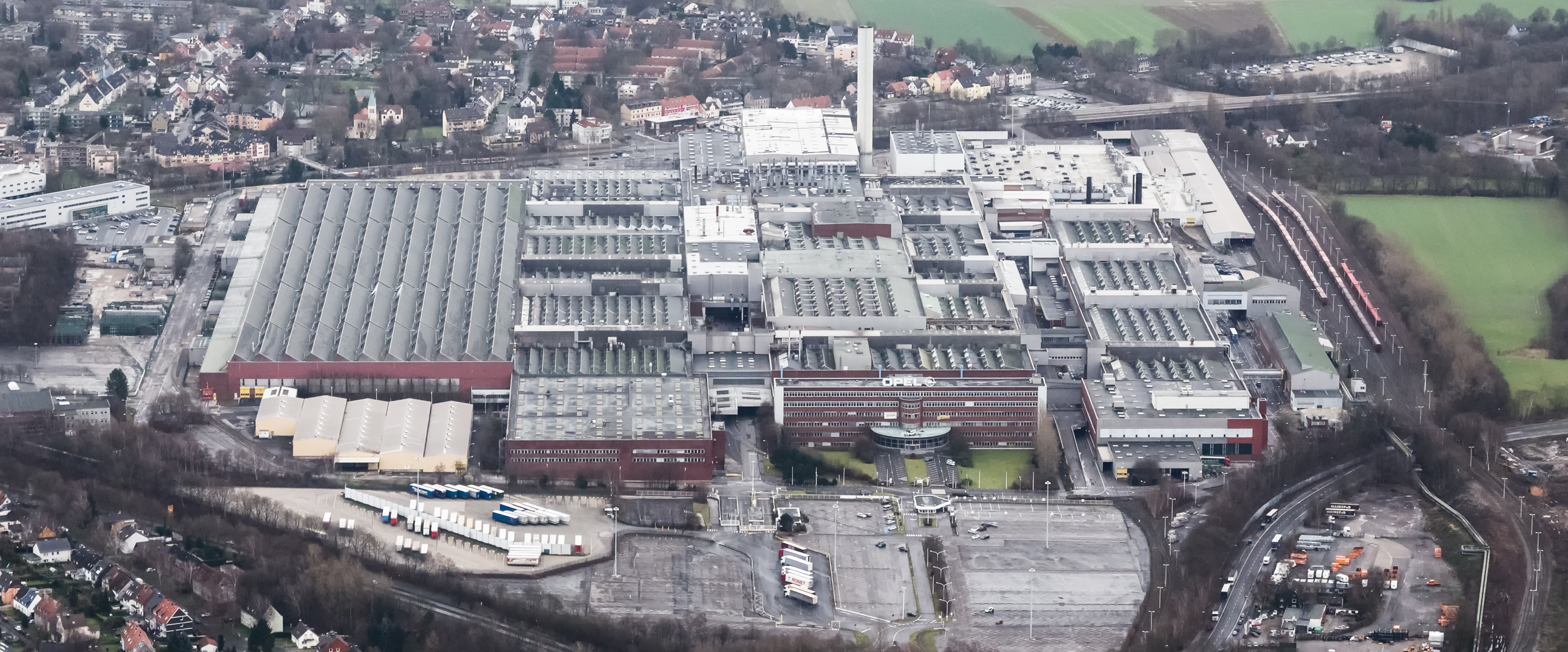
Ehemaliges Opel-Werk Bochum (2014)

Das Bochumer Opel-Werk wurde im Dezember 2014 geschlossen. Hier wurden ab 1962 in Spitzenzeiten bis zu 20.000 Menschen beschäftigt und über 350.000 Fahrzeuge pro Jahr gefertigt. Nach dem Rückbau der Anlagen wird das Gelände der städtebaulichen und gewerblichen Nutzung übergeben. Die einzige Anlage des ehemaligen Opel-Werks in Bochum ist das Warenverteilzentrum.

#### Verwaltungsstruktur des Ruhrgebietes
Das Ruhrgebiet wurde 1995 Teil der neu definierten Europäischen Metropolregion Rhein-Ruhr.

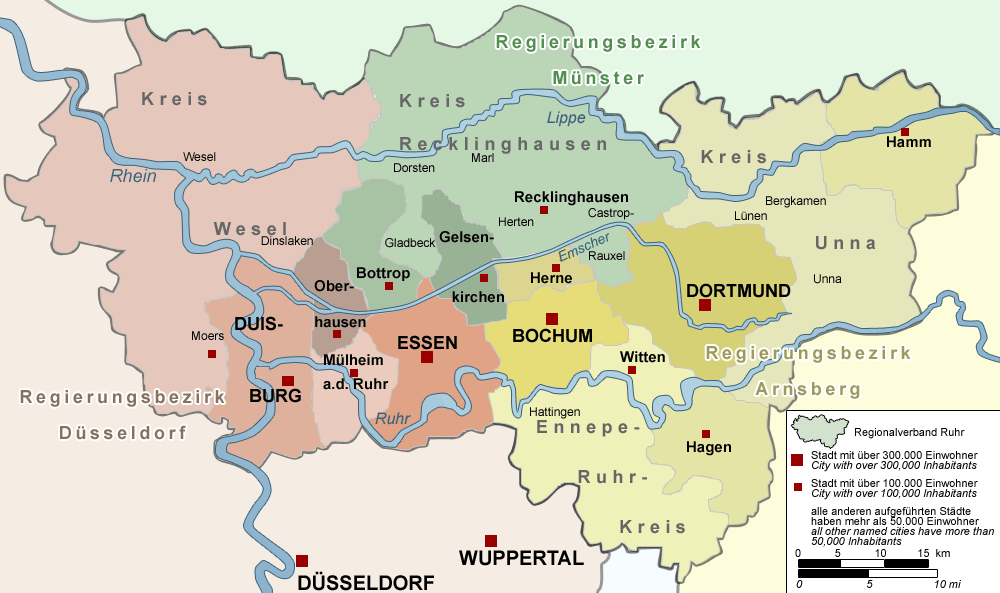
Verwaltungsgliederung des Ruhrgebietes

Der Kommunalverband Ruhrgebiet (KVR) wurde 2004 durch den Regionalverband Ruhr (RVR) abgelöst. Dieser besaß auf Druck der Ruhrgebietsstädte wieder erweiterte Rechte und hatte jetzt zum Beispiel die Befugnis, sogenannte Masterpläne zu erstellen.
Der Landtag verabschiedete 2007 das Gesetz zur Übertragung der Regionalplanung für die Metropole Ruhr auf den Regionalverband Ruhr. Die Planungsaufgaben wurden von den drei bisher zuständigen Regierungspräsidien übertragen.

#### Umweltschutz
Im Rahmen der Bundesgartenschau 1997 in Gelsenkirchen wurde das Gelände der ehemaligen Zeche Nordstern in den Landschaftspark Nordsternpark umgestaltet.
Das Finale der IBA Emscher Park, ein Beispiel für den Bereich Arbeiten im Park, stellte 1999 die neue Nutzung des Innenhafens in Duisburg dar.
2004 war der Start des Umbaus des Emschersystems zum unterirdischen Emscherkanal.
Am 21. Oktober 2007 übernahm der Regionalverband Ruhr wieder die Regionalplanung für das Ruhrgebiet, wie sie der Siedlungsverband Ruhrkohlenbezirk schon seit der Gründung 1920 bis 1975 wahrgenommen hatte. Damit war diese Aufgabe nach 34-jähriger Dreiteilung unter den Regierungsbezirken Arnsberg, Düsseldorf und Münster wieder zentral im Ruhrgebiet angesiedelt.

#### Sport im Ruhrgebiet
Nach der Wiedervereinigung gab das Ruhrgebiet 1990 seine Olympiabewerbung von 1984 zugunsten einer Bewerbung Berlins auf.
Seit den 1990er Jahren kristallisierte sich Borussia Dortmund als der führende Fußballverein des Ruhrgebiets heraus, der Verein gewann 1995, 1996, 2002, 2011 und 2012 die deutsche Fußballmeisterschaft.
In Duisburg und seinen Nachbarstädten Mülheim an der Ruhr, Oberhausen und Bottrop fanden 2005 die 7. World Games statt.
Dortmund und Gelsenkirchen waren Austragungsorte der Fußball-Weltmeisterschaft 2006.

#### Entstehung von Einkaufszentren

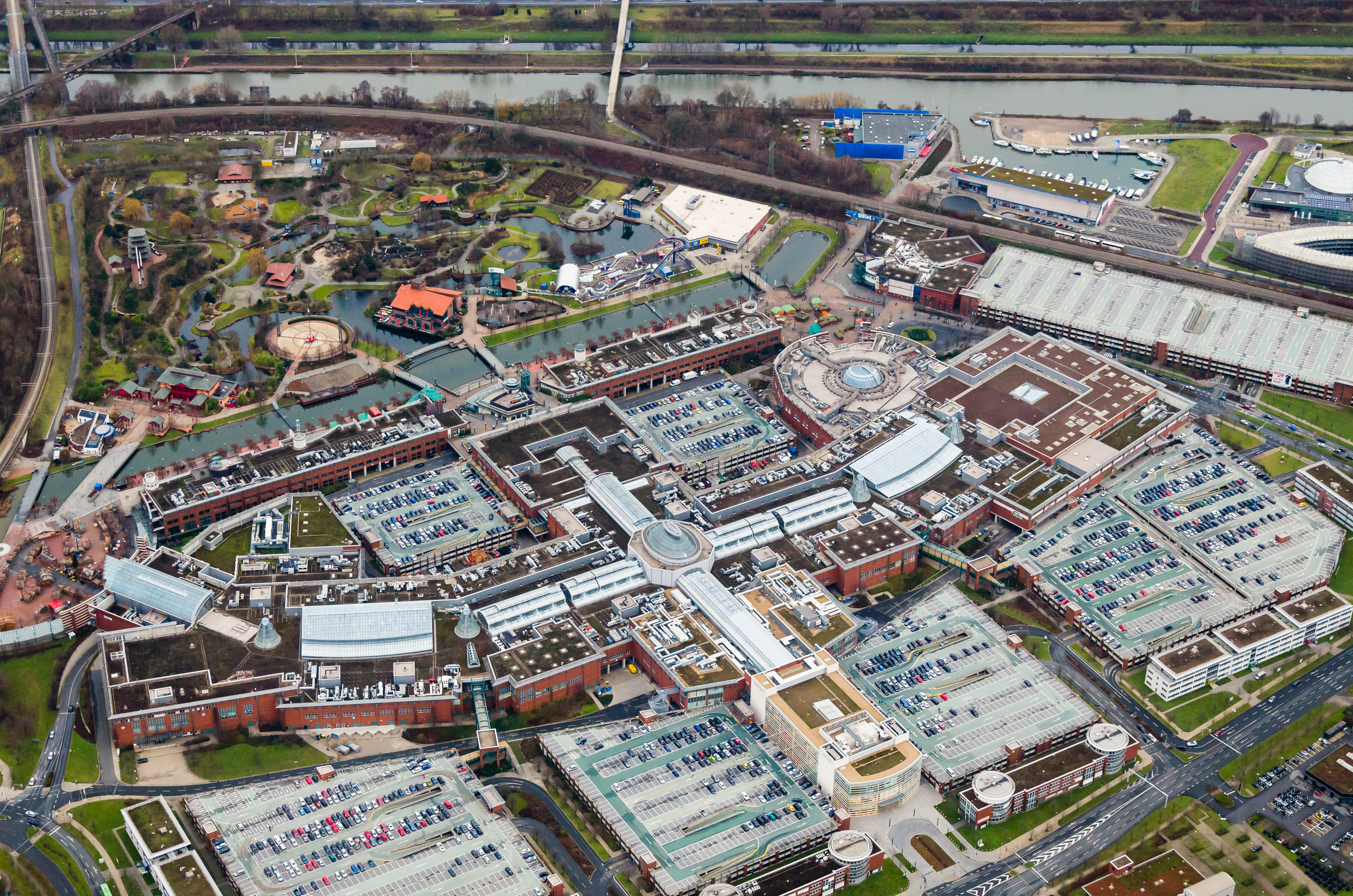
Ergebnis des Strukturwandels: das Einkaufszentrum CentrO in Oberhausen steht auf dem Gelände eines ehemaligen Hüttenwerkes

Am 14. November 1964 eröffnete mit dem Ruhr-Park im Bochumer Stadtteil Harpen das erste Einkaufszentrum des Ruhrgebiets, es war das zweite Einkaufszentrum der Bundesrepublik überhaupt. Bei der Eröffnung umfasste die Mietfläche 24.000 m², nach mehreren Aus- und Umbauten sind es inzwischen 125.000 m².
Auf dem Gelände der ehemaligen Zeche Concordia wurde in der Nähe der Innenstadt 1971 das Bero-Zentrum Oberhausen errichtet.
Das Rhein-Ruhr Zentrum in Mülheim an der Stadtgrenze zu Essen wurde 1973 auf dem Gelände der ehemaligen Zeche Vereinigte Rosen- und Blumendelle gebaut. Nach mehreren Erweiterungen umfasst es heute eine Mietfläche von 79.000 m². Das erste Einkaufszentrum Essens eröffnete am 2. November 1973 im Essener Stadtteil Altenessen.
Im Rahmen der Neuschaffung der Marler Innenstadt wurde 1974 das Einkaufszentrum Marler Stern errichtet, im gleichen Jahr unmittelbar an die Innenstadt angrenzend das Forum City Mülheim in direkter Anbindung an den Mülheimer Hauptbahnhof.
1976 wurde in Dortmund das Indupark Center errichtet und 1979 die Rathaus Galerie Essen, die eine Verbindung zwischen Rathaus und der Fußgängerzone der Innenstadt herstellt.
Das Alleecenter Hamm entstand 1992 auf dem Gelände der Isenbeck-Brauerei in Hamm.
Am 11. September 1996 wurde das Einkaufszentrum Centro Oberhausen eröffnet. Es war Kernstück der Neuen Mitte auf dem Gelände der einstigen Gutehoffnungshütte und ein sichtbares Zeichen des Strukturwandels im Ruhrgebiet.
Viele dieser frühen Einkaufszentren wurden auf dem Gelände ehemaliger Industrieanlagen erbaut.

#### Großveranstaltungen im Ruhrgebiet
Die erste Mayday fand 1993 in der Westfalenhalle statt. Sie war der größte Indoor-Rave in Deutschland und bis heute Teil der Technokultur.
Essen wurde 2006 stellvertretend für das Ruhrgebiet zur Kulturhauptstadt 2010 gewählt.
In Essen fand im August 2007 die Loveparade statt. Die erste Veranstaltung nach dem Umzug der Parade von Berlin ins Ruhrgebiet stand unter dem Motto Love Is Everywhere. Im folgenden Jahr erreichte die Loveparade in Dortmund mit 1,6 Millionen Teilnehmern einen Besucherrekord.

RUHR.2010 – Kulturhauptstadt Europas

Essen und das übrige Ruhrgebiet veranstalteten 2010 RUHR.2010 – Kulturhauptstadt Europas. An der Eröffnungsfeier am 9. Januar auf dem Gelände der Zeche Zollverein nahmen unter anderem Bundespräsident Horst Köhler und José Manuel Barroso, Präsident der Europäischen Kommission, teil. Das Leitprojekt Still-Leben auf der A 40 besuchten am 18. Juli 2010 geschätzt mehrere Millionen Menschen und feierten ein Fest der Alltagskulturen.
Bei der Loveparade am 24. Juli 2010 kam es zu einem Gedränge im Eingangsbereich des Veranstaltungsgeländes, dabei starben mindestens 21 Menschen.

#### Sonstiges
Im Dezember 1994 wurde ein EU-Gipfel in Essen in der Grugahalle abgehalten. Wichtigste Themen des Europäischen Rates waren Entwürfe zur Bekämpfung der Arbeitslosigkeit und zur Förderung der Chancengleichheit in der Europäischen Union.
Am 17. November 1995 wurde der letzte Standort der Britischen Rheinarmee in Dortmund, die Suffolk Barracks, geschlossen.
2005 erfolgte die Einführung von Hartz IV. Fast 1 Mio. Menschen im Ruhrgebiet waren betroffen.
Von den Parteien der nordrhein-westfälischen Regierung wird die Bildung eines Regionalpräsidiums Ruhrgebiet angekündigt.
Hamm erhielt seit der Schließung der Zweigstelle der Pädagogischen Hochschule Ruhr 2005 wieder eine Hochschule, die private SRH Hochschule für Logistik und Wirtschaft. Sie ging als SRH Fachhochschule Hamm an den Start.
In Hamm entstand 2007 ein Teil der staatlichen Hochschule Hamm-Lippstadt.